# Бійцівська рибка сіамська
Бійці́вська ри́бка сіа́мська (Betta splendens) — тропічний прісноводний вид риб з родини осфроменових (Osphronemidae), підродина макроподових (Macropodusinae). Найвідоміший представник роду Бійцівська рибка (Betta). Це дуже популярний вид акваріумних риб. Серед аматорів він більше відомий під народною назвою півник, проте професійні акваріумісти та селекціонери використовують міжнародну назву бетта.
Тайська назва виду — плакат (Pla Kat), що означає «риба, що кусається», «бійцівська риба».
Сіамська бійцівська рибка дала назву комплексу близьких видів Betta splendens, членами якої є B. splendens, B. smaragdina, B. imbellis, B. stiktos, B. mahachaiensis, B. siamorientalis. Генетично B. splendens більш тісно пов'язана з B. imbellis та B. mahachaiensis.

## Історія наукового опису
1840 року король Сіаму (стара назва Таїланду) подарував кілька своїх цінних бійцівських рибок своєму другові, а той передав їх Теодору Кантору (Theodore Cantor), лікарю британської медичної служби в Бенгалії. Саме Кантору приписується найперша згадка про сіамську бійцівську рибку, 1850 року він опублікував статтю про неї з використанням назви Macropodus pugnax (=Betta pugnax). У науковій літературі того часу це був єдиний дійсний вид бійцівських рибок. Лише 1909 року американський іхтіолог Ч. Т. Ріган дослідив 9 екземплярів бійцівської рибки з Бангкока, з річки Менам та з Пінанга й виявив, що цей вид не відповідає Betta pugnax. Ріган визначив сіамську бійцівську рибку як новий окремий вид і дав йому назву Betta splendens, латинське слово splendens означає «блискучий».
У результаті наступних досліджень виявилось, що риби Рігана з Пінангу належать до виду, який зараз має назву B. imbellis, а екземпляри з Бангкоку та річки Менам дійсно належать виду B. splendens, але були штучно виведеною формою бійцівської рибки. Таким чином, склалася унікальна ситуація, коли науковий опис виду був зроблений на основі селекційної форми.

## Поширення
Природний ареал сіамської бійцівської рибки включає територію центрального, північного, західного та південного Таїланду й заходить також у сусідні райони М'янми, Лаосу та Камбоджі. У дикій природі вид зустрічається по всьому центральному Таїланду, від провінції Чіанграй на півночі до провінцій Сураттхані і Пхангнга на півночі Малайського півострова, в районі перешийка Кра. Повідомлення про поширення виду в інших районах південного (півострівного) Таїланду, а також у басейні річки Меконг у східному Таїланді, Лаосі, В'єтнамі та Камбоджі стосуються інших видів або інтродукованих популяцій.
Точні чисельність популяцій сіамської бійцівської рибки та територія поширення виду невідомі.
Дикі популяції сіамської бійцівської рибки існують також у східному Таїланді, В'єтнамі, Західній Малайзії, Сінгапурі, Індонезії, Австралії (Північна Територія), Бразилії, Колумбії, Домініканській Республіці, на півдні США (Флорида). Фермери, що займаються розведенням декоративних риб, часто випускають своїх годованців у сусідні річки та озера, трапляється й випадкова втеча риб з таких господарств. Опинившись на свободі, вони зазвичай стають здобиччю місцевих хижаків, але в деяких місцях вижили й процвітають, утворивши інтродуковані популяції. В природні водойми зазвичай потрапляють виведені породи, тому тепер багато штамів, що живуть у природі, не можна назвати чисто дикими популяціями.
Водяться в різноманітних стоячих або з млявою течією водоймах, на заплавних луках, рисових полях, спокійних ділянках середніх і великих річок, водно-болотних угіддях, в каналах, ставках та інших штучних водоймах. Це, хоча й неглибокі (7,6-15,2 см, залежно від пори року), але часто дуже широкі водойми. Показники води: pH 6,0-8,0; твердість 5-19 °dH; температура 24-30 °C.
Щонайменше 30 % ареалу поширення виду, особливо в Центральному Таїланді, який є центром популяції сіамської бійцівської рибки, було перетворено на сільськогосподарські угіддя з інтенсивним веденням господарства. Спостерігається зменшення чисельності риб через деградацію та забруднення водойм. В багатьох районах відбувається також скорочення середовищ існування риб, таких як ставки, рисові поля й болота, через активні процеси урбанізації та індустріалізації. Другорядною загрозою є генетична ерозія через потрапляння в дику природу виведених штамів бійцівської рибки з фермерських господарств.
Для рибальства вид значення не має. Іноді потрапляє в неводи, сітки й пастки, але рідко використовується в їжу.

## Опис
Більшість людей зазвичай стикається з барвистими виведеними породами сіамської бійцівської рибки з великими плавцями. Але ці риби мають дуже мало спільного з дикими популяціями Betta splendens, що мають короткі плавці та непоказне забарвлення, здаються тоншими в порівнянні з акваріумними популяціями.

### Форма
Дикі сіамські бійцівські рибки мають досить струнке, помірно видовжене гнучке тіло, лише трохи сплощене з боків і майже кругле в перетині. Голова та тіло міцні.
Морфометричні дані: стандартна (без хвостового плавця) довжина 19,9-35,0 мм, загальна довжина 123,8–139,1 % стандартної. Спинний плавець посунутий назад, предорсальна довжина становить 57,1–68,2 % стандартної, преанальна (до початку анального плавця) довжина 32,1–44,5 %, довжина основи спинного плавця 12,1-19,3 %, довжина основи анального плавця 53,3-70,1 % довжина черевних плавців 21,2-55,0 % стандартної довжини, довжина голови 27,7-33,1 %, висота тіла 22,9–31,3 %, висота хвостового стебла 13,9-21,3 % стандартної довжини. Довжина морди (рила) становить 18,1-28,6 %, діаметр орбіт очей 23,9-28,9 %, міжорбітальна ширина (відстань між очима) 30,2-34,3 % довжини голови.

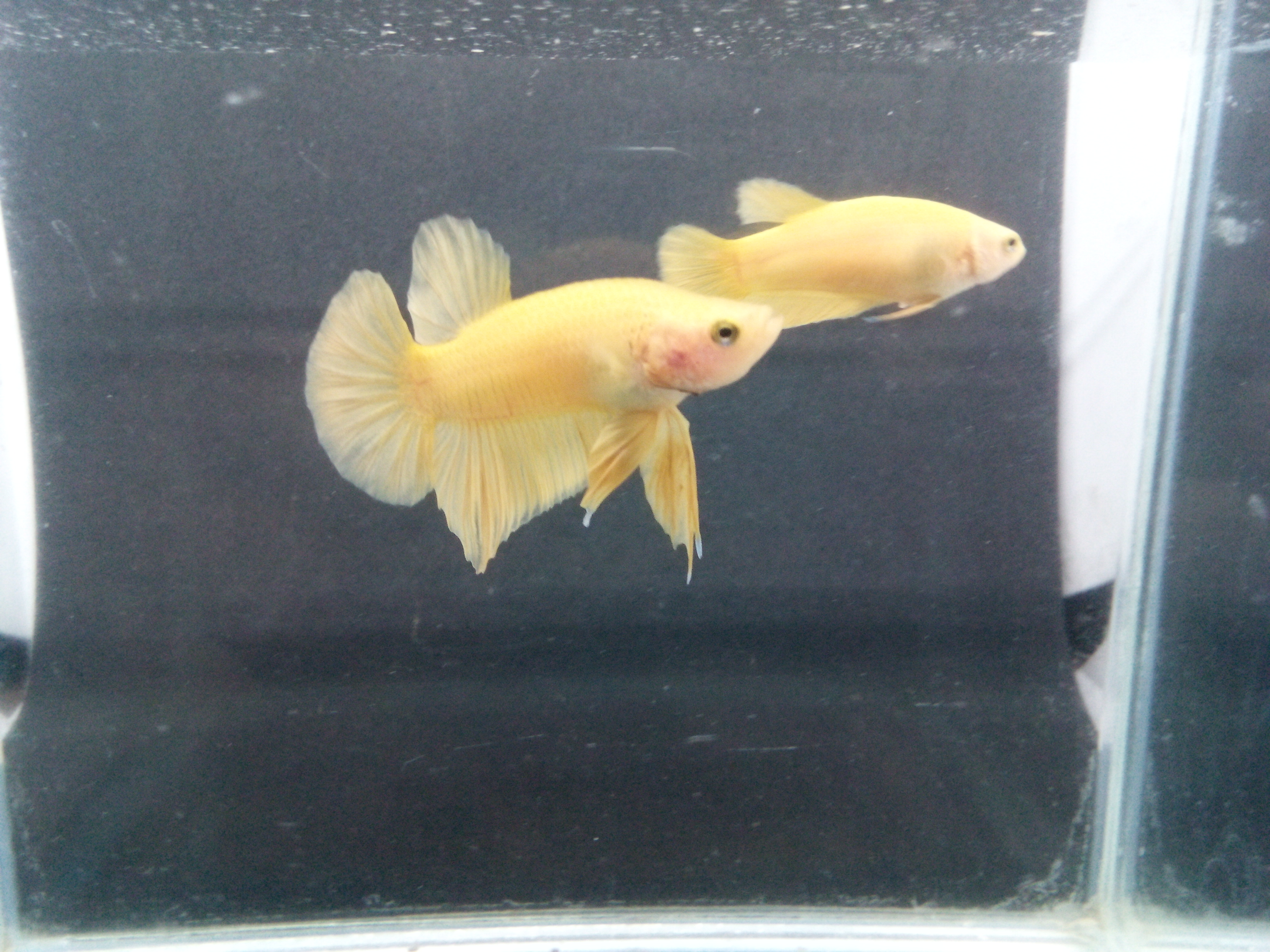
Пара риб короткоплавцевої виведеної породи.

Анальний плавець довгий і широкий, загострений на кінці, спинний — короткий, розташований у задній половині тіла, хвостовий — віялоподібний, грудні плавці округлі, перші промені черевних плавців сильно подовжені. У спинному плавці 1-2 твердих промені та 7-10 м'яких, в анальному плавці 3-5 твердих променів і 22-26 м'яких, у грудних плавцях по 11-14 променів, черевні плавці мають по 1 твердому та по 5 м'яких променів, у хвостовому 11 м'яких променів. Черевні плавці вузькі, довгі, клиноподібні. В поздовжньому ряду 28½-32 луски, у поперечному напрямку 8-9½ рядів лусок. Хребців 29-34. Бічна лінія відсутня.
Морда широка, щелепи сильні й великі, як на такого розміру риб, всіяні гострими зубами. Більшість внутрішніх органів розташована в першій третині тіла, вони добре упаковані між головою та початком анального плавця, далі знаходиться лише плавальний міхур.
Сіамська бійцівська рибка має спеціальний лабіринтовий орган, який дозволяє їй отримувати кисень з атмосферного повітря. Лабіринтовий орган розташований у спеціальній порожнині над зябрами. Він містить багато складок шкіри, насичених кровоносними судинами, які функціюють як велика дихальна поверхня. Лабіринтовий орган діє як доповнення до зябер для отримання кисню в умовах його дефіциту у воді.
Довжина тіла самців диких риб в середньому становить 4-6 см, хоча вони можуть виростати більшими; одомашнені самці сягають 6-7 см завдовжки. У диких особин плавці порівняно короткі та круглі, але короткі плавці не є принциповою ознакою диких риб, існують і короткоплавцеві виведені форми, які, на жаль, часто плутають з дикими B. splendens. Вражає різниця в розмірах хвостового плавця. У диких риб він має довжину 1-1,5 см, тоді як в самців одомашнених порід зазвичай виростає до 4-5 см, а в окремих екземплярів може сягати й 8-9 см завдовжки.

### Забарвлення

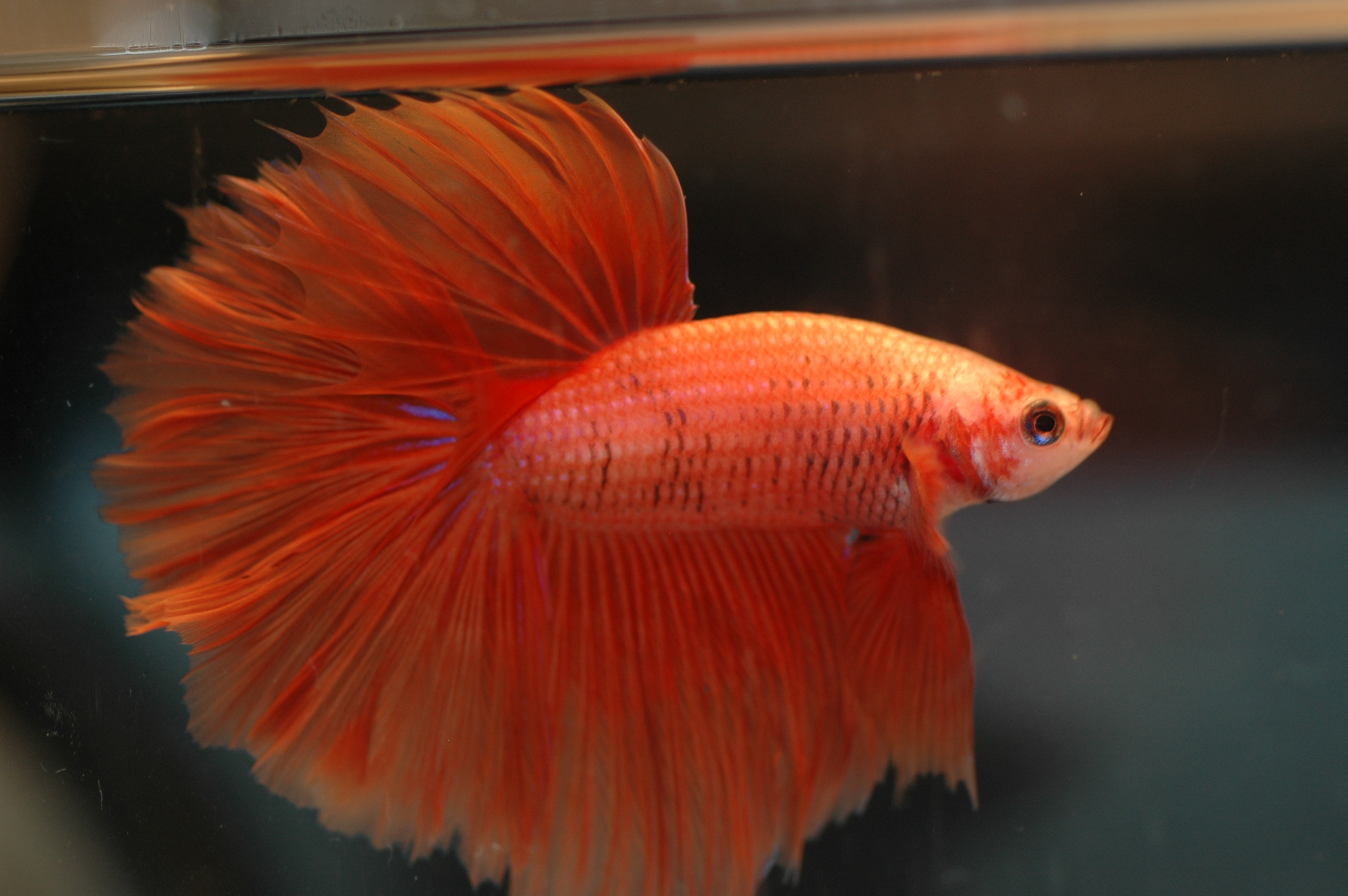
Жовтогарячий самець породи півмісяць.

Основне забарвлення дикої форми варіює залежно від місця проживання конкретної популяції. Слід також зазначити, що оригінальну зовнішність Betta splendens насправді дуже складно визначити. Це є наслідком масштабного впливу та змішування селекційних форм з дикими. Дикі риби в основному мають тьмяне забарвлення коричневих тонів з невиразними темними смугами на боках та рядами зелених блискіток уздовж тіла. На зябрових кришках присутні червоні паралельні вертикальні смуги. Райдужна оболонка очей чорна.
На плавцях домінує червоний колір. Хвостовий плавець червоний або червоно-коричневий із зеленкувато-блакитною пігментацією на мембранах, яка утворює віялоподібний візерунок. Анальний плавець забарвлений переважно в червоний або коричневий колір і має світлі зеленкувато-блакитні смужки. Спинний плавець червоно-коричневий, з блискучою зеленою смугою і шаховим малюнком у задній частині; залежно від місця походження він може бути синішим або зеленішим. Черевні плавці вогненно-червоні з білими кінчиками та чорною облямівкою. Грудні плавці прозорі, безбарвні.
В умовах акваріума шляхом селекції було виведено безліч порід червоного, синього, зеленого, чорного, жовтого, жовтогарячого, білого та інших кольорів, існують різноманітні комбінації кольорів.
Забарвлення спокійної риби в природі є доволі сірим, оскільки жоден з кольорів не виглядає інтенсивним, а лиск на лусках практично відсутній. Однак збуджений самець помітно змінюється: всі плавці у нього широко розгортаються, все тіло переливається зеленкуватими, синіми або червоними кольорами, на лусках виступають блискучі зеленкувато-блакитні цятки, які рядами вишиковуються вдовж тіла. При залицянні він стає помітно темнішим, втрачаються будь-які ознаки смугастого малюнка. В готових до нересту самок зазвичай на тілі з'являється серія поперечних світлих і темних смуг, що чергуються.
Пригнічені риби, а також перелякані особини, що опиняються в стані стресу, навпаки стають блідими, на тілі в них з'являються дві темні поздовжні лінії. Те саме відбувається за різкої зміни навколишнього середовища. Це стосується як самок, так і самців.

### Статеві відмінності

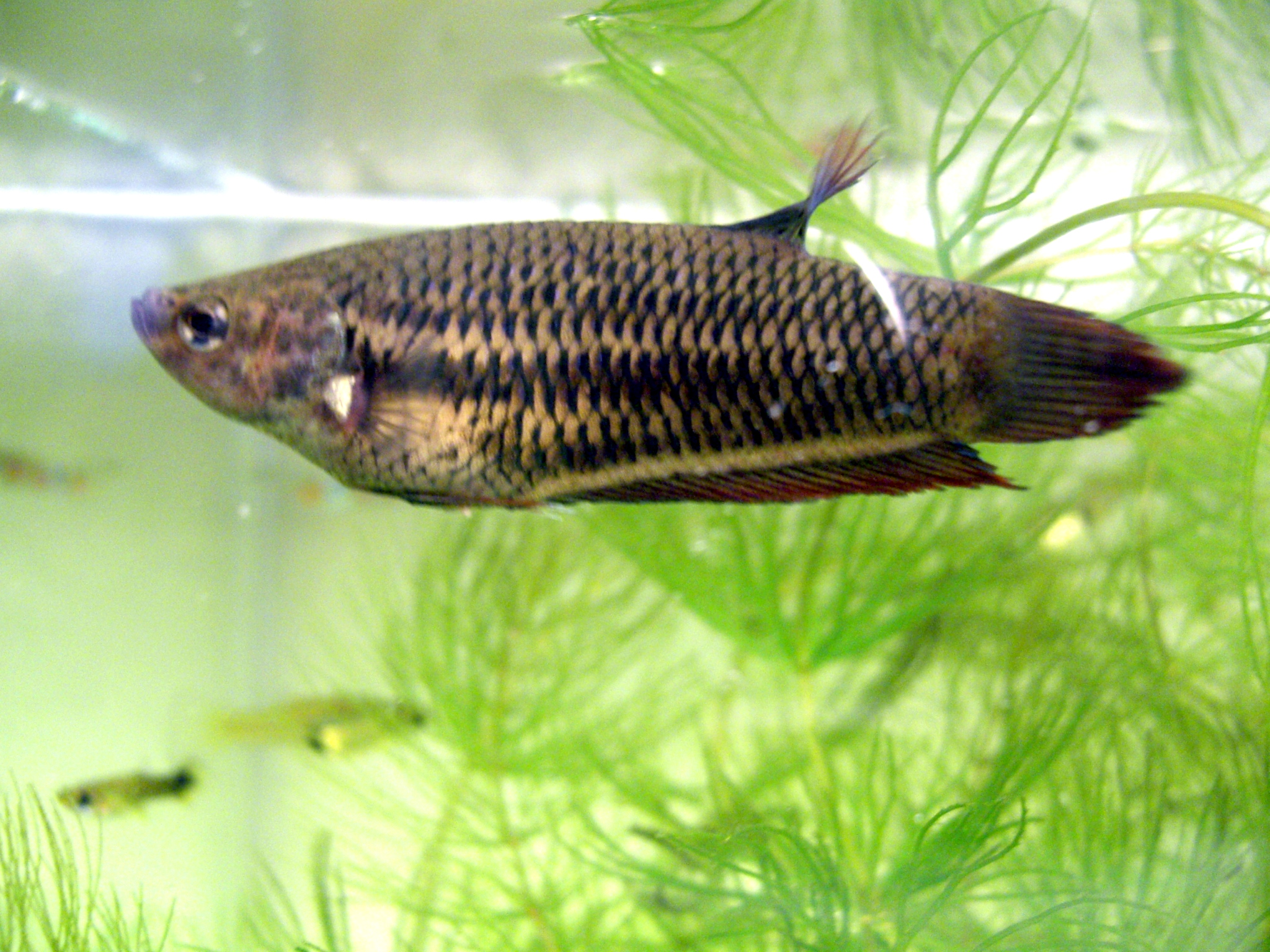
Самка сіамської бійцівської рибки.

Розрізнити дорослих самців та самок у більшості випадків дуже просто. Самці мають значно більші плавці та інтенсивніше забарвлення, а ще стрункіші за самок. Ці незначні на перший погляд відмінності відразу кидаються в очі. Самки менші за самців, мають короткі плавці, завдяки тьмяному забарвленню на тілі в них добре помітні поздовжні смуги. Молоді самці схожі на самок. Самців порід з короткими плавцями часто важко відрізнити від самок.
Самці при зустрічі між собою зазвичай поводяться агресивно, спалахують і демонструють розправлені плавці. Самки зазвичай цього не роблять, але й серед них трапляються дуже агресивні особини, які також спалахують. Як у самців, так і в самок при збудженні не лише розправляються плавці, а й розкриваються зябра, але в самців зяброві мембрани значно більші, вони стирчать з-під зябрових кришок навіть тоді, коли ті закриті.
Надійною ознакою зрілих самок є наявність яйцекладу (маленький сосочок відразу за черевними плавцями, що виглядає як біла крупинка). Коли самка готова до нересту, її забарвлення блідне, а на боках з'являються темні вертикальні смужки. Безпосередньо перед нерестом самець будує на поверхні води гніздо з піни — це також надійна ознака статі.

## Біологія

### Спосіб життя
У природних водоймах сіамські бійцівські рибки ховаються під водними рослинами від сонячних променів та черепах, змій, мартинів, чапель, зимородків, які полюють риб. Риби шукають собі схованки навіть за відсутності прямої загрози й постійно тримаються серед щільної рослинності.
Сіамська бійцівська рибка вважається несоціальною рибою, вона не плаває групами, навпаки, поводиться дуже територіально. Самці в період нересту займають території, на яких вони будують гнізда з бульбашок, до яких згодом відкладається ікра. Самці ревно захищають свої території від вторгнення інших самців. Самці й самки у стосунках між собою виявляють агресію. У природі риби розподіляються по водоймі зі щільністю близько 1,7 риби на м². Разом із тим самки схильні збиратися в групи, по можливості, одного забарвлення.
Крім зябер, сіамська бійцівська рибка має допоміжний орган дихання, відомий як лабіринт. Він дозволяє рибам дихати атмосферним повітрям і жити у воді з низьким вмістом розчиненого кисню. Рибам доводиться часто спливати до поверхні за черговим ковтком повітря. Дослідження, проведені 2001 року в Таїланді, засвідчили, що сіамська бійцівська рибка може жити за концентрації розчиненого у воді кисню 3,79 мг/л; такий показник є смертельним для більшості інших риб. Проживання на мілководді, часто за умов гіпоксії, дозволяє бійцівським рибкам уникати хижаків та міжвидової конкуренції.
У природі сіамські бійцівські рибки харчуються зоопланктоном, личинками комарів та інших комах. Личинки комарів — їхня улюблена їжа, яку протягом усього року можна знайти у великій кількості в природних водоймах. Знищуючи личинок комарів, ці риби роблять корисну послугу людям.
Бійцівська рибка може рухати очима, щоб стежити за рухомими об'єктами, але не блимає ними. Риби дуже цікавляться оточенням і з великим інтересом перевіряють все нове, що з'являється поруч.
Максимальний засвідчений вік риб — 2 роки.
Дослідження не встановили, чи в сіамської бійцівської рибки існують реальні статеві хромосоми. Були відмічені випадки зміни статі, й від таких риб отримували потомство.
Betta imbellis і Betta splendens гібридизуються, існують перехідні популяції, які є стабільними в плані їхньої генетичної конституції. Існують також гібриди між B. mahachaiensis і B. splendens.

### Розмноження
Сіамська бійцівська рибка — вид, для якого характерні статевий диморфізм та прояв батьківського піклування. Під час розмноження дикі сіамські бійцівські рибки переходять зі струмків і ставків до дрібніших, спокійних і повільних прісноводних водойм, часто вони вибирають собі для нересту рисові поля. Тут вони мають побудувати своє гніздо з піни й підняти потомство. Вода під час гніздування має високу температуру, низькі вміст розчиненого кисню, рН та мінералізацію, але високий вміст вільного вуглекислого газу. Середина нерестового періоду в провінції Накхонсітхаммарат у південному Таїланді припадає на квітень-травень. Під час дослідження, проведеного 2001 року, показники води були такими: рН 5,28-5,8 (середнє 5,47), питома провідність 9,36-61,8 (середнє 27,75) мСм/м, вміст розчиненого кисню 0,00-7,39 (середнє 3,79) мг/л, вміст вільного діоксиду вуглецю 0,45-1,91 (середнє 0,81) мг/л. Глибина водойм становила 2,00-9,40 см, а температура води 27,0-31,5 °C. Щільність популяції сильно варіювала на території дослідження й становила від 0,5 до 4,8 особин на м² при співвідношенні самців і самок приблизно 1:1.

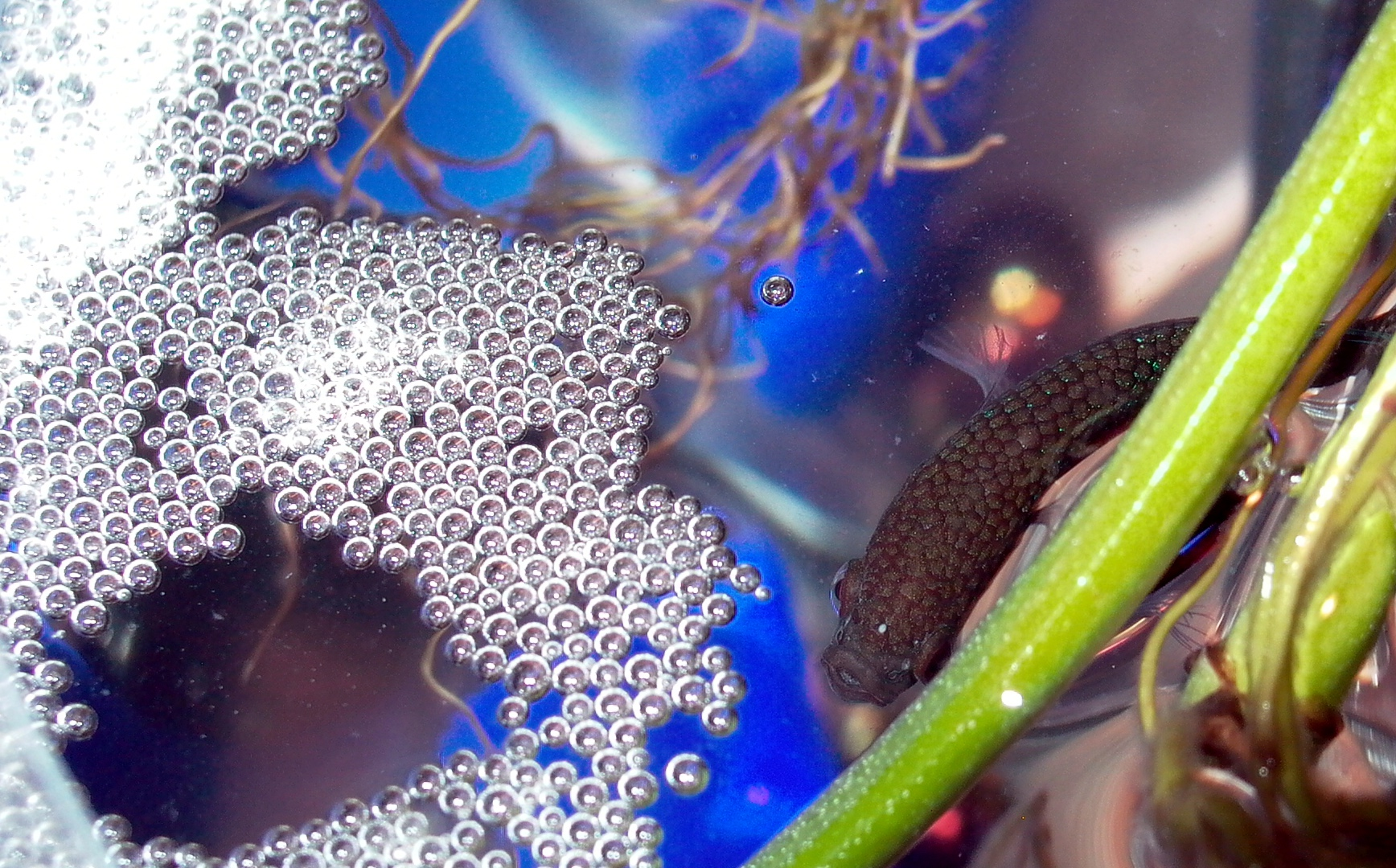
Гніздо з бульбашок.

У сезон розмноження самці сіамської бійцівської рибки встановлюють і захищають території у верхніх шарах води, в центрі такої території вони будують гнізда з бульбашок повітря. Розмір території становить менше половини відстані до найближчого гнізда. Свої гнізда риби будують у скупченнях густої підводної рослинності, видуваючи бульбашки навколо плавучої основи.
Гніздо з піни — це аероване місце для утримання заплідненої ікри та личинок. Самець видуває на поверхню води бульбашки повітря, які попередньо обволікає в роті слизовим секретом. Для цього він виробляє в роті густий слиз, що складається з глікопротеїнів, який допомагає підтримувати бульбашки постійно в гнізді. Слиз зміцнює поверхню бульбашок, робить їх стійкішими, бульбашки з'єднуються між собою й тримаються компактною масою на поверхні води. Слиз має також антибактеріальні властивості й забезпечує захист ікри від мікробів. Розміри гнізда коливаються в межах 11,78–82,89 мм завдовжки, 7,89–57,56 мм завширшки й 0,32–15,10 мм заввишки, а відстань до найближчого іншого гнізда становить 27,1–227,3 см. Середній розмір гнізда риб, що живуть в акваріумі, становить 46,8 мм в ширину, 71,3 мм в довжину та 7,4 мм у висоту.
Самці будують гнізда в широкому температурному діапазоні (25-30 °C), але багато емпіричних досліджень показали, що температура води близько 28-30 °C є оптимальною для нересту й розвитку ікри. Тепла вода збільшує активність самців у будівництві гнізда та пришвидшує готовність самки до нересту. Крім того, тепла вода може скоротити час до вилуплювання личинок і, отже, зменшити ризик того, що хтось із зловмисників встигне з'їсти ікру й звести нанівець батьківське піклування.
Під час досліджень нересту сіамської бійцівської рибки в природних умовах були проведені вимірювання розмірів риб. Самці були більшими за самок, їхня вага становила 0,38-0,64 г, довжина 2,67-3,15 см, висота 0,71-0,85 см, вага самок становила 0,13-0,51 г, довжина 1,91-2,95 см, висота 0,49-0,79 см.
Більші гнізда дозволяють утримувати більше ікри, забезпечувати більш ефективну оксигенацію (насичення киснем) та швидший розвиток ембріонів. Тому самці з більшими гніздами здатні досягти більшого репродуктивного успіху. Більші самці мають більше шансів на перемогу в поєдинках і, швидше за все, будуть більш успішно захищати свою ікру й мальків від риб-хижаків. Однак кількість ікринок на гніздо не співвідноситься ні з розмірами самця, ні з площею гнізда з піни. Було також виявлено, що розмір самця не співвідноситься з розміром гнізда, яке він будує.
Самець зазвичай ініціює нерест. Коли гніздо готове, він заманює до нього самку. Як показали дослідження, щільне скупчення гніздування самців приваблює більше самок для спаровування. Пару вибирає виключно самець, самка пасивно приймає переможця, тобто, як правило, більшого самця. Розмір самок у плані розмноження не має суттєвого значення. Натомість великі самці, як правило, перемагають у боях, тримають кращі території й отримують більше доступу до самок. Разом із тим, експерименти не виявили, щоб самки надавали перевагу самцям більшого розміру або з більшою площею гнізда.
Відкладанню ікри передують шлюбні ігри. Самець розправляє свої плавці, розчепірює зябра й «танцює» перед самкою, його кольори стають більш насиченими. В перервах, що виникають під час залицяння, він продовжує будувати гніздо. Готові до нересту самки мають білу крупинку на череві, на тілі з'являються широкі поздовжні темні смуги. Самка демонструє свою готовність нереститися тим, що штовхає самця в бік. Зазвичай самець спочатку проганяє її з-під гнізда, але самка знову й знову повертається. Виявляючи покору, вона викладає свій хвіст близько від гнізда або навіть прямо під ним, а тіло спрямовує по діагоналі вниз і гнучкими рухами сигналізує самцеві про те, що готова нереститися. Самець швидко сприймає це запрошення й припиняє проганяти самку. Незабаром починається спаровування.

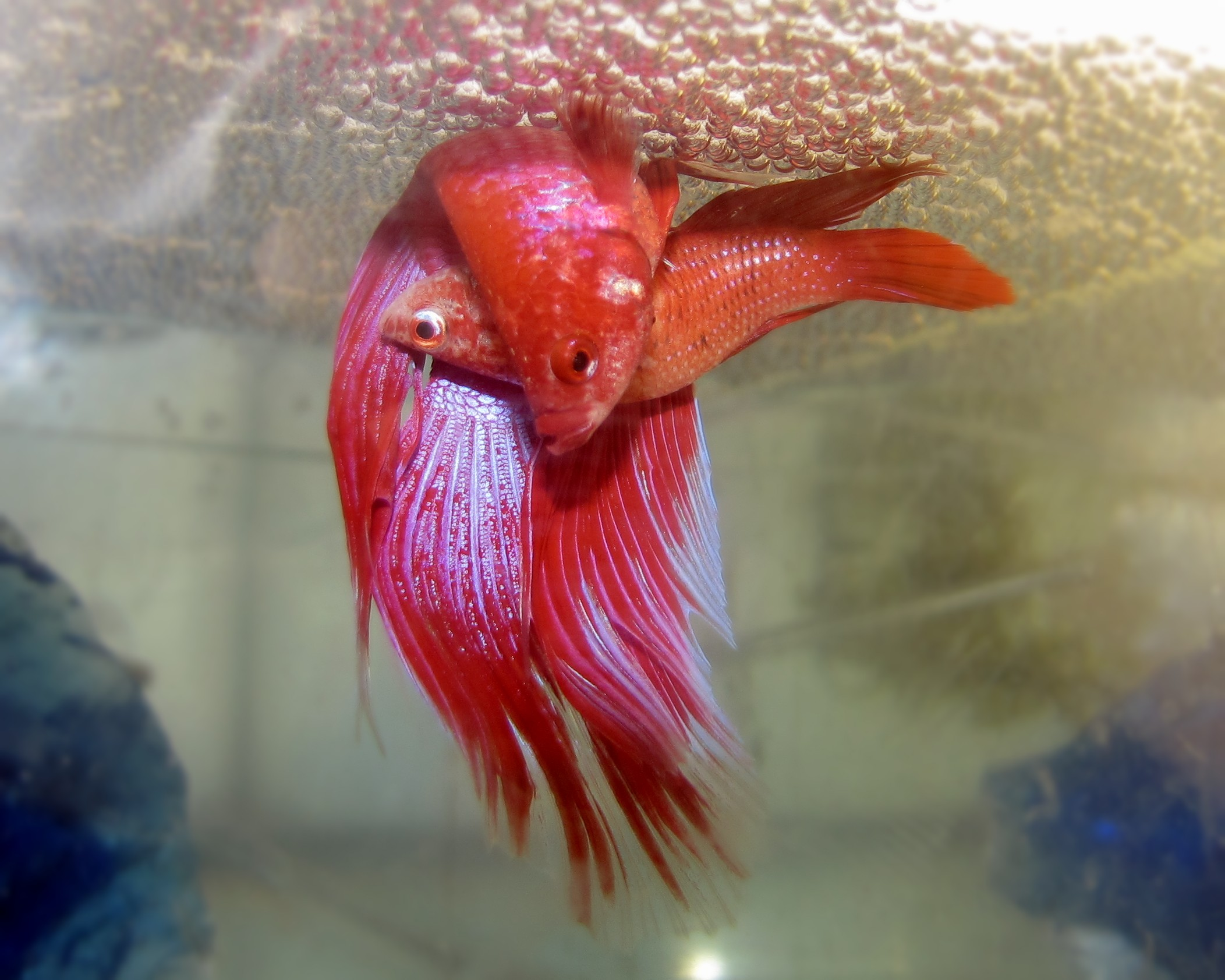
Нерест сіамської бійцівської рибки в акваріумі.

Нерест у Betta splendens триває до 3-4 годин. Ікра відкладається невеликими порціями по 10-40 ікринок через короткі проміжки часу. Спаровування відбувається в своєрідних «шлюбних обіймах», самець огинає своє тіло навколо самки, перевертає її на бік, а часто й черевом догори, витискає з неї порцію ікринок і відразу запліднює їх. Відбувається це в тісних обіймах, пара заклякає на декілька секунд, іноді при цьому риби разом опускаються донизу. Ікринки часто збираються у вигині анального плавця самки й лежать там, поки вона не почне рухатись. Самець першим виходить із нерестового заціпеніння, він відпускає самку й, як правило, відразу починає обережно збирати ротом ікринки, що повільно опускаються до дна. Зібравши порцію ікри, самець швидко повертається до поверхні й укладає ікринки в гніздо. Часто разом із ікринками він додає в гніздо нові бульбашки. Невдовзі приходить до тями й самка, вона відразу починає допомагати самцеві збирати ікру. Рибки вкривають ікринки секретом, який буквально приліплює їх до гнізда. Дії повторюються, поки самка не звільниться від усієї ікри. Кількість і розмір ікринок у гнізді може сильно різнитися. Під час дослідження, проведеного в дикій природі 2001 року, було перевірено 21 гніздо: кількість ікринок становила від 165 до 964 штук на гніздо. Одомашнені самки, за даними різних авторів, відкладають від 200 до 1500 ікринок.
Ікра в В. splendens біла, нерівна, схожа на зернятка солі, не містить жирових крапель, демерсальна (тоне), з великою кількістю жовтка, зорієнтованого донизу (телолецитальна, англ. Telolecithal). Діаметр ікринок може коливатися від 0,54 до 1,24 мм. Весь свій розвиток вони проходять лишаючись у гнізді.
Роль самки майже повністю обмежується відкладанням ікри. Після закінчення нересту самець проганяє її від гнізда й перебирає на себе весь подальший догляд за ікрою та личинками. Співвідношення дорослих самців і самок на дослідженій ділянці коливалося в межах 0,36:1 до 1:1. Можливою причиною такого широкого діапазону називають той факт, що самець на час огляду міг бути зайнятий переслідуванням риб-порушників своєї території.
Самець охороняє гніздо й рішуче захищає територію навколо нього. Він лишається під гніздом і не зрушить звідти наступні кілька днів. Самець добудовує гніздо, виробляючи нові бульбашки на заміну тим, що зруйнувалися, перекладає ікринки, бере їх у рота, «полоще» там і випльовує назад, обмахує гніздо грудними плавцями, створюючи навколо нього циркуляцію води, оглядає дно, чи не попадали туди ікринки, а якщо побачить їх там, то повертає назад. Вкладаючи ікринки до гнізда, він підкріплює їх однією-двома свіжими бульбашками. Весь цей час самець поводиться дуже агресивно, атакуючи будь-кого, хто здійснить вторгнення до його володінь. Самець розкриває зяброві кришки й розправляє плавці, залякуючи противника, а тоді переходить до укусів та ударів хвостом. Зазвичай такий напад супроводжується фізичними пошкодженнями й може призвести до смерті порушника. Запліднена ікра та мальки бійцівської рибки мають більше шансів вижити на мілководді, ніж у більш глибокій воді.
Частково за допомогою поверхневого притягання, частково через липкість бульбашок, ікринки тримаються в гнізді. Гнізда з бульбашок є аерованим середовищем, яке сприяє успішному розвитку ікри та вилуплюванню личинок. З часом бульбашки втрачають липкість і розриваються, гніздо розсипається, тому самець постійно займається його відновленням. Якщо якась ікринка випала з гнізда, самець підхоплює її й випльовує назад. Інкубаційний період дуже короткий, триває 20-40 годин за температури 26-30 °C. Температура сильно впливає на тривалість ембріонального розвитку та розвитку личинок, що вищою вона є, тим коротший час розвитку й навпаки. В акваріумних умовах за 27-28 °C личинки вилуплюються вже за 24 години, але за 20-25 °C проходить 3-4 дні. На кінець інкубаційного періоду розвиток ембріонів всередині ікринки добігає кінця, з'являються соміти й відділяються голова та хвіст. Коли личинка готова вилупитись, вона здійснює всередині ікринки сильні й безперервні рухи хвостом.
Личинки, які щойно вилупились, мають розмір близько 2,5 мм. Вони мають великий жовтковий мішок, недиференційовані та легко пігментовані очі, закритий рот та добре розвинений хвостовий плавець. Зовні це просто ікринки з хвостиком, який вертикально звисає із гнізда донизу; голівки ж глибоко закопані в бульбашки. На цьому етапі личинки практично не здатні до плавання й завдяки наявності клейких залоз на голові залишаються прив'язаними до гнізда, де перебувають під батьківським піклуванням. Личинки залишаються в гнізді й живляться запасами своїх жовткових мішків. Поступово розміри жовткового мішка зменшуються, а пігментація личинки стає сильнішою, формуються плавці, й здатність до плавання зростає. Личинки залишаються в гнізді, поки їхні жовткові мішечки повністю не втягнуться, а плавці не розвинуться. Поступово личинки приймають форму, що більше нагадує рибку, але з великим білим черевом. Хоча рот у личинок відкривається достатньо рано, весь цей період вони живляться виключно запасами свого жовткового мішка.
Батьківське піклування триває ще 5-7 днів після вилуплення личинок. Протягом усього періоду гніздування самець надзвичайно зайнятий, і його пильність ніколи не слабне. Він неодноразово бере ікринки або личинок в рота й випльовує їх у гніздо разом із новими бульбашками, забезпечуючи таким чином належну оксигенацію. Окрім підтримання гнізда, повернення ікринок та личинок, що випадають, догляду за ними та періодичної чистки, він постійно перебуває на сторожі, готовий захистити ікру та молодняк від зловмисників, які можуть їх з'їсти. Після вилуплення личинок самець стає ще агресивнішим. В той же час він не виявляє канібалізму до своєї ікри або личинок.

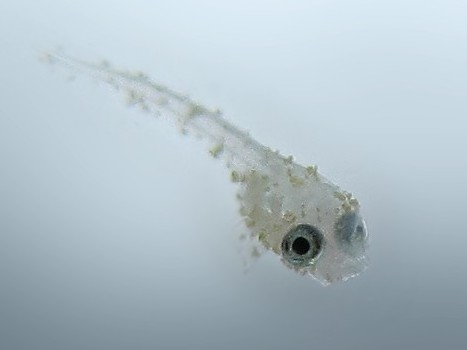
Крихітний мальок.

Врешті личинки вичерпують запаси жовткового мішка. На цей час у них вже сформовані всі необхідні органи, й вони займають горизонтальне положення, перетворюються на мальків, починають вільно плавати й переходять на екзогенне харчування. Рот у них у цей час ще дуже малий, і перші 10-12 днів вони харчуються найдрібнішими живими організмами, які плавають у місцевих водах. Молоді мальки ще не мають лабіринтового органу, а кисень, вміст якого найбільший біля поверхні, поглинається лише через зябра.
Через місяць після відкладання ікри, самка може нереститися знову; протягом року вона відкладає 2500-5000 і більше ікринок. Успішні самці можуть виростити 2–3 послідовних виводки за один сезон розмноження.
Етап малька завершується, коли молоді рибки досягають розміру близько 17 мм загальної довжини. На цей час особливості будови тіла у них відповідають конституції дорослих риб. Молодь визріває приблизно через три місяці після нересту, а термін життя риб становить від 2 до 4 років.

### Агресивна поведінка
У стосунках із представниками свого виду сіамські бійцівські рибки поводяться дуже територіально, особливо самці. Вони виявляють агресію в боротьбі за їжу або потенційних партнерів для нересту. Займаючи територію навколо свого гнізда, самець рішуче захищає її від вторгнення інших самців свого виду, при цьому він може поводитись доволі агресивно й до самок.
Агресія самця буває дуже сильною, а поведінка доволі складною й стереотипною. Моделі агресивної поведінки сіамської бійцівської рибки неодноразово досліджувалась у лабораторних умовах. Їх легко спостерігати й кількісно оцінювати, адже самці виявляють високий рівень агресії, навіть спостерігаючи власне віддзеркалення. У сутичках між рибами були зафіксовані такі типи поведінки: демонстрація своїх розмірів шляхом розправляння анального, хвостового та спинного плавців, розкривання (ерекція) зябрових кришок, удари хвостом у бік суперника, вигинання тіла, кусання, атака й переслідування.
Захист території є небезпечним як для самця, що тримає територію, так і для самця, що здійснив вторгнення в його володіння. Очунюючи можливі ризики, суперники мають приймати стратегічні рішення: захищати територію або відмовитись від неї. Моделі поведінки можуть мати три варіанти: «агресивна», «покірна» та «репродуктивна». Реакція самців один на одного зазвичай є «агресивною», але іноді один із них вирішує за краще уникати сутички й виявляє «покірну» поведінку. Зустрічаючи самку, яка може стати нерестовим партнером, самець «запрошує» її до гнізда й виявляє при цьому «репродуктивну» поведінку. Ерекція (розкриття) зябрових кришок та удари хвостом застосовуються як у взаємодії між самцями, так і у взаємодії між самцем та самкою. Кусання супроводжує фізичну атаку суперника й спостерігається лише у взаємодії між самцями.
Рівень агресії самця, що тримає територію, залежить від того, хто здійснив вторгнення. Найбільш агресивною є реакція на іншого самця, адже його вторгнення несе загрозу захоплення території суперником. Симпатії самки також спрямовані до переможця поєдинку між самцями. Тому під час агресивної взаємодії із самцем-агресором збільшується швидкість ерекції зябрових кришок, а також кількість укусів та ударів хвостом, які є надійними маркерами сили самця. Під час вторгнення самець, що тримає територію, менше часу проводить під гніздом.
Спокійніше самці ставляться до вторгнення самки, але самки-агресорки зазнають найбільше атак та переслідування. Найменше агресивних дій виявляє самець до самки, яка відкладає з ним ікру. У взаємодії самців і самок спостерігалися залицяння, розкриття зябрових кришок та будівництво гнізда з піни; жодних актів кусання при цьому не було. Демонстрація зябер при виборі партнерки вважається інформацією про зрілість самця. Під час взаємодії самця та його самки-партнерки самець також додає бульбашки до гнізда, періодично ковтаючи повітря з поверхні води й видуваючи його через рот або зябра. Під час залицяння самці дуже мало кусаються, в основному б'ються хвостом і розкривають зябра й більше часу проводять під гніздом. Також було помічено, що поведінка самця стає більш агресивною після вилуплення личинок, ніж це було відразу після відкладання ікри.

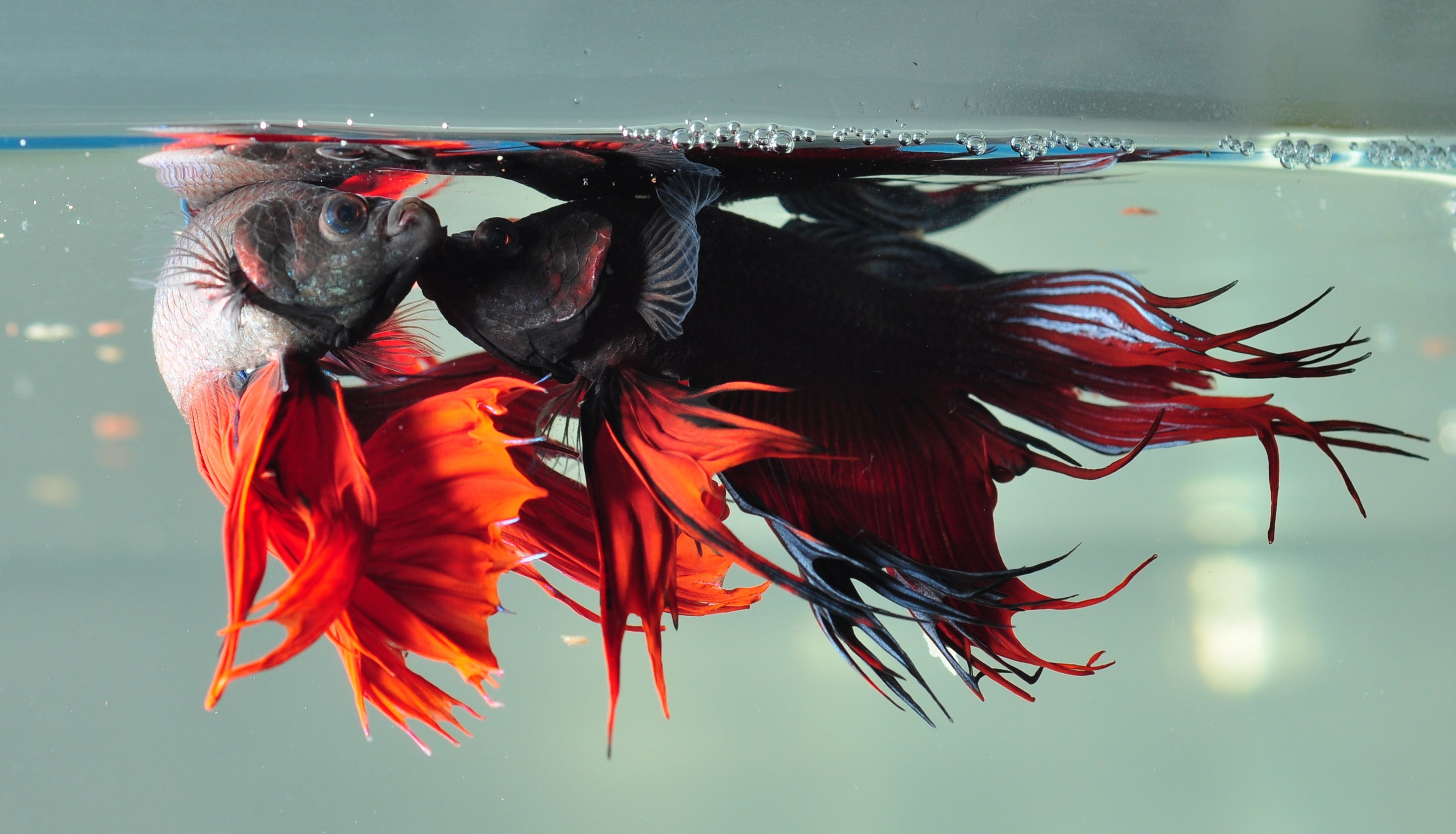
Бійка самців.

Для прояву агресивної поведінки самцеві достатньо побачити суперника. Зустріч двох незнайомих самців починається із взаємної зухвалої й чванливої демонстрації своїх розмірів і сили, при цьому суперники намагаються справити максимальне враження. Спочатку вони оцінюють один одного. Риби наближаються на відстань 2,5-7,6 см й зупиняються. Стоячи носом або боком до суперника, вони розкривають зяброві кришки й тримають їх відстовбурченими майже перпендикулярно до тіла. Це є звичною реакцією на іншого самця. Розкриття зябрових кришок свідчить про боєздатність і співвідноситься з поведінкою домінування. Зазвичай водночас суперники напружують тіло й повністю розправляють свої непарні плавці та швидко вібрують грудними плавцями. Забарвлення тіла також стає значно інтенсивнішим.
Сутички можуть бути майже миттєвими, а можуть тривати 30 секунд і більше, іноді до 17 хвилин. Суперники рухаються по колу, хитають тілами, відправляючи невеличкі хвилі в напрямку противника, вдаряють його хвостом. Далі бійка переходить в активну фазу. Риби здійснюють різкі випади, стрімко підпливаючи до суперника, й з усією силою кидаються на нього, кусають за тіло та плавці, намагаючись пошматувати ворога. Плавці дуже швидко перетворюються на лахміття, з'являються рани на тілі, зриваються луски. Іноді, зчепившись ротами, риби входять у клінч. Боротьба зазвичай дуже інтенсивна й передбачає завдання фізичної шкоди супернику, нерідко вона закінчується загибеллю одного з них, але частіше слабший тікає. Переможцями зазвичай стають більші самці, вони, як правило, поводяться активніше й здійснюють більше атак, але на тривалості поєдинку розмір риб не позначається.
Переможений в паніці намагається спастись. Втеча буває часто дуже швидкою й вибуховою, 1,5 метри риба може подолати менше, ніж за 3 секунди. Втікає вона вже із закритими зябровими кришками. Переможець певний час переслідує суперника, погоня також буває швидкою й по суті є безперервним продовженням атаки. Врешті переможений покидає територію переможця. Після поєдинку в переможеного можуть з'являтися тьмяне забарвлення й «покірна» поведінка, що повідомляє про його підлеглий статус; це припиняє агресію з боку переможця.
Іноді під час поєдинку рибки спливають до поверхні за ковтком атмосферного повітря. Якщо один із суперників робить це, конкурент ніколи не нападає на нього.
В обмеженому просторі акваріума, коли разом живе ціла група самців, у ході з'ясування стосунків риби дізнаються про силу та бойові здібності інших самців, і між ними встановлюється ієрархія. На її верхівці стоїть єдиний альфа-самець, решта поділяється на особин вищого або нижчого рангу. Всі суворо дотримуються соціальної ієрархії. Сутички з нанесенням фізичних пошкоджень спостерігалися лише в перший тиждень. Надалі бійки припиняються, взаємодія здійснюється лише за принципом «атака-відступ», тобто сильніший проганяє слабшого, проте поранення спостерігалися й надалі. Найактивнішим є альфа-самець, його показники агресії щонайменше в 6 разів перевищують відповідні показники будь-якого самця середнього класу. На нижньому щаблі ієрархії розташовується найслабший омега-самець, його показники активності в 4 рази нижчі за будь-якого самця середнього класу. Звичайною стає поведінка активного уникання сутички шляхом утечі самця нижчого за рангом. Слабша риба часто майже вертикально стоїть біля поверхні води й повільно втягує повітря. Така позиція є визнанням своєї слабкості. Ситуація залишається стабільною поки склад групи не змінюється.
Агресивність поведінки самця може бути зменшена простою присутністю групи інших риб, вона зменшує взаємодію між окремими самцями. Проведені експерименти засвідчили, що не лише наявність самок, але й їхня доступність може зменшити рівень агресії у взаємодії із самцями-конкурентами. Ще одне дослідження показало, що додавання до акваріумної води флуоксетину спричинює періодичне, а іноді й повне ослаблення характерних бійок між самцями сіамської бійцівської рибки; найбільш ефективною виявилася доза 40 мг на 1 г маси тіла риби.
«Жіноча» модель агресії дуже нагадує поведінку самців, але бійки між самками бувають менш інтенсивними, хоча загалом відбуваються за тією ж схемою. Були зафіксовані 3 основних види поведінки самок під час бійки: фронтальна демонстрація (одна риба з відкритими зябровими кришками суне на іншу), бічна демонстрація (риби розправляють плавці, вигинають тіло й кружляють одна навколо одної, час від часу намагаючись ударити суперницю хвостом) та атака (одна риба атакує іншу, іноді тикаючись в неї носом або кусаючи її). Під час демонстрації в самки підвищується інтенсивність забарвлення. Демонстрації бувають короткими, тривають лише 2-4 секунди. Фронтальна демонстрація може переходити в бічну. Бічна демонстрація може здійснюватись лише однією рибою, але частіше обома водночас. Менше 5 % демонстрацій закінчуються атакою. Атака завжди викликає втечу іншої сторони, справжні бійки ніколи не спостерігалися.
Реакція на самок і самців у самок є різною. Поведінку демонстрації вони виявляють лише при зустрічі з іншою самкою. При зустрічі із самцем самка або показує свою готовність до спаровування, або тікає. Готовність до спаровування вона демонструє появою особливого «нерестового» забарвлення.
Самки, на відміну від самців, можуть жити групою без інтенсивної агресивної взаємодії. При цьому в такій групі формується стабільний порядок домінування. Ранжування є сталим, з дня на день воно не змінюється. Найагресивніша риба не обов'язково має стояти на вершині ієрархії. Риби більше контактують з близькими за рейтингом особинами, а не найвищі з найнижчими. Найслабша риба втікає ще до того, як сильніша вдасться до демонстрації.

## Утримання в неволі
Сіамська бійцівська рибка належить до числа найкрасивіших і найпопулярніших прісноводних видів акваріумних риб. Її популярності сприяють невеликі розміри, витривалість, яскраве забарвлення, довгі й пишні плавці, цікава поведінка та невисока ціна. Найбільше цінуються самці з довгими плавцями, вони, зокрема, забезпечують найбільший дохід від експорту декоративних риб.
Існує багато барвистих виведених порід. Певні особливості B. splendens, такі як колір, довжина плавців та темперамент, посилювались селекціонерами протягом століть з декоративною метою та для боїв. Європейські та американські акваріумісти тримають риб за їхню красу, вони надають перевагу бійцівським рибкам з фантазійними довгими плавцями, з чітким малюнком та яскравими кольорами забарвлення; деякі тримають риб з короткими плавцями. У Південно-Східній Азії протягом століть бійцівську рибку тримали для боїв та розваг, тепер також більше звертають увагу на зовнішність риб.
Декоративні риби з новими кольорами й малюнками забарвлення та формою плавців регулярно імпортуються й користуються великим попитом. Вид має високу комерційну цінність. У Таїланді та інших країнах сіамських бійцівських рибок масово розводять на експорт. Продовжують розводити в Піденно-Східній Азії й бойові штами сіамської бійцівської рибки.
Зоомагазини продають виключно риб, виведених у неволі. У продажу переважають дешеві риби, яких масово розводять у Південно-Східній Азії або в Східній Європі. З точки зору стандартів порід вони мають багато дефектів, але для аматорів ці риби — хороший варіант. Імпортні риби в зоомагазинах країн ЄС в середньому коштують від 20 до 45 €. Породисті риби розводяться лише в господарствах селекціонерів. Кожен сам вибирає форму плавців та колір риб, які йому до вподоби.
Із сіамською бійцівською рибкою проводяться наукові дослідження, пов'язані з вивченням поведінки риб.

### Історія
Бійцівських рибок з короткими плавцями стали тримати в неволі в Таїланді приблизно з 1850 р., хоча деякі джерела стверджують, що це сталося ще в 13 році після Р. Х. або за доби королівства Сукхотай (понад 600 років тому). Протягом століть тайці розводили бійцівських рибок, зловлених у дикій природі, й використовували їх для бійцівських змагань. Риб тримали вдома в глиняних глечиках, які тайці називають морх (Morh). Тому бійці, виведені в неволі, тут звуться плакат-морх (Plakat Morh, «рибка в глиняному горщику»), на відміну від диких риб, яких називають плакат-па (Plakat Pah, «рибка із джунглів») або плакат-тхунг (Plakat Thung, «рибка з болота»).
Всі відомі нині виведені форми сіамської бійцівської рибки походять від дикого короткоплавцевого типу (плакат). Паралельно з короткохвостими бійцями виникали рибки з трохи довшими плавцями. Вони не мали бажаного «бойового духу», були менш агресивними й не могли швидко маневрувати, їх розводили заради краси. Декоративних довгоплавцевих бійцівських рибок тайці називають плакат-чін (Plakat Cheen, «китайська бійцівська рибка»). Ймовірно, ця форма вже існувала на час активного прибуття європейців до Південно-Східної Азії (близько 1850 р.). Деякі люди тримали їх удома як домашніх улюбленців. У наш час у Таїланді розводять для експорту Betta splendens з довгими та короткими плавцями, переважно декоративні породи, а не бійцівські. Це обумовлено комерційним попитом на них. Довгоплавцеві породи продовжують називати плакат-чін, до цієї категорії належать зокрема й популярні нині породи півмісяць (Halfmoon) та коронохвіст (Crowntail).
В Європі сіамська бійцівська рибка стала відома завдяки королю Рамі V Великому (1853—1910), відомому своїми реформами та тим, що він відкрив свою країну для Західного світу. Король пристрасно захоплювався розведенням бійцівських рибок, їх тримали при його дворі. Сіамська бійцівська рибка була завезена до Франції в 1874 році. Через 19 років, у 1893 році, французький акваріуміст Жене (фр. Jeunet) описав, як вона розмножується. Після цього вид швидко поширився по всій Європі. 1896 року рибки були завезені до Німеччини, а 1910 року потрапили до США. Повільно бійцівські рибки набували популярності серед акваріумістів Європи та Америки. В Російській імперії вони вперше з'явилися 1896 р., вдруге, тепер вже до СРСР, їх завезли 1948 р.
В умовах акваріума півники далеко відійшли від свого первісного дикого типу. Перші Betta splendens, завезені з Азії, мали довгі плавці та синє, зелене або червоне забарвлення. 1927 року в США з'явилися рибки з білим тілом та червоними плавцями. Вони отримали назву Betta cambodia, але незабаром з'ясувалося, що це лише варіація за забарвленням сіамської бійцівської рибки. Цей факт стимулював захоплення виведенням нових порід. Аматори почали займатися селекцією цих риб за певними ознаками. Азія відповіла широкомасштабним розведенням великоплавцевої Betta splendens у великих племінних господарствах.
Селекціонери в усьому світі вивели безліч нових штамів. Вони й далі продовжують активно працювати над новими породами або над вдосконаленням та збереженням тих, що вже існують. У багатьох країнах виникли клуби любителів бійцівської рибки, зокрема в США це Міжнародний Бетта Конгрес (англ. International Betta Congress, IBC). В Україні діє Український Бетта Клуб (Ukrainian Betta Club [Архівовано 13 листопада 2020 у Wayback Machine.], UBC). Ці організації допомагають селекціонерам навчатися, ділитися досвідом, демонструвати свої найкращі роботи, купувати й продавати своїх риб. Визнані класи та стандарти порід, проводяться спеціалізовані конкурсні виставки бійцівських рибок.

### Характер
Дорослі самці сильно б'ються між собою. Вони звикли володіти невеликою територією та захищати її силою. Тримати двох самців разом не можна, навіть у великому акваріумі. Вже за декілька секунд вони пошматують один одному плавці, бійка може скінчитися й загибеллю однієї з риб. Для запобігання конфліктів самців зазвичай тримають поодинці.
Дещо зменшити агресію риб можна утримуючи самців великою групою в просторому акваріумі, який має бути густо засаджений рослинами й мати багато схованок. Існують також більш спокійні штами, таких риб, за відповідних умов, можна тримати разом. У спільному акваріумі серед бійцівських рибок встановлюється ієрархія. Одна домінуюча риба б'є усіх інших. Зазвичай це великий альфа-самець, але може бути й самка. Якщо прибрати цю рибу або запустити в акваріум ще інших, в оновленому колективі риби знову почнуть з'ясовувати стосунки для встановлення нової ієрархії. На це йде близько тижня.
Самці становлять загрозу й для своїх самок. У тісних акваріумах агресивні самці заганяють до смерті деяких самиць. Тому тримати їх разом так само не рекомендується. Самця та самку саджають в один акваріум тільки на короткий період розмноження. Самки ж, якщо вони росли разом і були адаптовані до спільного життя, зазвичай добре ладять між собою. Якщо цього не сталося, можуть виникати проблеми. Самки бійцівських рибок менш агресивні за самців, але також б'ються. Серед них також утворюється ієрархія, але самок можна тримати групою з 5 і більше особин в одному акваріумі.
Проте сіамські бійцівські рибки б'ються лише між собою й досить мирні в стосунках з іншими рибами, що робить їх потенційними мешканцями спільного акваріума. Зокрема самок без проблем можна тримати разом з іншими мирними рибами, але товариство для самців підібрати майже неможливо. Слід уникати сусідства з рибами з подібною формою тіла або з плавцями, що звисають, наприклад, з іншими членами родини осфронемових або з самцями гупі з довгими барвистими плавцями. Самці сіамської бійцівської рибки можуть сприймати їх за суперників і виявляти до них агресію. Інша проблема виникає при утриманні півників в одному акваріумі з агресивними або активними рибами, наприклад, з африканськими цихлідами, даніо або барбусами. Самці бійцівської рибки повільно рухаються, а їхні великі плавці стають чудовою мішенню для таких сусідів, і вони відкушуватимуть їх. В ідеалі для сіамських бійцівських рибок потрібен видовий акваріум; сусідство можливе лише з іншими рибками маленького розміру та без пишних плавців. Сусідами півників можуть бути деякі спокійні коропові риби, сомики, харацинові, живородні коропозубі, які не потребують руху води.
Півники не є вправними плавцями, їхні пишні плавці заважають цьому. Рибки доволі флегматичні, тримаються переважно у верхніх та середніх шарах води. Незважаючи на своє яскраве забарвлення, в компанії з іншими рибами вони просто губляться й побачити їх можна лише під час годівлі. Багато інших риб може скривдити або відтіснити півників. У спільному акваріумі сіамські бійцівські рибки часто почуваються некомфортно, відмовляються від їжі або залишаються в кутку біля поверхні й майже не рухаються. Бійцівські рибки дуже чутливі й швидко піддаються стресу та гинуть, якщо їх не утримувати належним чином. Тому сіамська бійцівська рибка не рекомендується для типового спільного акваріума. Краще тримати цих риб у видовому акваріумі, там, крім іншого, можна набагато краще спостерігати їхню природну поведінку.
Бійцівські рибки — цікаві істоти. Вони допитливі, із задоволенням вивчають кожен куточок акваріума. Вони мають особистість, кожна рибка має свій характер, півники швидко навчаються, пристосовуються до режиму годівлі, можуть упізнавати господаря.
Ізольоване утримання самців бійцівської рибки, з одного боку, є об'єктивною необхідністю, але, з іншого боку, виключає можливість побачити цих риб в усій їхній красі. Півник збуджується, як правило, коли поруч є інший самець або в добу, що передує нересту. Риба негайно розправляє свої плавці, при цьому візуально стає вдвічі більшою, кольори її забарвлення значно посилюються. В інший час яскравий і барвистий боєць перетворюється на мляву, сіру й непоказну рибку. До того ж без «поєдинків» півник мало рухається й швидко жиріє та старішає. Щоб активізувати самців, їх тримають в одному акваріумі, розділеному перегородками, так, аби вони бачили один одного. Але рибки не повинні бачити суперника постійно, марні зусилля вступити до бою виснажують їх, погіршують життєвий тонус. Як альтернативу акваріумісти показують самцеві його відображення в дзеркалі, яке він сприймає за суперника; це спосіб розворушити, збадьорити рибку.
Сіамські бійцівські рибки розмножуються з використанням гнізд із піни. Самці, перебуваючи біля поверхні води, активно випускають з рота бульбашки. Новачок може бути здивований, навіть переляканий, якщо раптом виявить, що поверхня води в акваріумі схожа на піну. Хвилюватися не потрібно, це цілком нормально, більше того — це хороший знак, який вказує на те, що риби здорові й готові до нересту. Французьким акваріумістам у кінці XIX ст. знадобилось два десятиліття, щоб усвідомити, що коли самці бійцівських рибок випускають бульбашки, вони не задихаються, а створюють гніздо. Коли вони зрозуміли це, то стали першими західними акваріумістами, хто почав розводити бійцівську рибку в Європі. Коли півник відпочиває («спить»), він стає блідішим, це також нормально.
У порівнянні з іншими акваріумними рибами, сіамська бійцівська рибка живе не дуже довго, за хорошого догляду 2-3 роки. Самки живуть трохи довше за самців. Короткий вік бійцівської рибки в акваріумі пов'язаний ще й з тим, що люди купують вже дорослих риб, особливо самців; їхня чудові плавці повністю відростають у віці 1 рік і старше.

### Умови утримання
Утримувати сіамських бійцівських рибок в акваріумі нескладно. Вони є відмінною рибою для початківців, рибки невибагливі до корму, температури, вмісту кисню у воді. Сіамська бійцівська рибка є дуже гнучким видом, у дикій природі вона може жити в різноманітних середовищах існування. Вона належить до числа лабіринтових риб, які можуть дихати атмосферним повітрям. Тому аерація або фільтрація води в акваріумі не є обов'язковими. Це робить догляд за півниками надзвичайно простим, вони добре почуваються навіть у маленьких банках за умови підтримання чистоти. Але це не означає, що акваріумісти можуть спокійно імпровізувати, вигадуючи абсурдні налаштування помешкання для бійцівських рибок. Утримуючи півників слід дотримуватись певних правил та умов, створити їм належне середовище існування.
Хоча бійцівські рибки в принципі можуть жити в невеличких банках без обігріву, вони стають тут хворобливими та млявими. Довше вони житимуть та краще почуватимуться в більшому акваріумі. Як і інші тропічні риби, півники потребують акваріумів з теплою водою, живими рослинами та достатнім місцем для плавання. Зазвичай одного самця тримають в індивідуальному акваріумі на 10-25 літрів. Краще, коли посудина буде довгою й неглибокою. Щоб риби почувалися комфортно, в акваріумі має бути чисто, він повинен бути обладнаний фільтром та освітленням. Самок тримають поодинці або групою з 5 і більше особин в акваріумі щонайменше на 40 літрів. Великий акваріум можна поділити на декілька частин прозорими перегородками з невеликими отворами для циркуляції води, в кожній секції тримають одного самця або самку, так, щоб вони могли бачити одне одного.
Можна використовувати для утримання одного самця або однієї самки й менші акваріуми, навіть банки на 2-5 літрів. У прямокутній посудині краще буде видно рибку. В банці можуть бути ґрунт і жива рослина, але за ними слід регулярно доглядати. Рослини, які гниють, забруднюють воду, а в ґрунті накопичуються залишки корму, він швидко стає вмістилищем бактерій, і така ємність може стати небезпечною для риб. Фільтр, як і обігрівач, для малої посудини не підходить, тому для підтримання чистоти слід обов'язково регулярно міняти воду. Що меншим буде акваріум, тим частіше потрібно проводити в ньому заміну води. Декорація в малій посудині відбирає в риби простір для плавання, а без фізичних вправ півники можуть загинути від ожиріння. Погіршення стану води також збільшує ймовірність гниття плавців та виникнення інших бактеріальних захворювань. З іншого боку, заміна води — це також стрес для риб. Тому утримання бійцівських рибок у маленькій посудині має більше недоліків, ніж переваг, і в більшості випадків не рекомендується.
Нормальний акваріум має бути засаджений рослинами. При цьому слід витримувати баланс між щільною рослинністю та вільним простором для плавання. Найкраще висаджувати рослини на задньому плані, лишаючи передню ділянку вільною або розміщувати там низькорослі рослини. Рекомендуються невибагливі рослини: Cabomba aquatica, різні види Hygrophila, Vallisneria, Bacoba, Cryptocoryne, папороті, анубіаси. Рослини, що плавають на поверхні води, затінюють акваріум, а риби залюбки стоять під ними. Але тут слід бути обережним і знати межу, наприклад, коріння водяного гіацинта (Eichhornia crassipes) може сильно розростатися, зайняти всю поверхню води й перекрити рибам доступ до повітря, що є неприпустимим. Рослини в акваріумі відіграють важливу роль у запобіганні стресу в риб. Вони також поглинають і зберігають на собі частинки бруду. Рослини в акваріумі є корисними ще й тому, що риби люблять відпочивати на їхньому листі. Не слід допускати загнивання листя, це псує воду; листя, що відмирає, обрізають.
Ґрунт має бути м'яким і легким, вкладають його тонким шаром (3-4 см). Можна використовувати дрібний гравій або річковий пісок, попередньо добре промиті. В частках гравію більшого розміру ховатимуться черв'яки, й рибки не зможуть їх там дістати. Ґрунт накопичує багато сміття, тому при кожному чищенні акваріума, його потрібно промивати.
В акваріумі не повинно бути каміння, штучних рослин та інших предметів декорації з гострими краями, об які риби можуть випадково поранитись або пошкодити свої плавці. Хорошим елементом декору, а ще додатковою схованкою для риб є корчі, часто їх обмотують яванським мохом.
Верхнє освітлення підкреслює забарвлення риб. Освітлення не повинно бути занадто яскравим, але достатнім для росту рослин.
Рух води слід звести до мінімуму, а це означає, що потужні фільтри не підходять. Проте легка фільтрація, наприклад з використанням ерліфтних фільтрів, робить життя риб більш комфортним. Фільтр видаляє частину екскрементів та залишків корму, сприяє розвитку колоній корисних бактерій. Але сіамських бійцівських рибок з успіхом можна тримати й взагалі без фільтра.
Сіамські бійцівські рибки — це тропічні риби, вони можуть жити за кімнатної температури. Оптимальною вважається температура в межах 24-30 °C. Короткий час витримують її зниження до 17 °C або підвищення до 35 °C, але бажано, щоб температура води була стабільною, коливання температури понад ±3 °C можуть спричинити в риб стрес. У холодній воді півники стають апатичними, мало їдять, часто хворіють. За високої температури метаболізм прискорюється, риб потрібно більше годувати, щоб вони не втратили вагу. До того ж висока температура сприяє швидкому розмноженню бактерій, вода псується, а риби хворіють. Не слід ставити акваріум на сонці, щоб вода не перегрілася. Також не можна ставити акваріум біля вентиляційних отворів або на протязі. Взимку акваріум забезпечують обігрівачем, але в маленьких акваріумах або банках встановлення обігрівача є неможливим, він може «зварити» риб. Тому банки потрібно тримати в теплій кімнаті.
Бійцівська рибка не дуже вибаглива до параметрів води, але деяких обмежень слід дотримуватись. Показники можуть варіювати, але оптимальною вважається м'яка вода з нейтральним показником pH, твердість може бути в межах 5-20 °dGH. Краще, коли вода буде трохи лужною, ніж кислою; кисла вода руйнує плавці риб. Показник pH і твердість води — це дві різні речі, але вони працюють разом. Гірська вода сильно мінералізована, має високу твердість і високий показник pH. У ставку, де у воді в стані розкладу перебуває багато опалого листя, вода стає м'якою та трохи кислою. Не рекомендується використовувати дистильовану воду, в ній відсутні не лише шкідливі, а й корисні речовини.
Зазвичай використовують відстояну водопровідну воду, до неї додають спеціальні препарати для очищення, щоб вода стала була безпечною. Корисним буває невеликий додаток солі (1 чайна ложка на 40-80 літрів води), це запобігає появі паразитів та грибка; з цією ж метою використовують спеціальні препарати. Можуть знадобитися також засоби для пом'якшення води та регулювання pH, який часто буває зависоким. У Таїланді в акваріум з бійцівськими рибками додають сухе листя індійського мигдалю або банана, це пом'якшує воду й надає їй легкий жовтуватий колір, а також відіграє важливу роль у профілактиці захворювань; листя періодично міняють (поки воно не загнило).
Новий акваріум слід попередньо вимити, те саме стосується фільтра та іншого обладнання. Акваріум заповнюють спеціально підготовленою водою, яка відповідає рекомендованим параметрам, його повністю облаштовують і залишають стояти 1-3 доби, підрегульовують температуру. Коли умови стануть стабільними, можна саджати риб.
Акваріум обов'язково має бути накритий кришкою або склом. Рибки дихають атмосферним повітрям, тому над поверхнею води має бути шар вологого теплого повітря. Також кришка завадить рибам вискочити з акваріума, адже бійцівські рибки чудово стрибають і можуть пропхнутися в найменшу шпарину. Для запобігання травм шар повітря над водою повинен бути не менше 15 мм. Трапляється, що півник вискакує з акваріума й може весь день пролежати на підлозі, але опинившись знову в воді, він оживає; вижити йому допомагає лабіринтовий орган.
Заміна води є обов'язковою процедурою, частота якої залежить від об'єму акваріума. У 10-літровому акваріумі щотижня потрібно підмінювати 30 відсотків води, в меншому це слід робити частіше, а в крихітній баночці на 250 мл води потрібно міняти всю воду щодня. Конкретні терміни заміни води визначаються за її якістю в кожному випадку окремо. В акваріумі не повинно бути залишків корму. Нітрати, що утворюються при його розкладі, отруюють воду. Не можна допускати жирового нальоту або загнивання рослин. Але не слід вдаватись і до агресивної чистки акваріума, оскільки при цьому будуть видалені корисні й життєво важливі колонії бактерій.
Вода для заміни має бути підготовленою вже за день, а краще — за три дні. Бійцівські рибки дуже чутливі до будь-яких змін параметрів води. Вода повинна мати таку саму температуру, твердість і pH, що й стара вода в акваріумі. При заміні води спочатку видаляють весь бруд із дна та рослин, тоді додають свіжу воду, доливаючи її до старого рівня. Рекомендується міняти воду увечері через те, що температура в приміщенні протягом ночі лишається більш стабільною.

### Годівля
Півники невибагливі до кормів, важливо лише, щоб вони були якісні, це гарантуватиме рибам здорове життя. Рот у бійцівських рибок верхній, тому їжу вони беруть переважно з поверхні.
У дикій природі сіамські бійцівські рибки харчуються в основному дрібними комахами та їхніми личинками, зокрема личинками комарів, а ще черв'яками та ракоподібними. Це все їжа тваринного походження. В неволі півники адаптуються й до інших продуктів, але основу їхнього харчування повинні становити живі та заморожені корми.
Рибкам пропонують звичайні акваріумні корми: трубковик, артемії, дафнії, моїну, мізиди, але найкраще підходять комахи та їхні личинки, зокрема мотиль, коретра, чорні личинки комарів, а ще дрібні плодові мухи дрозофіли, дрібні цвіркуни, колемболи, дрібні таргани. Личинки комарів вважаються найважливішою складовою раціону бійцівських рибок. У Таїланді навіть зародився бізнес з розведення комарів та продажу їхніх личинок власникам бійцівських рибок.
Заморожені корми містять не так багато вітамінів, як живі, але так само природні. Добре підходять заморожені артемії та мотиль, рибам дають також заморожених личинок комарів, криль, мизід, мідій. Розморожують такий корм невеликими порціями, не повинно залишатися твердих шматків. Використовують також ліофілізований (отриманий шляхом заморожування й сухої сублімації) корм.
Бійцівські рибки звикають також до штучних кормів та кормів-замінників, але вони повинні містити необхідні поживні речовини. Багато виробників пропонує спеціальні сухі корми для бійцівських рибок у вигляді пластівців або гранул, проте більшість селекціонерів не користується ними, оскільки вони дорогі й недостатньо поживні. Ідеальний штучний корм для півників має повільно рухатись на поверхні води. Слід уникати пластівців з рослинними компонентами. Сухий корм дають лише періодично, як доповнення до основного раціону. Іноді рибам пропонують подрібнене м'ясо мідій, устриць, креветок, морської риби, яловичу печінку або серце, варений яєчний жовток.
Годувати дорослих риб достатньо раз на день, мальків — двічі на день. Можна й дорослих годувати двічі на день, але невеликими порціями. Чергують різні види кормів. Не слід перегодовувати риб, це може викликати в них ожиріння й спричинити серйозні проблеми зі здоров'ям. Слід мати на увазі, що при годівлі живим кормом, особливо артеміями, рибки не зупиняються, поки не з'їдять весь корм; вони буквально об'їдаються до смерті. Порція має бути такою, щоб риби з'їли її протягом 5 хвилин. Рекомендується раз на тиждень влаштовувати голодний день, травна система риб має відпочити й трохи очиститися. Відомі випадки, коли бійцівських рибок тримали до трьох тижнів без їжі, й вони виживали. Залишки корму слід прибирати, вони розкладаються й псують воду в акваріумі.

### Переселення й транспортування
У Таїланді бійцівських рибок часто виносять на місцеві базари в поліетиленових пакетах за співвідношення води до повітря 1:3, при цьому має бути 10 мл повітря на одну рибу. В такому стані риб можуть тримати протягом 5 днів. Пакет із рибою краще поставити в коробку й підперти його, щоб він не хитався. Придбавши риб, потрібно якнайшвидше дістатися додому. Рекомендується тримати коробку з рибами подалі від прямого сонячного проміння або вентиляційних систем. Кілька хвилин в автомобілі, що стоїть на сонці, можуть зварити риб.
Півників також відправляють на експорт в інші країни. При цьому використовують поліетиленові пакети на 60 мл для порід з короткими плавцями й 120—150 мл для порід з довгими плавцями. До кожного пакету саджають одну рибку. Співвідношення води до повітря при цьому залежить від місця призначення. Воно може становити 1:3, якщо транспортування відбуватиметься протягом 1–3 днів, або 3:5, якщо потрібно буде 4-7 днів. Пакети вкладають у бокси з пінополістиролу, і все це вантажать у контейнери. Завдяки наявності лабіринтового органу бійцівські рибки досить непогано витримують такі умови, проте вони страждають від вражень мікробами та вірусами. Для запобігання інфекції у воду додають бактерицидні засоби, а до корму — антибіотики. Спеціальні речовини додають для стабілізації якості води. Іноді на час транспортування риб усипляють, застосовуючи анестезію. Також при транспортуванні необхідно контролювати й підтримувати температуру води.
При переселенні риб до нового акваріума або після транспортування вони повинні адаптуватися до нового складу та температури води. Будь-які різкі зміни будуть для риб тяжким стресом. Переводити риб до води з іншими показниками потрібно поступово, додаючи нову воду порціями. Що сильнішою є різниця в параметрах води, тим більше знадобиться часу для адаптації. Зазвичай поліетиленовий пакет з новими рибами засовують в акваріум і витримують там близько доби, щоб вирівнялася температура. Водночас у пакет поступово додають акваріумну воду (приблизно по 10 % з інтервалом у часі не менше 30 хвилин). При переході на абсолютно нову воду рекомендується щотижня на чверть змінювати співвідношення старої та нової води: 1-й тиждень 25 % нової й 75 % старої, 2-й тиждень 50 % нової та 50 % старої, 3-й тиждень 75 % нової й 25 % старої, 4-й тиждень 100 % нової.

### Захворювання

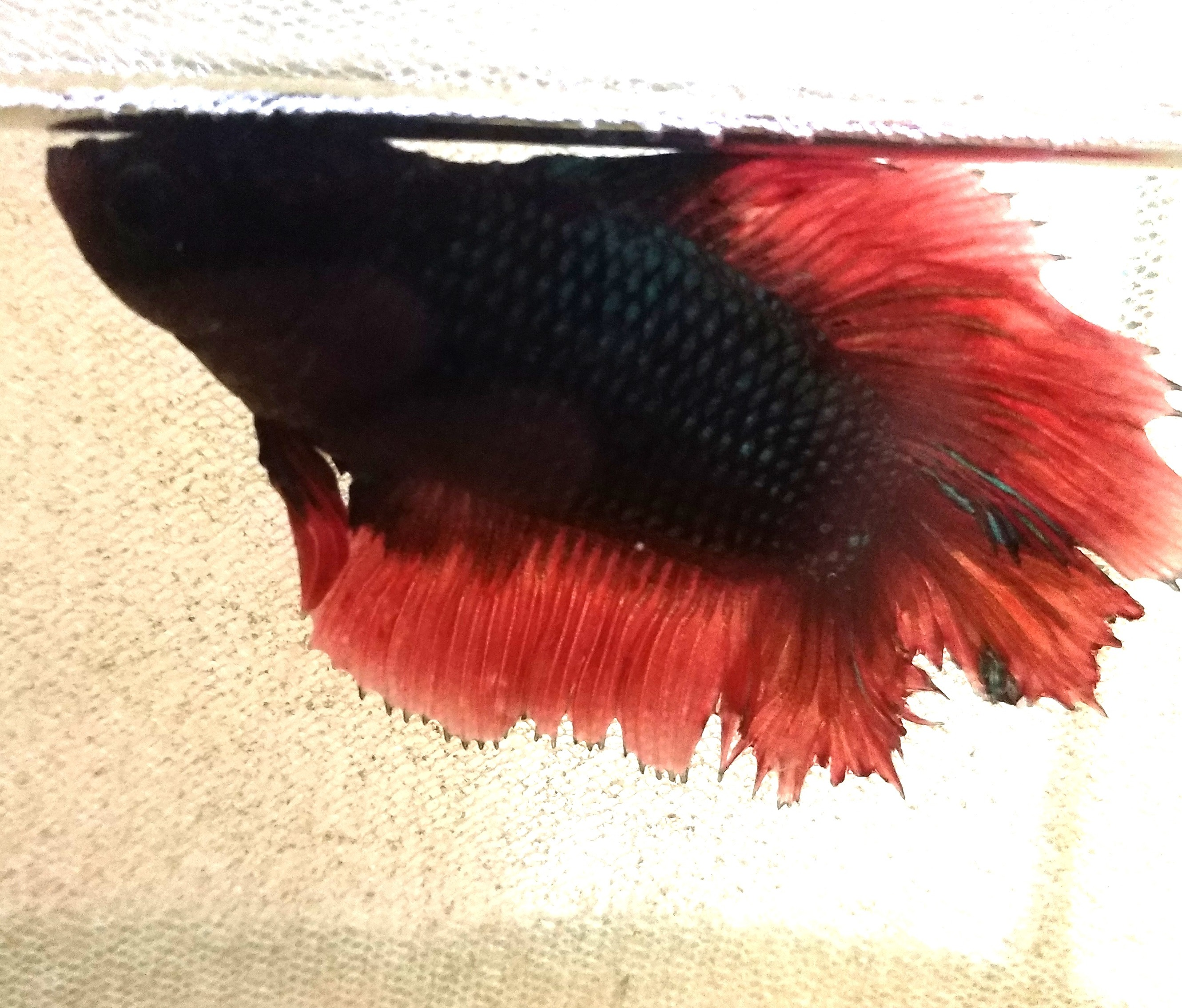
Хвора рибка.

Основною причиною більшості хвороб є невідповідні умови утримання та неякісний корм. В свою чергу, хвороба є однією з головних причин втрати риб, особливо коли йдеться про інфекційні захворювання. Ознаками захворювання можуть бути втрата апетиту, пасивність риби, коли вона залишається в кутку біля поверхні або лежить на дні, часто хвора риба намагається почухатись об рослини або предмети. Часто спостерігаються стиснуті плавці, на тілі риби можуть з'являтися червоні кров'яні плями або відкриті рани, на тілі та плавцях — білі пухнасті плями, пухлини або білі крапки. Може спостерігатися також здуття черева, підняття лусок, набряк або запалення очей або зябер. Коли риба нездорова, вона втрачає кольори, мало рухається, відмовляється від їжі й поступово згасає.
Хвору рибку ізолюють, негайно відсаджуючи її в окрему банку з водою з акваріума. Все, що контактувало з хворою (сачок, пальці, ложка, банка тощо), дезінфікують. Далі важливо поставити точний діагноз хвороби й почати лікування. Спосіб лікування залежить від причини недуги. Для лікування грибкових захворювань використовують антигрибкові засоби, у випадку інфекційних бактеріальних захворювань користуються антибіотиками. В акваріумі з хворою рибою часто міняють воду, особливо у випадку враження зовнішніми або внутрішніми паразитами. Деякі хвороби не лікуються.
Бактеріальні інфекції виникають зазвичай за поганого стану води. Паразити найчастіше потрапляють в акваріум з кормом, особливо з трубковиком. Запалення зябер може траплятися через отруєння нітратами, іноді в результаті бактеріальної інфекції.
Щоб риби не хворіли, слід дотримуватись основних профілактичних рекомендацій. Хвороби краще попередити, ніж лікувати. Нових риб спочатку тримають на карантині, слід уникати різкої зміни параметрів води, не слід перенаселяти акваріум, перегодовувати риб, вода в акваріумі завжди має бути чистою, не можна залишати в акваріумі залишки недоїденого корму. Для профілактики грибкових та паразитарних захворювань в акваріумну воду додають трохи солі. Будь-яку мертву рибу слід негайно видалити, будь-яку хвору рибу слід негайно ізолювати та почати лікувати; акваріум для профілактики слід продезінфікувати.

## Розведення

### Підготовка
Сіамські бійцівські рибки мають дуже короткий репродуктивний вік. Тому їх починають розводити, коли рибам ще не виповнилося року, ідеально у віці 6–8 місяців. Були повідомлення, що бійцівські рибки можуть нереститися вже в 3 місяці, але краще, коли їм буде не менше 4-5 місяців. Рекомендується використовувати для розведення молодих риб. У молодих самців ще не до кінця розвинуті плавці, вони не такі розкішні, як у старших риб, але молодь дуже активна.
Риби в акваріумі мають періодично нереститись. Якщо самка не має можливості відкласти ікру, в неї утворюється кіста, від якої вона зазвичай гине. Нерест може відбуватися як у спільному акваріумі, так і в окремому нерестовищі, але бійцівські рибки люблять спокійну атмосферу, вони не стануть спаровуватись у гамірливому оточенні. Мальки завжди можуть з'явитися у видовому акваріумі, але там дорослі риби переслідують їх.
Півники розмножуються в неволі в будь-яку пору року. Нормальна, здорова риба, готова до нересту майже в будь-який час.
При виборі пари для розмноження спочатку визначаються з його метою: для отримання певного забарвлення, певної форми плавців, поєднання обох цих факторів чи просто для розваги. Відповідно вибирають плідників. У будь-якому випадку пара має бути в здоровому стані й добре підготовлена до нересту. Самку беруть трохи меншу за самця. Селекціонери мають власні способи підбору пари. Іноді сумісність самця та самки визначають за їхньою реакцією одне на одного.
Якщо є бажання займатися породистими рибами, спочатку слід вибирати породи, які легше розводити, потрібно буде багато чому навчитися. Беруть принаймні дві пари з одного штаму. Одна пара може виявитись несумісною, один самець може виявитись поганим батьком, одна з риб може захворіти. В принципі, аматорам краще взагалі не займатися розведенням породистих бійцівських рибок, щоб уникнути появи небажаних риб. Ця справа має лишатися за селекціонерами, які професійно працюють з генетичним фондом.
Потенційних партнерів попередньо 1-2 тижні рекомендується тримати окремо за бездоганних водних умов. При цьому їх різноманітно годують якісними, переважно живими кормами. Годують двічі на день, дають чорні личинки комарів, енхитреї, криль, мизиди, трубковик, багаті на протеїн гранули.
Для нересту бійцівські рибки не потребують великого акваріума чи спеціального обладнання. Пару саджають у нерестовище місткістю не менше 10-12 літрів, краще 20-40 л. Шар води має становити 10-15 см. Акваріум накривають кришкою або склом, освітлення приглушене, аерація не потрібна.
Живі рослини в нерестовищі можуть виконувати функції опори для гнізда, схованки для самки, а також сприяють розмноженню мікроскопічних організмів, яких їдять мальки в перші дні свого життя. Рослини також надаватимуть притулок меншим малькам від проявів канібалізму з боку їхніх більших братів. Водяна папороть, що плаває на поверхні, підтримуватиме гніздо з піни. З інших рослих рекомендуються кушир занурений, кушир підводний, яванський мох, цератоптерис рутвицеподібний, таїландська папороть, різні види Nitella, Cryptocoryne, Anubias.
Більшість спеціалістів вважає за краще використовувати акваріуми з голим дном. Так легше підтримувати чистоту в нерестовищі. Крім того, в ґрунті можуть загубитися ікринки.
В нерестовищі рекомендується наявність плавучих предметів приблизно такого самого розміру та кольору, яким буває гніздо з піни. Це може бути шматок пінопласту, половинка пластикового стаканчика, листок рослини тощо. За цей предмет триматиметься гніздо, яке будує самець. Краще запропонувати самцеві декілька варіантів, розмістивши відповідні предмети в різних кутках акваріума. Були проведені експерименти з використанням різного субстрату: білого пінопласту, сірого полістиролу та зеленого листя банану. Самці надавали перевагу білому пінопласту, далі йшло зелене листя та сірий поліетилен. Площа гнізда з піни була значно більшою з пінопластом (71,85±2,02 см²), далі йшов поліетилен (32,45±1,36 см²), на останньому місці — листя банана (24,10±1,62 см²). Рівень виживання мальків становив 96 % з листям банана, 95 % з пінопластом і 94 % з поліетиленом.
Параметри води в нерестовищі можуть бути такими: рН 7-7,5, твердість близько 10 °dGH. Температура на рівні 26-29 °C підтримується за допомогою обігрівача потужністю близько 25 Вт.

### Нерест
Коли стане видно, що риби досягли оптимальних кондицій і готові до нересту, їх саджають до нерестовища. Про готовність самця свідчить те, що від починає будувати гніздо з бульбашок. У самок з дозрілою ікрою черево помітно товщає, а біля анального отвору з'являється білий генітальний сосочок. Зазвичай першим в нерестовище саджають самця. Йому знадобиться приблизно день для адаптації, він має дослідити нову домівку й зайняти територію. Як правило, вже протягом кількох годин самець починає будувати гніздо в захищеному куточку акваріума. Коли гніздо буде готове, в нерестовище саджають самку, але при цьому слід подбати про її захист, адже самець завжди виявляє агресію. Рекомендується спочатку потримати самку в скляній банці чи пластиковій пляшці, що плаває в нерестовищі, або ж відгородити її прозорою перегородкою. Риби бачитимуть одна одну й матимуть можливість познайомитись, звикнути одна до одної, але самець не зможе дістати самку й зашкодити їй. Бачачи самку, самець збуджується й починає енергійно добудовувати досі слабеньке гніздо. Якщо риби позитивно реагуватимуть одна на одну (самець спалахує, а в самки на тілі з'являються вертикальні смуги), пара буде вдалою.
Самець зазвичай будує гніздо між плавучими рослинами або під листком, що плаває на поверхні. Він збирає докупи весь рослинний матеріал, що плаває на поверхні води, й скріплює його бульбашками піни. Зазвичай, поки будівництво гнізда не буде завершене, самець не переносить присутності самки поруч. Гнізда в сіамських бійцівських рибок можуть бути різного розміру: від маленького розміром у 5 копійок до великого — до 15 см в перетині й 4 см висотою. В перервах між будівництвом самець підпливає до самки, робить спроби вкусити її, здійснює перед нею хвилясті рухи тілом, розправляє плавці й розкриває зяброві кришки. Він завмирає, неначе спостерігаючи, яке враження справив на самку. Самка може відповідати на його залицяння або ні. Якщо самка відпливає, самець прямує за нею, при цьому то складає, то знову розправляє свої плавці. Самка намагається заховатись серед рослин. З часом самець все частіше повертається до самки й гнучкими рухами заманює партнерку під гніздо. Якщо самець виявляє інтерес до самки, а та не жахається від нього, самку можна пускати до самця. Якщо це зробити раніше, для неготової до нересту самки зустріч може стати смертельною. Самець сильно переслідує й кусає самку, розриває їй плавці й залишає рани на тілі. Самку до самця підпускають обережно, вони повинна мати де сховатися.
Якщо самка не реагує на самця або той виявиться занадто агресивним і сильно переслідує свою партнерку, пару слід негайно розлучити, інакше самка може зазнати тяжких травм. Те саме слід зробити, коли самка дуже агресивно реагує на самця. За тиждень спробу об'єднати риб можна буде повторити. Якщо й після цього ситуація не зміниться, рекомендується замінити самку, а коли й це не допоможе — замінити самця. Нерест можна стимулювати, для цього воду пом'якшують, додають торф, підвищують температуру на 2-3 °C; часто допомагає додавання свіжої води. У випадку, коли спаровування не відбувається, й самка не може звільнитися від ікри, в неї може статися ущільнення ікри (кіста яєчника), і це може спричинити загибель риби.
Проте зазвичай риби нерестяться без проблем. Нерест може розпочатися в будь-який час доби. Перша реакція самця на самку — він буквально кидається на неї й переслідує по всьому акваріуму. Він спалахує й демонструє себе в усій красі. Спостереження нересту бійцівських рибок є одним з найцікавіших моментів їхнього утримування. Самці ніколи не виглядають настільки пишно, як під час нересту. Їхні кольори стають яскраві й насичені, плавці розпускаються в чудовому прояві краси та витонченості. Самка з безпечної відстані спостерігає за діями самця. Коли самець буде готовий до нересту, він змінює тактику, поводиться не так агресивно, зависає під гніздом і регулярно відпливає в пошуках самки, намагається своїми рухами переконати її плисти під гніздо.
Врешті самка вирішує, що їй більше не страшно, й з нахиленою головою повільно підпливає до гнізда, демонструючи свою покору. Якщо все пройде добре, самка наближається до самця й кілька разів кусає його. Риби починають нерест, видовище не таке бурхливе, як бійка самців, але дуже граційне. Риби плавають по колу, штовхаючи одна одну в бік. Проходить деякий час, спочатку буває кілька невдалих спроб спаровування, особливо якщо самець недосвідчений. Зрештою партнери починають відкладати ікру.
Нерест відбувається під гніздом із піни. За раз самка випускає близько десятка маленьких білих ікринок, які падають до дна немов маленькі пушинки снігу. Відпустивши самку, самець займає положення головою донизу й повільно повертається на всі боки, оцінюючи ситуацію, а тоді починає збирати ікру. Деякі самки їдять ікру, інші допомагають самцеві розмістити ікринки в гнізді, не завдаючи їм шкоди. Зібравши порцію ікри, пара продовжує нерест. Обійми тепер відбуваються впевненіше. Спаровування повторюються багато разів, процес триває, поки самка не відкладе всю ікру. На це може піти від 0,5 до 4 годин.
Коли нерест закінчується, самець проганяє самку, й та знову змушена ховатися серед рослин. Її забирають з нерестовища, адже існує загроза, що самець може поранити й навіть убити її. Самець буде піклуватися про гніздо самостійно.
Щоб самка могла повністю відновитись, їй надають спокій і помірне харчування. Щонайменше за 14 днів вона знову буде готова до спаровування, але краще почекати приблизно 3-4 тижні.

### Розвиток ікри та личинок
За ікрою та личинками доглядає самець. Беручи ікринки ротом, він перевпорядковує їх у гнізді, якщо виявить незапліднені, зазвичай з'їдає їх. Інакше ці ікринки будуть вкриватися грибком, а грибок поширюватиметься й на здорову ікру. Інколи трапляється, що самець вирішує перенести все гніздо в інше місце в акваріумі. Присутність самця, як видається, є важливою в розвитку та інкубації ікри. Якщо його забрати з акваріума, багато ікринок попадатиме на дно й там загине, життєздатність тих, хто залишаться в гнізді, може бути погіршена через відсутність аерації, яку створює самець, коли видуває бульбашки. Рекомендується не виключати світло ні вдень, ні вночі; самець повинен бачити ікринки, що випали.
Іноді трапляються випадки, коли самець їсть і здорову ікру; причини цього явища нез'ясовані. Такого самця рекомендується відсадити й проводити інкубацію ікри самостійно. Цікаво зауважити, що схильність самця до поїдання ікри та личинок не пов'язана з тим, харчується він в цей час, чи ні. Були відмічені випадки, коли самця після нересту забирали з нерестовища, а самка при цьому здійснювала повноцінний догляд за потомством.
При всій уважності, яку проявляє самець у догляді за потомством, він не відрізняє власне потомство від інших, йому можна підкинути чужих «дітей», і він доглядатиме за ними, як за власними. Ще один аспект цікавої поведінки виявляється, коли батька-самця забрати від гнізда й повернути назад за декілька днів; він швидко з'їдає своє потомство.
Самець не лише займається підтриманням гнізда та доглядом за ікрою, він постійно насторожі, готовий захистити своє потомство від зловмисників. Тому краще, коли сусідів в обмежених рамках акваріума не буде.
В період догляду за потомством самця годують невеликими порціями або й не годують взагалі.
Коли з ікринок виводяться личинки, їхні хвостики звисають із гнізда, а голівки глибоко закопані в бульбашки. Гніздо виглядає знизу волохатим. Личинки мають білуватий жовтковий мішок, вони сіпаються й час від часу випадають із гнізда. Їхній рух різкий і хаотичний, вони часто повисають на рослинах та стінках акваріума. Самець метушиться як божевільний і витрачає багато часу на підтримання порядку, намагається повернути втікачів у гніздо. Це іноді виглядає як нескінченне дійство.
Коли личинки перетворюються на мальків і починають вільно плавати, вони все більше й більше віддаляються від гнізда, й настає момент, коли батько вже не в змозі зібрати їх, і він втрачає інтерес до потомства. Тепер самця забирають з нерестовища, оскільки він починає становити потенційну загрозу для виводка. Крім того, самцеві треба дати час відпочити й відновити сили. Як варіант, можна забрати з нерестовища мальків і вирощувати їх окремо. Рівень води в акваріумі з мальками зменшують до 5 см. З цього моменту розпочинається етап їхнього вирощування.

### Вирощування потомства
Хоча для цього виду були розроблені успішні методики розведення, зазвичай спостерігається високий рівень смертності на ранній стадії життя мальків. На їхнє виживання впливає поєднання таких факторів, як харчування, наявність схованок, якість води, присутність збудників інфекційних захворювань, стрес.
З першого дня, як мальки поглинули всі запаси жовткового мішка й почали вільно плавати, їх починають годувати. До цього вони не їдять, і годувати їх не потрібно й навіть шкідливо, адже корм загниватиме й забруднюватиме воду.
Годівля мальків правильними кормами є однією з найважливіших складових їхнього вирощування. Не маючи відповідного корму, можна втратити весь виводок. Мальки повинні їсти постійно, тому про корм слід подбати заздалегідь. Кількість та якість кормів визначають показники росту та здоров'я потомства. Живі корми забезпечують кращий ріст і виживання мальків, ніж штучні або сухі корми. Правильний підбір корму особливо важливий на ранній стадії життя. Мальки півників здатні споживати здобич, що має однаковий розмір з їхнім ротом. Тому на різних стадіях їхнього розвитку використовуються корми різного розміру. Особливо важливим є стартовий корм. Мальки бійцівських рибок зовсім крихітні. Їм потрібен найдрібніший живий корм. Якщо корм буде занадто великим, мальки можуть удавитися ним. У природі вони спочатку їдять мікроскопічні організми, що живуть у воді. Це можуть бути коловертки або інфузорії (Paramecium). Інфузорії є чудовим стартовим кормом, але надалі потрібна більша за розміром і поживніша їжа. Найкраще підходять мікрочерв'ячки (оцтові нематоди) й наупліуси циклопів та артемій, які щойно вилупились. Додатково пропонують розбитий у воді й проціджений через марлю жовток вареного курячого яйця. Загалом вирощувати мальків нескладно.
Мікрочерв'ячків починають давати вже на другий-третій день. На 4-5-й день до раціону додають наупліуси артемій. Мікрочерв'ячки можуть залишатися живими в акваріумі до трьох діб, тоді як солоноводні по своїй природі артемії рідко живуть в акваріумній воді більше 30 годин. Наупліуси артемій досить швидкі, мальки не завжди можуть наздогнати їх. Натомість мікрочерв'ячки рухаються повільно, але вони опускаються на дно, й мальки, що тримаються біля поверхні води, можуть їх не знайти.
Мальків годують 2-3 рази на день малими порціями. Вони мають з'їсти всю порцію корму. Мікрочерв'ячки та наупліуси артемій довго не живуть, а залишки корму розкладаються й псують воду, що може становити смертельну небезпеку для мальків. Не можна також перегодовувати мальків, це може викликати в них проблеми зі здоров'ям.
Часто перші 4-6 тижнів основним кормом є наупліуси артемій, це поживний корм, який містить 62 % білка та 8 % жирів. Були проведені експерименти, щоб вивчити вплив різних видів живих кормів на виживання мальків сіамської бійцівської рибки. Протягом 30 днів їх годували трьома різними видами живого корму: артемія, моїна та хлібний черв'як. Найбільшого розміру та ваги досягли мальки, яких годували артемією. У плані виживання суттєвої залежності від виду корму не було виявлено. Вигодовування сухим кормом сповільнює розвиток молоді.
У віці 3-4 тижні до артемій у раціоні мальків додають трубковик, а у віці 6-8 тижнів — живий та заморожений мотиль. Малькам також пропонують моїну, дафнії, декапсульовані яйця артемії, комерційні кормові суміші. За нестачі живого корму використовують штучні корми, підібрані за розміром і поживністю. Наприклад, це може бути жовток вареного яйця, змішаний із водою, або подрібнена суміш звичайних кормів. Розмір корму, що пропонується молодим рибкам, поступово збільшують.
Перші два тижні акваріум не чистять, якщо не виникає нагальної проблеми. Мальків слід залишити в спокої. Надалі зміни води повинні бути невеликими, але регулярними.
Зазвичай у віці 1 тиждень мальки мають довжину близько 5 мм, у 4 тижні в середньому 11,5 мм, у 8 тижнів 33 мм, в 11 тижнів 48 мм. Надалі темпи росту уповільнюються. Зазначені розміри молоді можуть бути й у 1,5-2 рази більшими. Все залежить від конкретної рибки та багатьох різних факторів, серед яких вид корму, розмір акваріума, частота зміни води, загальний стан здоров'я тощо. Мальки часто ростуть нерівномірно, одні стають більшими за інших, не рідко спостерігається й канібалізм. Щоб виростити більше мальків, їх сортують за розміром.
Для вирощування молоді, залежно від віку, використовують акваріуми місткістю від 25 до 60 літрів. У початковий період життя мальків півників ще не мають лабіринтового органу й повністю залежать від зябрового дихання. Тому в акваріумі влаштовують аерацію. Лабіринтовий орган зазвичай формується у віці 3-6 тижнів, коли розмір мальків становить близько 1 см. Рибки починають спливати до поверхні й ковтати повітря. Акваріум має бути щільно накритий кришкою, щоб над поверхнею води зберігалося вологе тепле вологе повітря, необхідне для нормального розвитку лабіринту. Аерація більше не потрібна.
Перший місяць або близько того акваріум тримають наполовину порожнім, зі зростанням мальків рівень води поступово збільшують. Водночас поступово зменшують температуру води. Малята сіамської бійцівської рибки дуже чутливі, значні зміни води, невідповідний корм або швидкий рух води можуть спричинити серйозні проблеми. Мальки більш чутливі до забруднення, ніж дорослі риби. Коли їм виповнюється 1 тиждень, починають чистити нерестовище, але роблять це обережно, щоб не засмоктати мальків у трубку. Замість відібраної води додають свіжу з такими самими показниками температури, pH та твердості. Коли мальки досягають розміру близько 2 см, їх переводять у спеціальний акваріум для вирощування місткістю близько 25 л. Постійно контролюють стан води. Залишки корму розкладаються, що викликає збільшення вмісту нітратів у воді, а це, в свою чергу, є причиною уповільнення розвитку, а то й загибелі мальків. Коли рибки виростають до 3-4 см, раз на тиждень в акваріумі міняють приблизно третину води.
Через 4-6 тижнів після народження перші мальки починають виявляти деякі елементи забарвлення (у світлих порід це відбувається пізніше). Самці завжди ростуть швидше за самок. Перших самців можна розпізнати у віці 6-8 тижнів за формою тіла, дещо довшими плавцями та поведінкою, між ними виникають незначні сутички з розкриванням зябрових кришок. За нормальних умов надійно за морфологічними ознаками самців і самок можна розрізнити у 8-12 тижнів. На цей час розмір рибок становить 2,5-3 см. Самці мають помітно довші спинний, хвостовий й особливо анальний плавці, а їхнє забарвлення буває густішим. Між молодими самцями починаються бійки, надалі їхня агресія лише зростає. В цей момент самців розсаджують і відтепер тримають окремо, разом можуть лишатися тільки самки. Проте деякі штами бувають агресивнішими за інших, у них навіть самки б'ються між собою.
Звичайний розмір посудини для молодого самця становить 2,5-5 літрів. Розділення не лише запобігає бійкам, а й покращує зростання самців, але це потребує багато посуду та місця. За кожною банкою потрібно доглядати. Банки повинні стояти поруч, так, щоб риби бачили одна одну. Раптова ізоляція може викликати в молодих півників депресію. Існує дуже помітна різниця у дозріванні риб, вирощених у групі, та в риб, вирощених ізольовано. В першому випадку молодь росте нерівномірно, дозрівають лише великі особини, інші гальмують; якщо прибрати дозрілих починають дозрівати інші, але завжди лишаються «карлики» з невизначеною статтю. Риби, вирощені окремо, ростуть рівномірно й визрівають майже одночасно, протягом тижня-двох.
Мальки ростуть швидко. До віку 7 місяців форма тіла в молодих рибок лишається незмінною за повільного збільшення розмірів. У віці 3 місяці самці починають спроби будувати гніздо, а в 4-6 місяців молодняк стає повністю дорослим.

### Особливості селективного розведення
Розведення породистих риб вимагає багато зусиль і ретельної підготовки. Це досить тривалий і кропіткий процес. Головною метою при розведенні сіамських бійцівських рибок є отримання певної форми плавців, забарвлення або їхньої комбінації. Для цього дуже важливо мати відповідну пару плідників. Якісне потомство можна отримати тільки від якісних батьків із племінних ліній. Критично важливою є інформація про походження риб, їхню генетику. Без цього не можливо передбачити, яким буде потомство.
При розведенні бійцівських рибок корисним буде знати основи генетики. Гени — це одиниці спадкування, які передають інформацію від батьків потомству. Певні ознаки є результатом взаємодії декількох генів. Крім того, фенотип визначається не тільки генетикою, а й факторами навколишнього середовища: якість води, температура, їжа тощо. Генетичний фон щойно придбаної риби часто є загадкою. Деякі ознаки можна відразу легко помітити у фенотипі придбаної риби, але вона може бути носієм також кількох інших ознак, які не проявляються у фенотипі. Інколи може знадобитися декілька поколінь, щоб дізнатися, які риси приховані в певній лінії. Певна риба може гарно виглядати, але більш важливим є якість усього виводка, в якому бажані ознаки були стабілізовані й зафіксовані протягом кількох поколінь.
Шляхом селективного розведення селекціонери намагаються закріпити певні риси у своїх лініях. Для цього вони використовують інбридинг (систематичне схрещування близьких родичів: батька з дочкою, матір із сином, братів та сестер), лінійне схрещування (між «дядьком» та «племінницею», «тіткою» та «племінником», «двоюрідними» братами та сестрами) та перехресне схрещування двох неспоріднених штамів. Інбридинг є найдієвішим методом, він спрямований на те, щоб зробити всі гени максимально гомозиготними й таким чином зафіксувати певні ознаки в фенотипі риб. Водночас існує загроза мимоволі втратити деякі бажані («хороші») гени й зафіксувати деякі небажані («погані»), можна втратити фенотип, над яким тривалий час працювали. Крім того, тривалий інбридинг може спричинити появу карликових популяцій з низькою життєздатністю, зниженою активністю та плідністю. Тому періодично до своєї лінії додають «свіжої крові», перехрещуючи риб із неспорідненими партнерами. Важливо при цьому правильно вибрати кандидата для перехрещування, щоб не втратити породу.
Будь хто може придбати якісну рибу, але не кожен може розводити якісну рибу. Лише професійні селекціонери здатні підтримувати або покращувати якість своїх ліній. Кожен селекціонер має власні методи, які підходять йому найкраще. Рекомендується розробити декілька варіантів досягнення поставленої мети, для їхньої реалізації знадобиться кілька років кропіткої роботи. При цьому не існує фіксованої програми, яка забезпечила б успішний результат, плани доводиться регулярно коригувати.
Для підтримки повноцінної лінії потрібно багато місця, багато посуду та серйозних грошових витрат. Крім придбання пари молодих риб, потрібно підготувати нерестовище, акваріуми та банки для вирощування молоді. Акваріуми слід забезпечити рослинами, освітленням, обігрівачами, фільтрами, термометрами, засобами для підготовки води, для прибирання тощо. Потрібні спеціальні стелажі, а ще слід передбачити місце для зберігання корму, ліків, відер, шлангів тощо. Слід також завчасно підготувати стартовий корм для майбутніх мальків.
За один нерест можна отримати від 50 до 300 мальків, і більшість молодих рибок доводиться вирощувати окремо. Нерестовища та акваріуми для вирощування молоді маркують. Потрібно багато акваріумів для вирощування потомства, молодь потрібно сортувати за розмірами. Всіх мальків слід годувати найкращими (живими) кормами. Догляд та виховання потомства вимагає багато терпіння та часу.
Виводок піддається жорсткому відбору. Рибки мають відповідати діючим стандартам. Для подальшої роботи зазвичай вибирають 4-8 молодих риб з найкращими ознаками, але потрібен час, поки ці ознаки стануть помітними. Існують також певні проблеми морального плану. Щоб не вбивати мальків, викидаючи їх в унітаз, відбракованих рибок часто згодовують хижим акваріумним рибам.
Селекціонери намагаються збільшити кількість самців у виводку, адже ті мають вищу ринкову вартість. Зокрема в Таїланді для цього використовують різні суміші, наприклад, екстракт листя мангостану. Ще одним «комерційним» напрямком селекції є виведення самок з більш яскравим забарвленням.

## Виведені породи
Розведення бійцівських рибок має багатовікову традицію в Таїланді. Спочатку їх розводили в неволі з метою виведення хороших бійців, і головними критеріями селекції були бійцівські здібності. Були виведені також риби з аномально великими плавцями, яких в Європі стали називати вуалевими. Ця форма стала дуже популярною серед акваріумістів. Одомашнення та інбридинг дали змогу шляхом селекційного відбору вивести різні породи бійцівських рибок яскравих кольорів з довгими плавцями, жодна з яких не схожа з короткоплавцевою дикою формою. Деякі виведені породи були навіть безпідставно описані як нові види, як от: Betta cambodia (або cambodja), Betta cyana, Betta rubra, Betta splendens var. longicauda. Їхня наявність свідчить про те, що риба вже культивувалася в неволі протягом достатнього часу.
Одомашнені бійцівські рибки мають більшу довжину, ніж дикі риби. Завдяки селективному розведенню були виведені самці майже будь-якого кольору, існують породи з поєднанням двох чи більше кольорів, з різними візерунками. Дуже мало є видів акваріумних риб, для яких було виведено стільки порід, як для сіамської бійцівської рибки. Комбінуючи малюнок, забарвлення, довжину та форму плавців можна отримати понад 2000 варіантів.
Самки сіамської бійцівської рибки, як правило, бувають менш барвистими, але шляхом селекції були виведені й самки із забарвленням, подібним до забарвлення самців. Проте в самок ніколи не відростають довгі плавці.
Різні за формою плавців та забарвленням породи розводяться на комерційній основі, а селекціонери продовжують виводити нові й нові привабливі штами. В різних країнах проводяться конкурсні виставки; риби поділені на категорії за забарвленням та формою плавців й оцінюються за спеціально розробленими стандартами. Проте завжди знаходяться риби, які не вписуються в жодну з цих категорій.

### Генетика кольорів
Забарвлення бійцівської рибки обумовлене кольорами пігментації в різних типах клітин, розташованих у різних шарах шкіри та луски. Кожен з цих кольорових шарів має свій генетичний код, який визначається серією генів, в сукупності вони й визначають колір риби. Різні гени або збільшують, або зменшують кількість відповідного пігменту в різних шарах. Пігменти містяться в клітинах, що звуться хроматофорами й поділяються на ксантофори (містять жовтий пігмент лютеїн), еритрофори (червоний пігмент еритроптерин), меланофори (чорний пігмент меланін, а також іридофори (гуанофори), які містять гуанін та пурин, що відбивають світло й відповідальні за лиск на тілі. Іридофори утворюють верхній шар, три інших типи — нижній. Хроматофори, що містять два пігменти, в сіамської бійцівської рибки не зустрічаються.
Певна зона може бути повністю позбавлена пігментних клітин або густо вкрита ними, залежно від конкретної риби. Меланофори добре помітні, червоні та жовті хроматофори не такі виразні, а гуанофори майже непомітні. Поєднання різних пігментів, їхня взаємодія, іноді неповний розвиток створюють безліч кольорів. У бійцівських рибок існує більше кольорів, ніж може побачити око людини. Ті самі кольори у різних штамів можуть бути викликані різними мутаціями. Крім того, будь-який пігмент може мати більше одного кольору. Жоден із кольорів не є результатом дії одного гена. Кольори можуть визначати гени, розташовані на різних ділянках ДНК.
Найбільш поширеним пігментом є меланін, і він, як правило, робить рибу чорною або коричневою. У сіамської бійцівської рибки існує майже повний континуум у відтінках від світло-коричневого до майже чистого чорного. Меланофори у диких риб розподіляються по всій поверхні. Більша кількість чорного кольору спостерігається по краях лусочок та уздовж променів плавців.
Ксантофори не обов'язково бувають жовтими. В деяких клітинах цей пігмент може ставати жовтогарячим або навіть червоним. Ксантофори можуть містити ксантини (жовті або оранжеві пігменти), каротиноїди (жовтий, жовтогарячий або червоний пігмент), птерини (червоний, жовтий, чорний, синій або оранжевий пігменти), комбінацію цих пігментів. Жовті пігментні клітини знаходяться на всіх лусках на тілі, а також на забарвлених ділянках плавців.
Червоний колір може утворюватись із каротиноїдів або з пігментів птерину. Ізольована клітина, що містить червоний пігмент, не обов'язково є еритрофором, це може бути модифікований меланофор або ксантофор. Червоний пігмент в еритрофорах у диких бійцівських рибок обмежується частинами хвостового, анального та черевних плавців, а ще частиною зябрових кришок. Він є набагато очевиднішим у самців. У лусках на тілі еритроцити не були виявлені. У виведених порід зустрічається як повна відсутність червоного пігменту, так і його розширення на всю рибу. Бувають різнобарвні бійцівські рибки, в яких червоний колір поєднується з різними іншими кольорами. У деяких комбінаціях червоний колір може бути прихованим. Є також строкаті риби, у яких одні частини плавців мають червоний пігмент, інші — ні; межі між цими областями зазвичай є різкими; строкатість обмежується плавцями. Особини без червоного пігменту можуть мати або не мати темний пігмент. Червоні птерини в поєднанні з чорним меланіном дають густий відтінок червоного. Породи без червоного та чорного пігментів мають жовте або біле забарвлення.
Іридоцити лежать найвище, на поверхні лусок, їхнє забарвлення маскує всі інші кольорові елементи. У темряві кристали гуаніну лишаються прозорими й безбарвними, але відбиваючи світло, вони виглядають зеленими або синіми. Це результат переломлення світла. Колір може мати різні відтінки, це залежить від кута падіння світла, а також товщини та висоти кристалів гуаніну. Коли світло падає спереду й зверху, колір іридоцитів жовтувато-зелений на спині, відтінки зеленого на тілі та синьо-зелений на анальному й хвостовому плавцях. У дикої риби іридоцити обмежуються конкретними областями, найбільше їх у центральній частині лусок, на спинному, хвостовому та анальному плавцях, на задній та нижній частині рогівки ока. Селективне розмноження породило мутований ген іризованої тканини, який призводить до поширення лиску на все тіло та плавці (за винятком голови).
Забарвлення внутрішніх тканин сприяє зоровому фенотипу. М'язова тканина частково прозора, сірувато-жовта. Внутрішні частини можуть виглядати жовтувато-білими, якщо відкладення гуаніну значні, або ж вони можуть бути легко рожевими, такого забарвлення надає їм кров.
Відсутність меланіну викликає альбінізм. Інші пігменти в альбіносів, у тому числі червоні та жовті, можуть залишатися, або ж їх може не бути. Частковий альбінізм (ксантизм) виникає лише в деяких тканинах. Він може бути викликаний втратою чи припиненням функціювання певного гену, що бере участь у формуванні меланіну. Типи ксантичних кольорів варіюють від білого до жовтого, очі при цьому лишаються чорними.
Розподіл пігментів може змінюватися під дією різних зовнішніх та внутрішніх факторів. Коли пігмент розсіюється по клітинах, організм стає темним, а коли стає концентрованим, — то світлим. Внутрішні фактори мають нервовий або гормональний характер. До зовнішніх факторів належать світло, атмосферний тиск, температура, показник pH, хімічний склад води та інші параметри середовища проживання. У результаті колір риби може змінюватися в широкому діапазоні відтінків, зміни забарвлення можуть бути майже миттєвими, а можуть проходити досить повільно, це залежить від емоційного та фізіологічного стану риби.
Забарвлення спокійної риби є доволі сірим, жоден з кольорів не виглядає інтенсивним. Перелякані або хворі риби абсолютно бліді. Однак у збуджених самців під час бійки або залицяння відбувається чудова трансформація. Пігментація меланофор розширюється, і риба стає дуже темною. Чорні візерунки зникають, червоний колір стає темнішим та інтенсивнішим, а колір іридоцитів набуває блискучого контрасту. Тимчасові структури зі смуг у сіамської бійцівської рибки перебувають під нейронним або гормональним контролем.

### Породи за забарвленням
За типом забарвлення розрізняють однобарвні, двобарвні та багатобарвні породи, існують також породи з певним малюнком.
В однобарвних риб (Solid colours) присутній лише один колір від носа до кінчика хвоста, тіло та плавці в них мають однакове забарвлення. В ідеалі не повинно бути домішок інших кольорів, але в реальному житті вони все-таки присутні. До класичних кольорів належать синій та червоний, але селекціонери вивели й багато інших кольорів.
Червоний (Red) колір у бійцівської рибки є домінантним. Звичайна червона бійцівська рибка двобарвна, має червонувато-чорнувате тіло й червоні плавці. Проте більшість селекціонерів працюють з насиченим червоним (Extended red) кольором, інтенсивне червоне забарвлення поширюється на все тіло та плавці. Більшість ліній мають на лусках синьо-зелений лиск, а ще чорну облямівку, хоча це й вважається дефектом.
Синій (Blue) колір зустрічається кількох відтінків, найпопулярнішими серед них є королівський синій (Royal Blue) та сталевий синій (Steel Blue). Королівський синій — це насичений, глибокий і яскравий колір, який залежно від освітлення може здаватися синім, зеленим, бірюзовим або фіолетовим. Найкраще риби виглядають при бічному освітленні, тоді їхнє забарвлення буває навіть пурпуровим. Королівський синій — дуже популярний колір; тайські селекціонери вивели синю породу, що має чорну голову. Сталевий або холодний синій на вигляд сіруватий або сіро-блакитний.
Пурпурові (Purple) бійцівські рибки практично невідомі, але існують близькі до них соковито-фіолетові або сині з мідним лиском породи. Деякі пурпурові за певного освітлення можуть виглядати синіми або червоними, свій справжній колір вони виявляють лише на яскравому світлі.
Справжній зелений (Green) колір не часто зустрічається в бійцівських рибок. Його майже не видно без бічного освітлення, часто він виглядає як чорний або королівський синій. Більше відомі бірюзові (Turquoise) породи, колір яких знаходиться між синім та зеленим. Вперше такі риби були представлені на виставці у Франції 1987 року. Бірюзовий і сталевий синій пігменти діють у цієї породи незалежно, створюючи поєднання двох кольорів.
Існують різні варіанти чорного (Black) кольору: меланісти (Melano), чисто чорні (Super Black), чорні мереживні (Black Lace, Black Orchid, Fertile Black) та мідні чорні (Copper Black) породи. Селекціонери називають меланістів чорними, хоча більшість із них має коричневе забарвлення, але деякі екземпляри можуть бути майже чорними. Мутований ген спричинив у цих риб сильне збільшення площі покриття чорним пігментом меланіном. Проте отримати меланістів непросто. Самки цієї породи неплідні й продукують неживу ікру. Щоб підтримувати породу, чорних самців схрещують зі сталево-синіми самками. Гібриди не мають одноманітного забарвлення, чисто чорних риб в потомстві буває небагато, часто спостерігається лиск на тілі, може також з'являтися червоне забарвлення на плавцях, жовті плями в різних місцях.
За стандартами породи Super Black, крім чорного кольору, допускаються лише крихітні темно-сині лусочки. Порода виглядає дуже гарно, але розводити її важко. Більшість чорних мереживних риб були виведені від мармурових штамів. Серед них є дуже чорні екземпляри, а самки плідні, але порода генетично нестабільна, в потомстві завжди буває багато різнобарвних риб. За глибиною та інтенсивністю забарвлення ця порода рідко наближається до мелано-чорної. В більшості чорних мереживних риб на тілі та плавцях занадто багато лиску, щоб бути конкурентоспроможними в чорному класі. Кінці плавців у риб цієї породи прозорі або пастельних кольорів, це створює ефект мережива. Мідні чорні бійцівські рибки мають лиск мідного кольору; самки зазвичай є плідними й можуть нормально розмножуватись.
Жовте забарвлення в диких бійцівських рибок не зустрічається, однак у неволі були виведені жовті (Yellow) породи. З генетичної точки зору жовте забарвлення обумовлене втратою гену червоного кольору. Жовтий колір варіює від блідо-жовтого до насиченого маслянисто-жовтого. У потомстві часто трапляються рибки зі сталевим, блакитним або зеленим лиском. Ананасова (Pineapple) бійцівська рибка з рудувато-коричневим тілом та жовтими плавцями також належить до числа жовтих порід. Темна облямівка луски створює в неї ефект легкого «забруднення».
Жовтогарячі (Orange) бійцівські рибки — відносна нова розробка, порода нестабільна. Як правило, риби мають темний помаранчевий колір, який за поганого освітлення може виглядати як червоний.
Мідні (Copper) бійцівські рибки — штам з дуже сильним металевим лиском, цих риб ще називають металіками (Metallic). При слабкому освітленні можна бачити сріблястий або коричневий колір, а на яскравому світлі риби мерехтять мідними барвами з пурпуровим або синім відтінком. Порода була виведена приблизно в 2002—2003 роках азійськими селекціонерами в результаті схрещування Betta splendens з дикими популяціями інших видів (Betta imbellis, Betta mahachaiensis) і швидко стала дуже популярною. Зараз існують світло-золотава, густо-мідна, густо-червоно-мідна та пурпурово-мідна варіації породи.
Дракон (Dragon) — порівняно новий тип забарвлення, надзвичайно ефектний і дуже популярний. Породу відрізняє інтенсивний сріблясто-білий металевий лиск, щільніший, ніж у металіків. Ця порода також вважається гібридною. Вперше червоні дракони були представлені тайськими селекціонерами 2004 року. Згодом були виведені жовті, оранжеві, білі та чорні дракони. В розведенні ці риби є проблемними.
Бійцівські рибки-альбіноси (Albino) зустрічаються дуже рідко, існують лише окремі свідчення про них. Ці риби довго не живуть і досить рано сліпнуть, що робить неможливим їхнє розведення.
Целофанова (Cellophane) порода має прозоре тіло (забарвлення визначає колір м'яса) й напівпрозорі плавці та характерні (на відміну від альбіносів) чорні очі. Пастельними (Pastel) називають бійцівських рибок зі світлим забарвленням, які вкриті блискучими лусками, лиск буває синього, сталево-синього або зеленого кольору. Білі непрозорі (Opaque) бійцівські рибки схожі на пастельних, але не мають лиску й виглядають молочними або матовими. Справжній чистий непрозорий білий колір зустрічається рідко.
Камбоджа (Cambodia) була першою відомою мутантною формою Betta splendens. Ці риби мали дуже світлий колір і довгі плавці. Їх вважали навіть новим видом Betta cambodia. Камбоджа — це напівальбінос або ксантичний тип, чорний пігмент майже повністю відсутній на тілі, але ці риби не є альбіносами, в них чорні очі. Традиційна камбоджа має червоні плавці, тобто фактично це двобарвна (Bicolor) порода. Існують також варіанти із зеленими та синіми плавцями, а ще так звана зворотна камбоджа, або шоколадна (Chocolate) порода, з чорним або коричневим тілом та жовтими плавцями.
До двобарвного класу належить також порода з дивною назвою Гірчичний газ (Mustard Gas). Ці риби мають зелене, синє або сталево-синє тіло та жовті або жовтогарячі плавці. Малюнок забарвлення в кожної риби може відрізнятись, у деяких присутня синя, зелена або чорна облямівка плавців, інші її не мають.
Породи з візерунками (Patterned) мають декілька кольорів, організованих у певний зразок. Ці породи дуже важкі в селекції й залишаються рідкісними та дуже бажаними.
До групи порід із візерунками належать метелики (Butterfly), які мають однотонне забарвлення тіла, що поширюється також на прикореневу частину плавців. Зовнішня частина плавців має інше забарвлення (найчастіше буває прозорою), причому межа між кольорами є дуже чіткою. 50:50 — це ідеальний поділ кольорів на плавцях, прийнятні показники знаходяться в межах 30:70 і 70:30. Метелики можуть бути різних кольорів, наприклад, червона риба з безбарвними краями плавців. Дуже рідкісна комбінація має 50 % чорного та 50 % білого кольору.
Мармурова (Marble) порода була виведена на початку 1970-х років. Мармурова бійцівська рибка має неправильної форми малюнок на світлому тлі, розкиданий по всьому тілу та плавцях. Оригінальні «мармури» були чорно-білими, але тепер існують риби такого типу практично в кожному кольорі. Мармуровий малюнок може мати багато варіантів в одному штамі. У молоді він може змінюватися щотижня, поки риба не стане дорослою.
Ознака «маска» (Mask) була отримана разом із мідною (Copper) гібридною породою, але мідно-металевий колір та «маска» — це окремі риси. «Маска» — це порода з характерною чорною головою. Ознака «маска» сильно відрізняється серед окремих особин з одного потомства. Цю рису можна комбінувати з різними кольорами основного забарвлення: синє, чорне, червоне, жовте тощо. Строката (Piebald) порода має бліду тілесного кольору морду, незалежно від кольору тіла.
Порода «оранжевий далматинець» (Orange Dalmatian) зустрічається нечасто. Має блідо-оранжеві тіло та плавці, додатково на плавцях присутні розкішні оранжево-червоні цятки різного розміру та форми.
Багатобарвні (Multicolour) бійцівські рибки також можуть бути дуже цікавими, але не слід їх плутати з безпородними багатобарвними рибами з купою випадкових кольорів, яких можна побачити в зоомагазині.

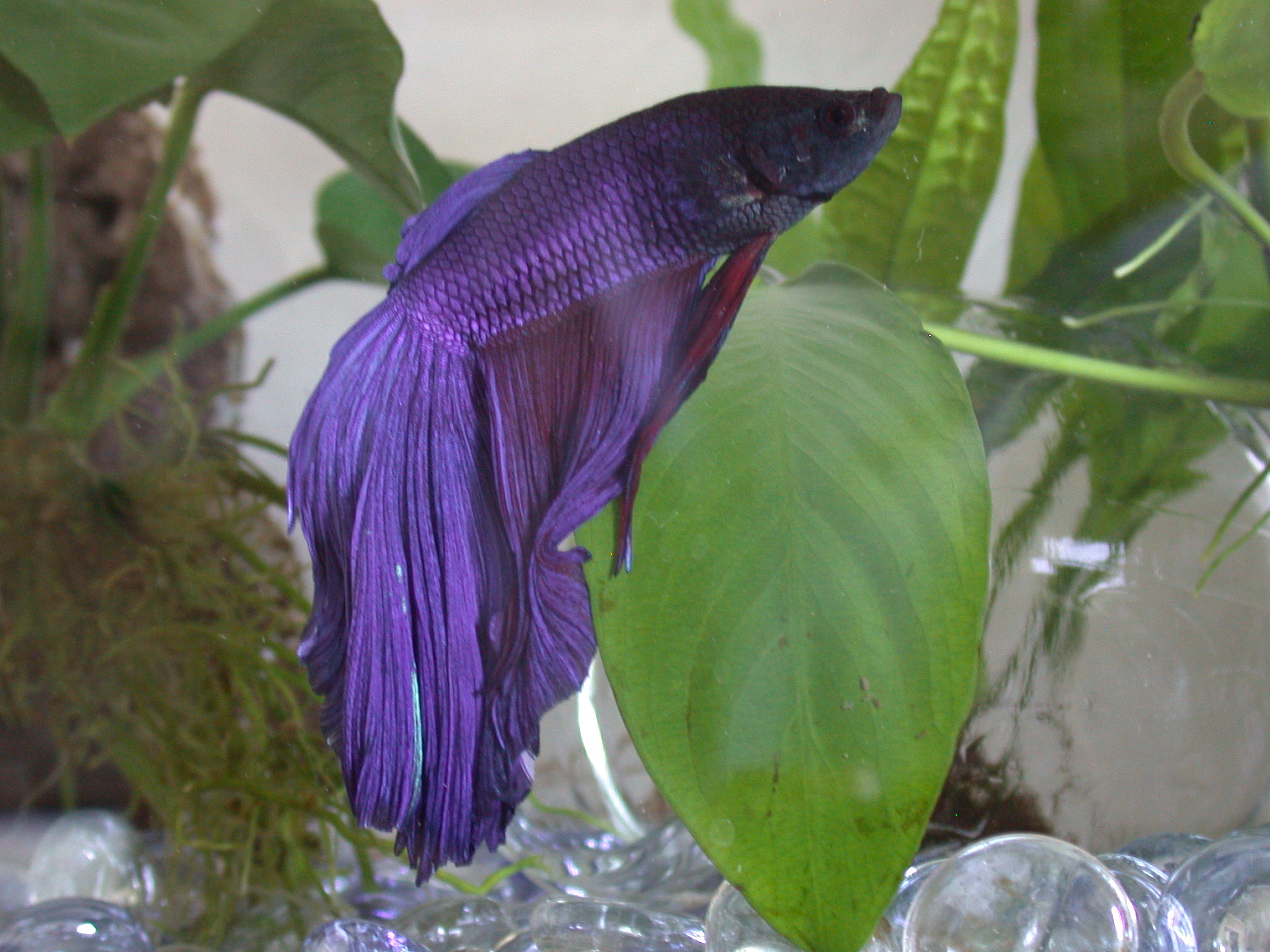
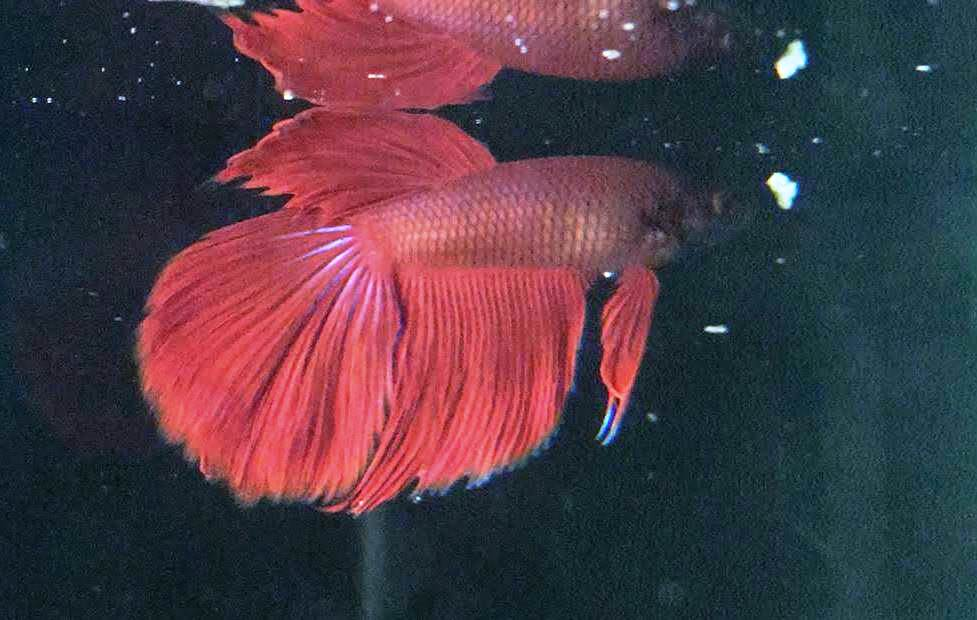
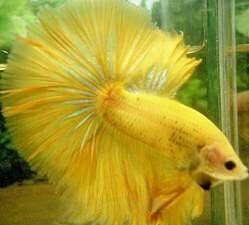
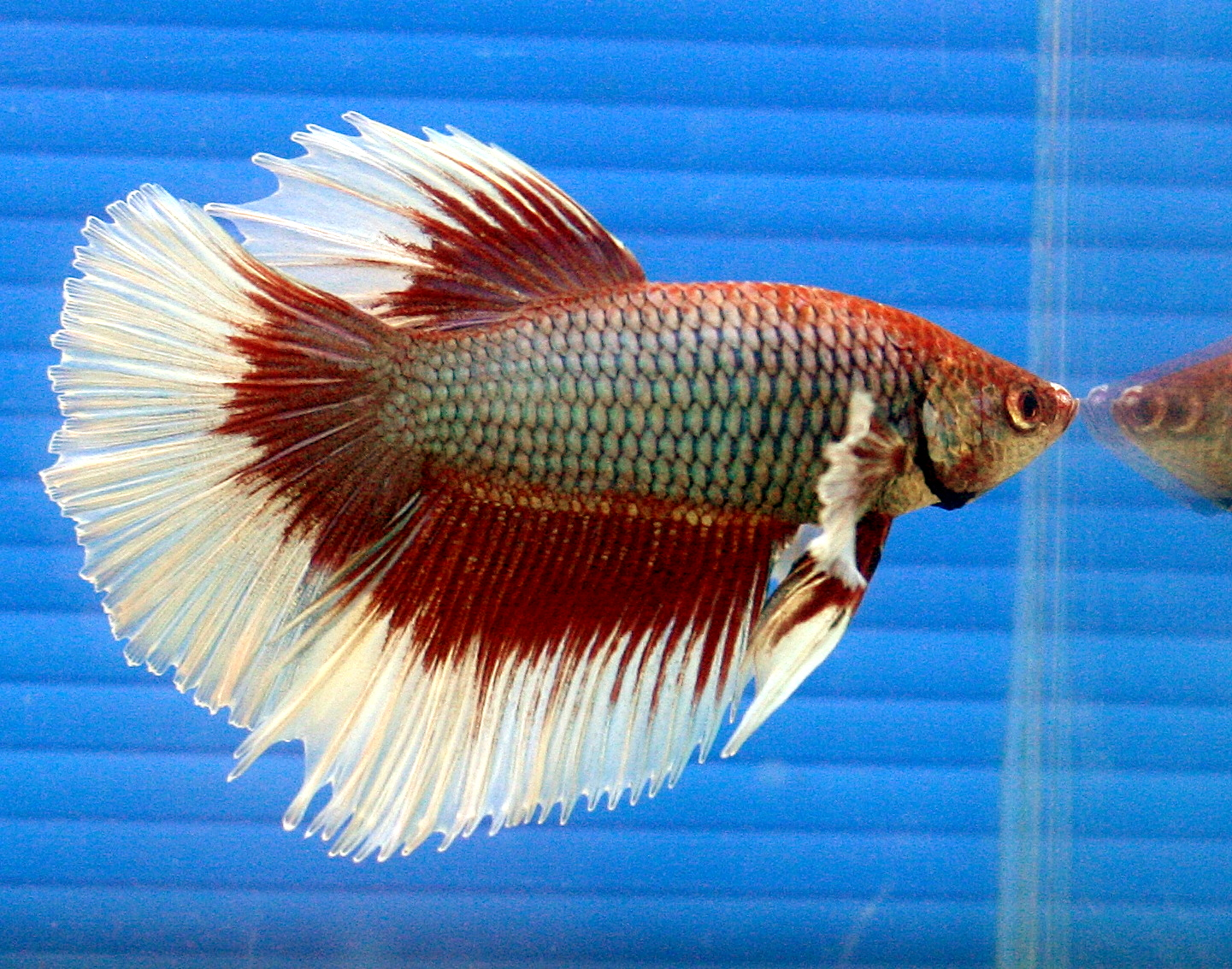
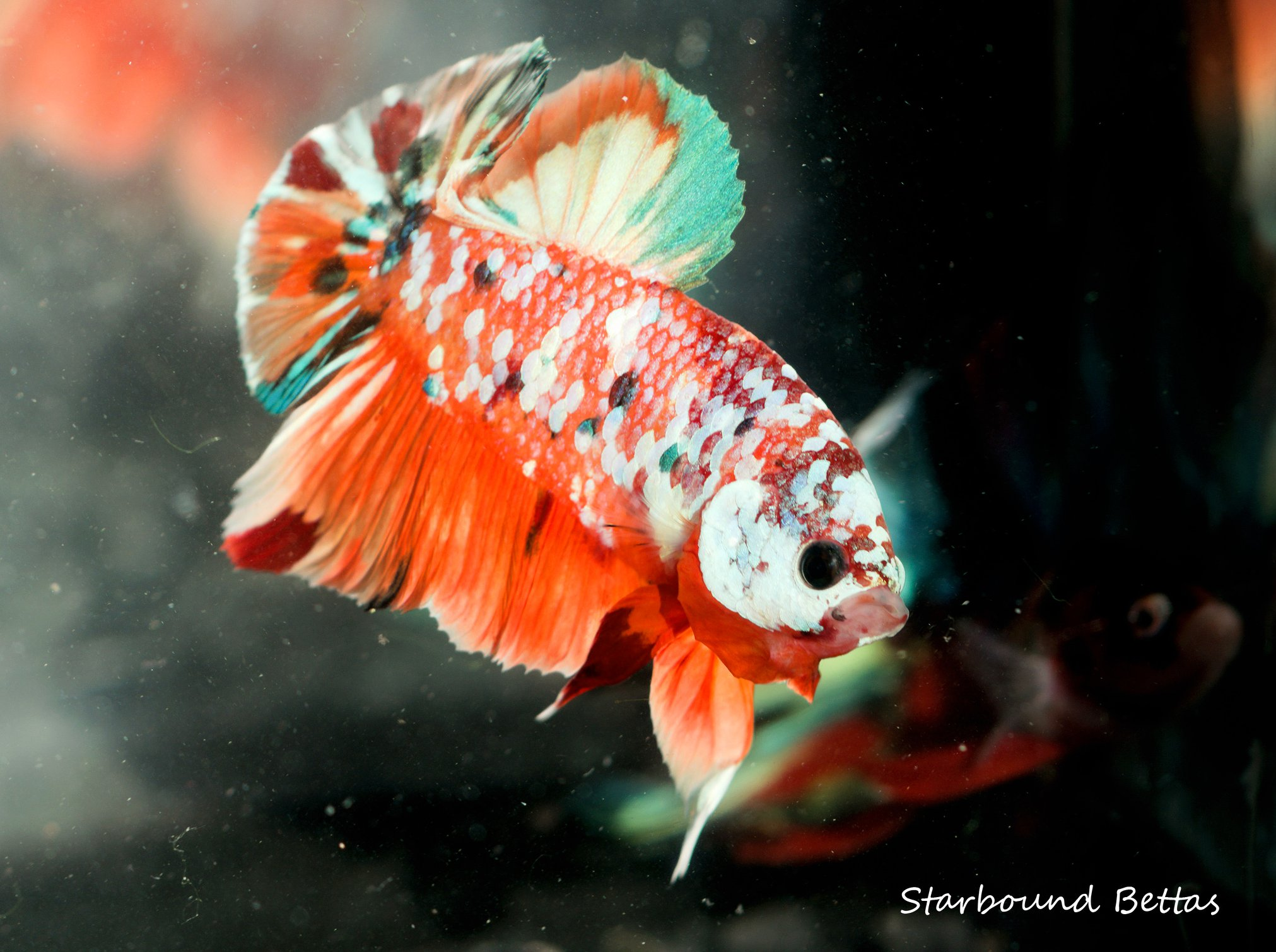
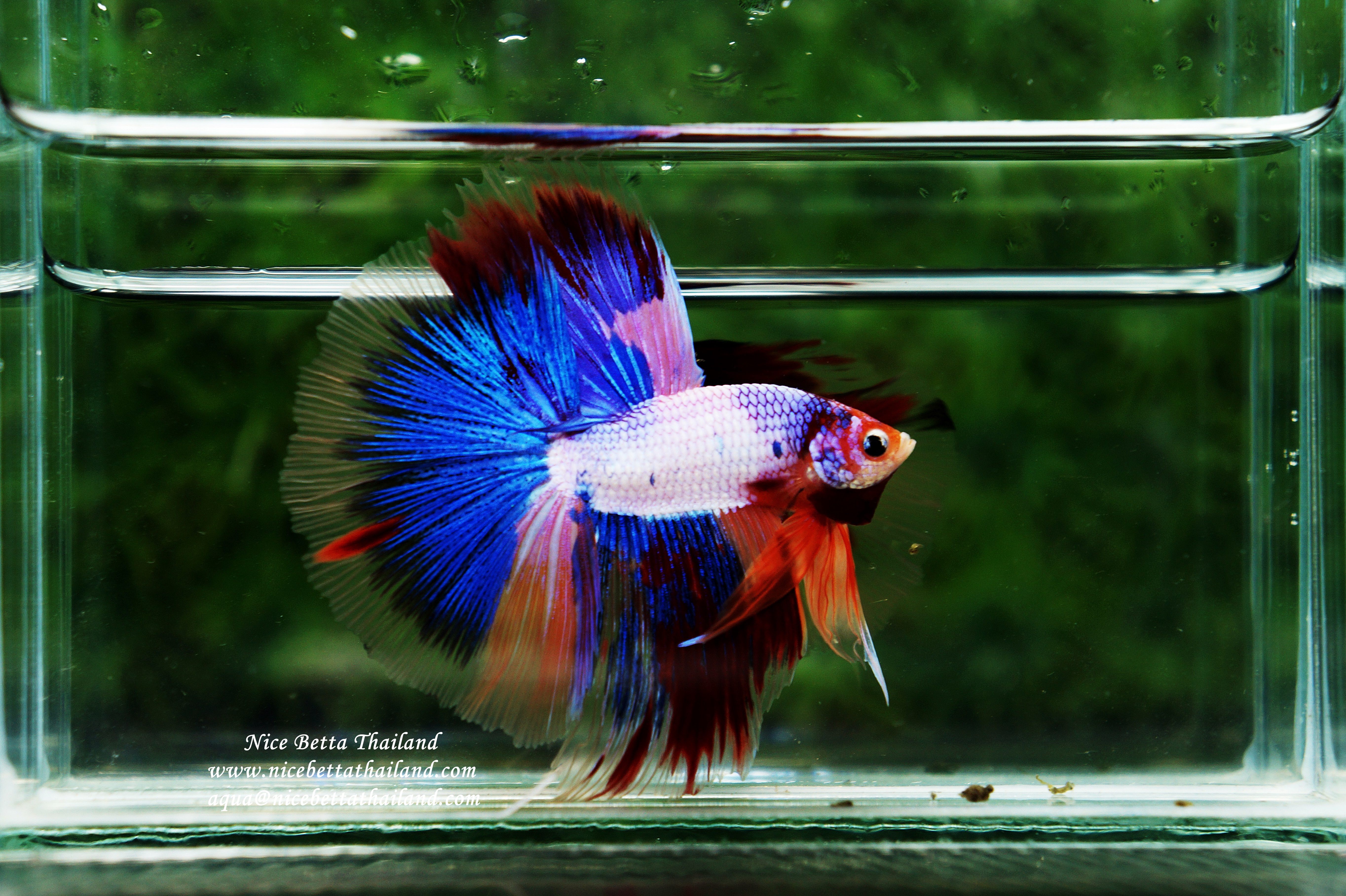

### Породи за формою
Бійцівські рибки, що живуть у дикій природі, мають короткі плавці. Довгі плавці були отримані як мутація початкової форми, яка, на диво, виявилась домінантною ознакою. 1960 року відомий американський селекціонер Ворен Янг (англ. Warren Young) вивів бійцівську рибку з надзвичайно великими плавцями. Спинний, хвостовий та анальний плавці малу таку ж довжину, як і тіло. Ворен назвав цю породу на честь своєї дружини Libby Betta. Як і слід було очікувати, довгоплавцева форма швидко стала надзвичайно популярною серед акваріумістів. Тепер ці риби відомі як вувалехвоста порода (Veil Tail, VT). Це найпоширеніший тип сіамської бійцівської рибки, що й досі домінує в зоомагазинах. Хвостовий плавець довгий, асиметричний, широкий зразу біля основи, а ближче до краю звужується, його нижня половина за площею значно більша за верхню. Анальний та спинний плавці також довгі. В звичайному стані плавці звисають, вони розкриваються лише при збудженні, коли самець перебуває в агресивній позиції. Самки не мають довгих плавців.

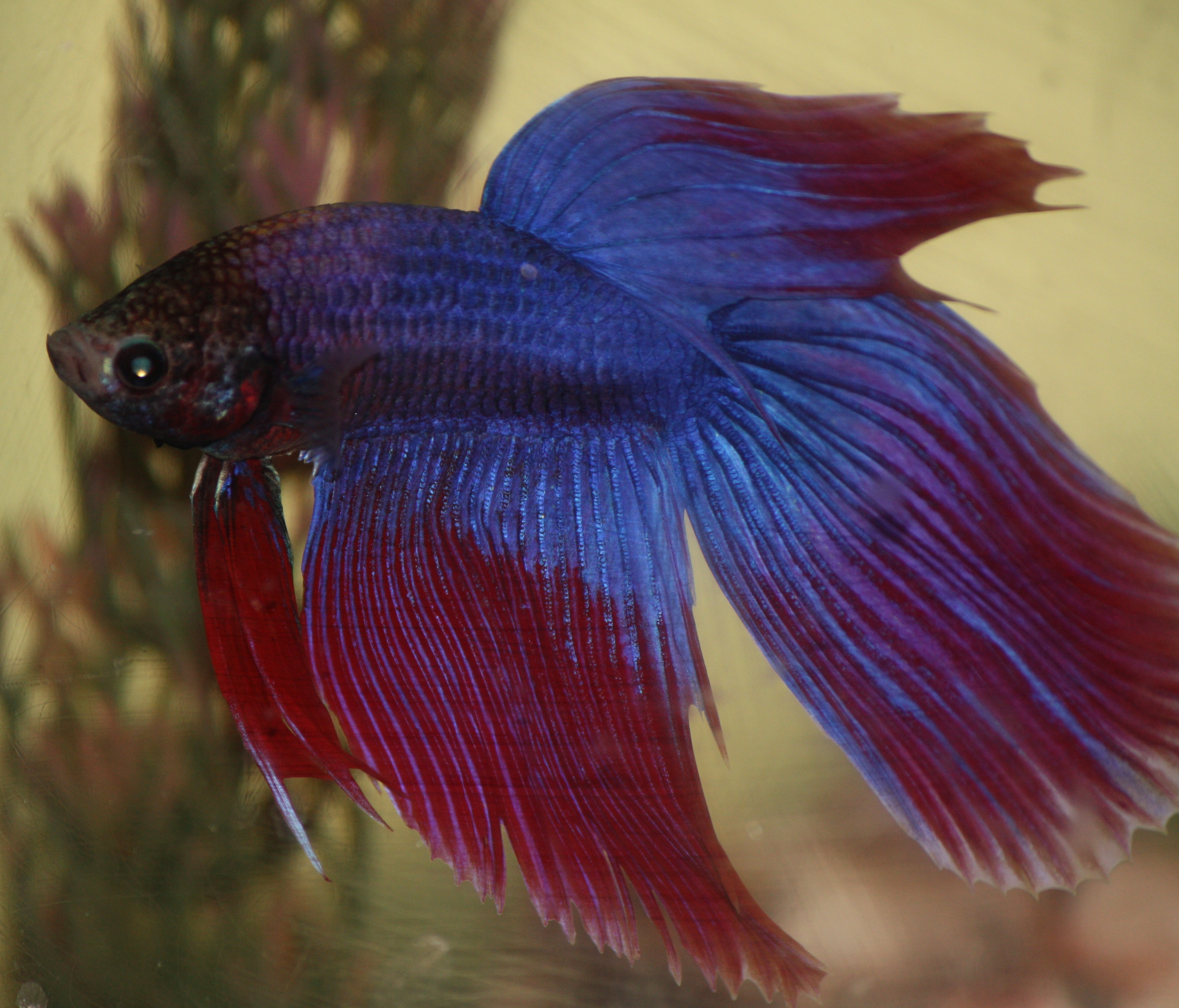
Вуалехвоста порода сіамської бійцівської рибки.

Тепер вуалева порода втратила популярність серед селекціонерів. Такі риби більше не беруть участі в конкурсних виставках через несиметричний хвостовий плавець. Ця ознака вважається дефектом, адже ген «вуалехвостості» є домінантним, він несе загрозу руйнування чистокровних ліній. 1967 року в США був заснований Міжнародний конгрес Бетта (англ. International Betta Congress, IBC), який мав на меті розводити Betta splendens з широкими симетричними плавцями та кращою здатністю до плавання, ніж вуалехвоста порода. Членами IBC є любителі бійцівських рибок з усіх куточків світу. Проте пройшло багато часу, поки виникли інші типи хвостів. Замість «спадаючих» вуалевих хвостів з'явилися більш ефектні породи дельта, супердельта і півмісяць з повним хвостом. Для них були розроблені спеціальні стандарти, риби, що експонуються на виставках, мають відповідати суворим критеріям.
У 1960-х роках німецький селекціонер Едуард Шмідт-Фоке (нім. Eduard Schmidt-Focke) вивів породу сіамських бійцівських рибок із симетричною трикутною формою хвоста, яка отримала назву дельта (Delta, Delta Tail, D). Хоча плавці в цих риб не такі довгі, як у Libby Betta, хвостовий плавець має правильну трикутну форму. Хвіст симетричний, розширюється до краю, часто має закруглені кінці. Кут розкриття хвостового плавця може бути різним, але, що ширшим він буде, тим краще. Якщо кут розкриття хвоста перевищує 130 градусів, порода зветься супердельта (Superdelta, Super Delta Tail, SD). Супердельта була виведена в 1980-х роках американськими селекціонерами з IBC Перісом Джонсом (англ. Parris Jones) та Пітером Гетнером (англ. Peter Goettner).
Француз Гі Делаваль (фр. Guy Delaval) працював над подальшим збільшенням хвоста породи супердельта, він зробив те, що вважалося неможливим, і 1987 року отримав риб з кутом розкриття хвоста 180 градусів. Існували проблеми з розведенням цих риб через жорсткий інбридинг, шляхом якого вони були виведені. Врешті міжнародна група в складі Лорана Шено (фр. Laurent Chenot, Франція), Раджива Массіламоні (англ. Rajiv Massilamoni, Швейцарія) та Джефа Вілсона (англ. Jeff Wilson, США) розробила методику розведення породи, покращила її екстер'єр і дала їй назву півмісяць (Half Moon, Halfmoon, HM). 1993 року півмісяць був представлений на виставці IBC в місті Тампа, що в американському штаті Флорида, порода виграла титул «Best of Show», найкраща риба виставки. Це було початком справжньої Halfmoons-лихоманки. Цей тип переважав у селекціонерів бійцівських рибок по всьому світі, чи то в США, в Європі, чи в Азії. Були виведені Halfmoon-и майже у всіх кольорових варіаціях. Півмісяць лишається стандартом, з яким порівнюються всі породисті бійцівські рибки.
Надзвичайна популярність півмісяця обумовлена вражаючим зовнішнім виглядом породи. Хвостовий плавець при розгортанні утворює кут 180 градусів у формі півмісяця (літери «D») з рівним заднім краєм. Промені плавця часто розгалужуються. Спинний та анальний плавці також значно більші, ніж в інших порід. Стандарти породи передбачають і конкретні вимоги до форми спинного, анального й черевних плавців. Наприклад, не бажано, щоб спинний плавець перекривав тіло, а його передні промені не можуть бути занадто короткими, анальний плавець повинен перекривати нижню частину хвостового плавця, а довжина черевних плавців не має бути меншою за ⅔ довжини тіла. Цінується загальний баланс, коли розгорнуті плавці разом утворюють коло. Секрет хорошого хвоста півмісяця — це його міцні промені. Хвости цих риб великі й неприродні, часто вони пошкоджуються від укусів. Це також одна з найважчих у розведенні порід, самцям під час спаровування дуже важко обгорнути самку.
Супердельта — також дуже популярна порода, хоча звичайно не настільки, як півмісяць, проте вона не така дорога й простіша в розведенні. За генотипом обидві породи дуже схожі.
Були виведені також надпівмісяці (Over Halfmoon, Overhalfmoon, OHM), в яких кут розкриття хвостового плавця перевищує 180°.
Трояндохвіст (Rosetail) — це екстремальний варіант півмісяця з надмірним розщепленням променів непарних плавців. Рівень розщеплення може бути різним: замість одного променя буває 4 (двічі подвоєний промінь), 8 (тричі подвоєний промінь), 16 (чотири рази подвоєний промінь) і навіть більше. Особливо сильно розщеплення променів у трояндохвоста виявляється на хвостовому плавці, в результаті окремі його частини перекриваються, створюючи характерний ефект «квітки троянди». Порода нестійка, окремі екземпляри мають різний рівень «закрученості» хвоста. Тому вона нестандартизована й через неврівноважену зовнішність не вітається на виставках. Маса хвоста є значною, рибам важко рухатися вперед, їхні рухи більше схожі на хитання, ніж на звичайне плавання. Трояндохвости мало активні й важко розводяться, в потомстві спостерігаються асиметричні луски, блідий колір тіла, короткі черевні плавці; часто трапляється загнивання та розпад плавців. Варіантом трояндохвоста є пір'яхвоста (Feathertail) порода з «розпушеним» краєм хвоста. Їй притаманні всі ті самі недоліки.
1997 року була представлена коронохвоста порода (Crowntail, CT) бійцівських рибок, виведена індонезійським селекціонером Ахмадом Юсуфом (англ. Ahmad Yusuf). Її ще називають гребенехвостою (Combtail). Основною особливістю породи є те, що промені хвостового, анального та спинного плавців виступають за межі полотна, й це надає їм «колючий» вигляд корони. В ідеалі полотно плавця має не доходити до кінчика кожного з променів на рівну довжину. Для сторонньої людини такий плавець виглядає як «обгризений». За вимогами породи хвостовий плавець має бут розкритий на 180°, а його полотно редуковане на 50 % (за стандартами IBC мінімум на 33 %). Анальний плавець також повинен мати редукцію полотна, бажано на 50 %. Недостатня редукція на одному з плавців уважається серйозним дефектом, а коли вона менше 33 % на 2-3 плавцях, така риба на виставках дискваліфікується. Для самок редукція має становити мінімум 25 %.
Існує декілька типів коронохвостів, що відрізняються характером розщеплення променів: Single ray (SR, одинарний промінь), Double ray (DR, подвійний промінь, кожен промінь розщеплений на 2 частини), Double Double ray (DDR, двічі подвоєний промінь, кожен промінь розщеплений на 4 частини). Міжпроменева тканина скорочена як між самими променями, так і між їхніми гілками. Двічі розщеплені промені утворюють своєрідну бахрому на хвостовому плавці. Іноді зустрічаються коронохвости, у яких кожен промінь поділяється на вісім гілок. Ще один варіант коронохвоста має перехрещені промені (Cross Ray, CR). Є також штами з довільно розподіленими променями (Random Ray, RR), коли зібрані всі або кілька зазначених ознак разом; це явище вважається небажаним. Розщеплення променів спостерігається лише на хвостовому плавці, в спинному та анальному плавцях за межі плавця виступає лише по одному променю.
Коронохвіст — це елегантна та спритна селекційна форма. Ці риби бувають доволі активними й агресивними, вони лише трохи складніше розводяться за звичайну сіамську бійцівську рибку. Недоліком породи є те, що промені, що виступають за межі плавця, можуть закручуватись за відсутності руху води. Рекомендується тримати коронохвостів у м'якій воді за температури 25-28 °C у просторому акваріумі й годувати живим кормом.
По суті коронохвіст — це не порода, а риса, яка може зустрічатися в різних порід бійцівських рибок, зокрема вуалевих, півмісяців, дельта та ін. Порода Halfsun (половина сонця) була отримана шляхом схрещування Crowntail та Halfmoon, півмісяць у неї увінчаний легкою короною. Породу дуже важко розводити, риби можуть не мати повної корони.

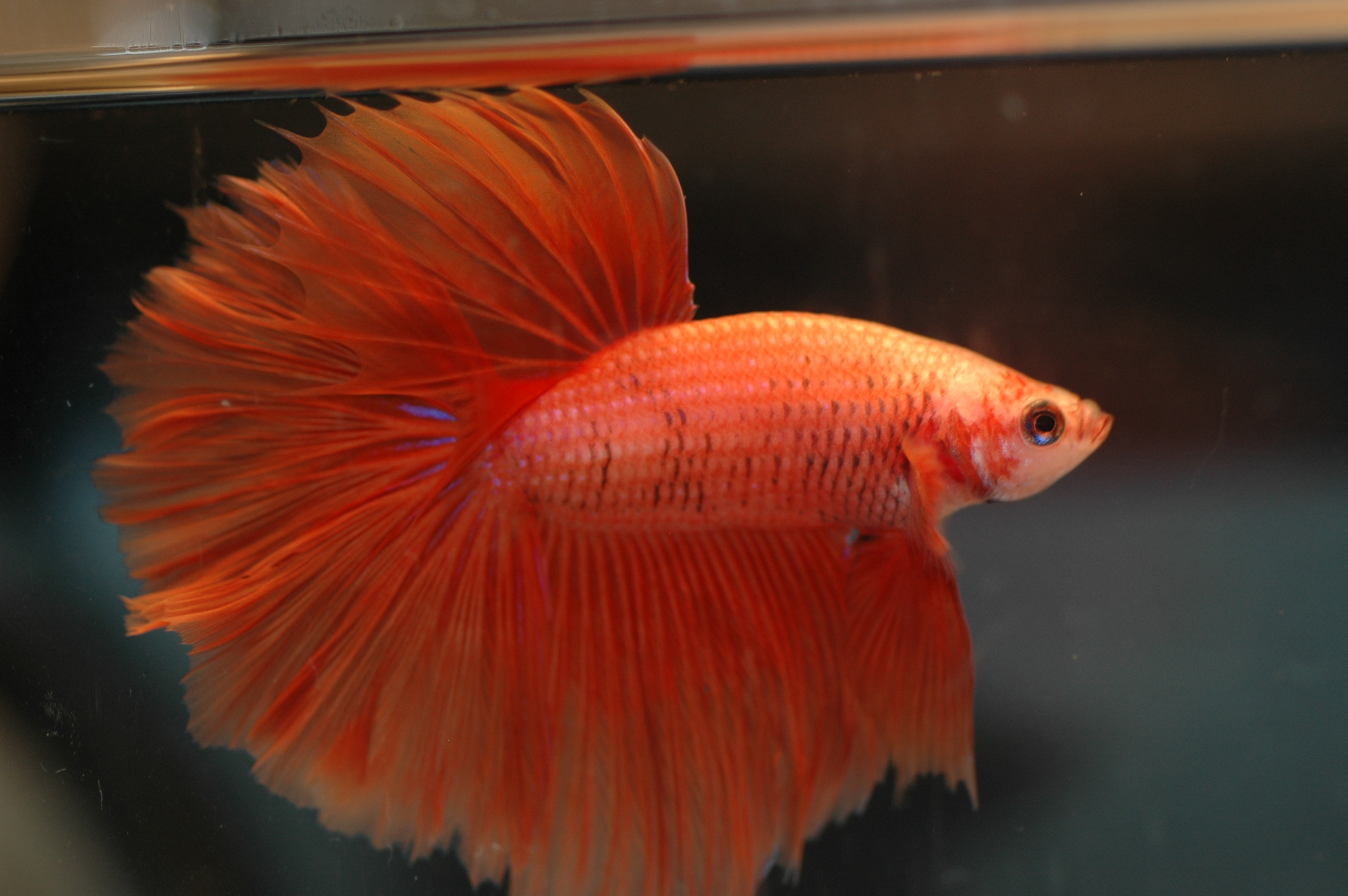
жовтогарячий півмісяць
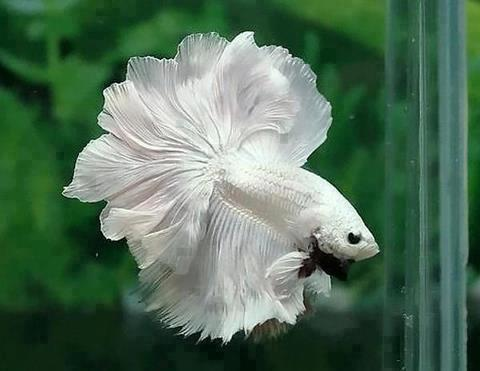
білий трояндохвіст
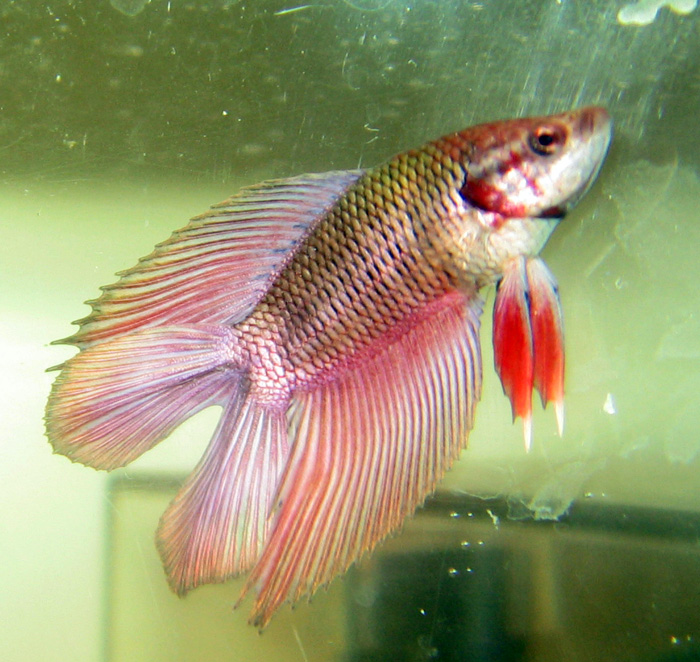
подвійний хвіст
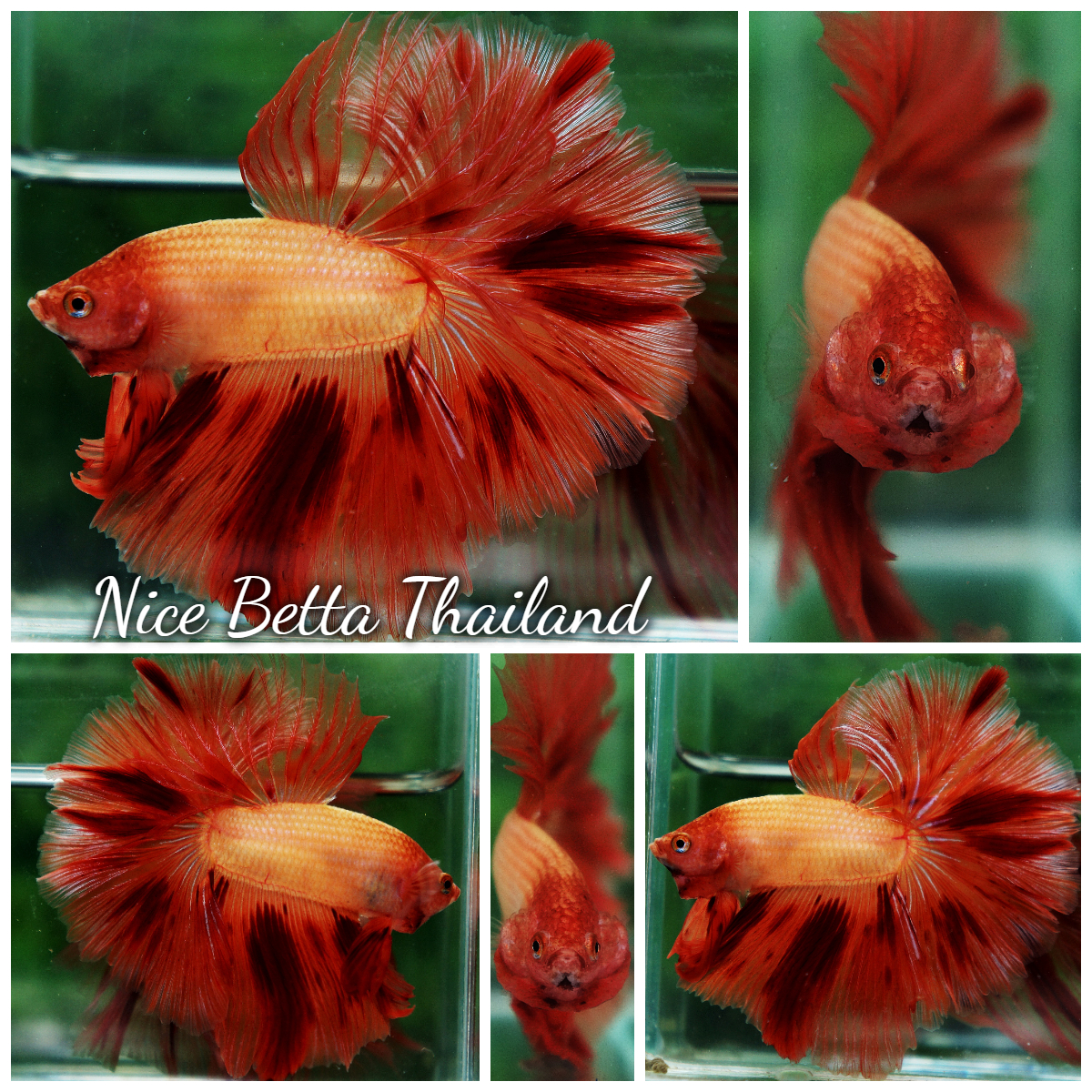
оранжевий надпівмісяць
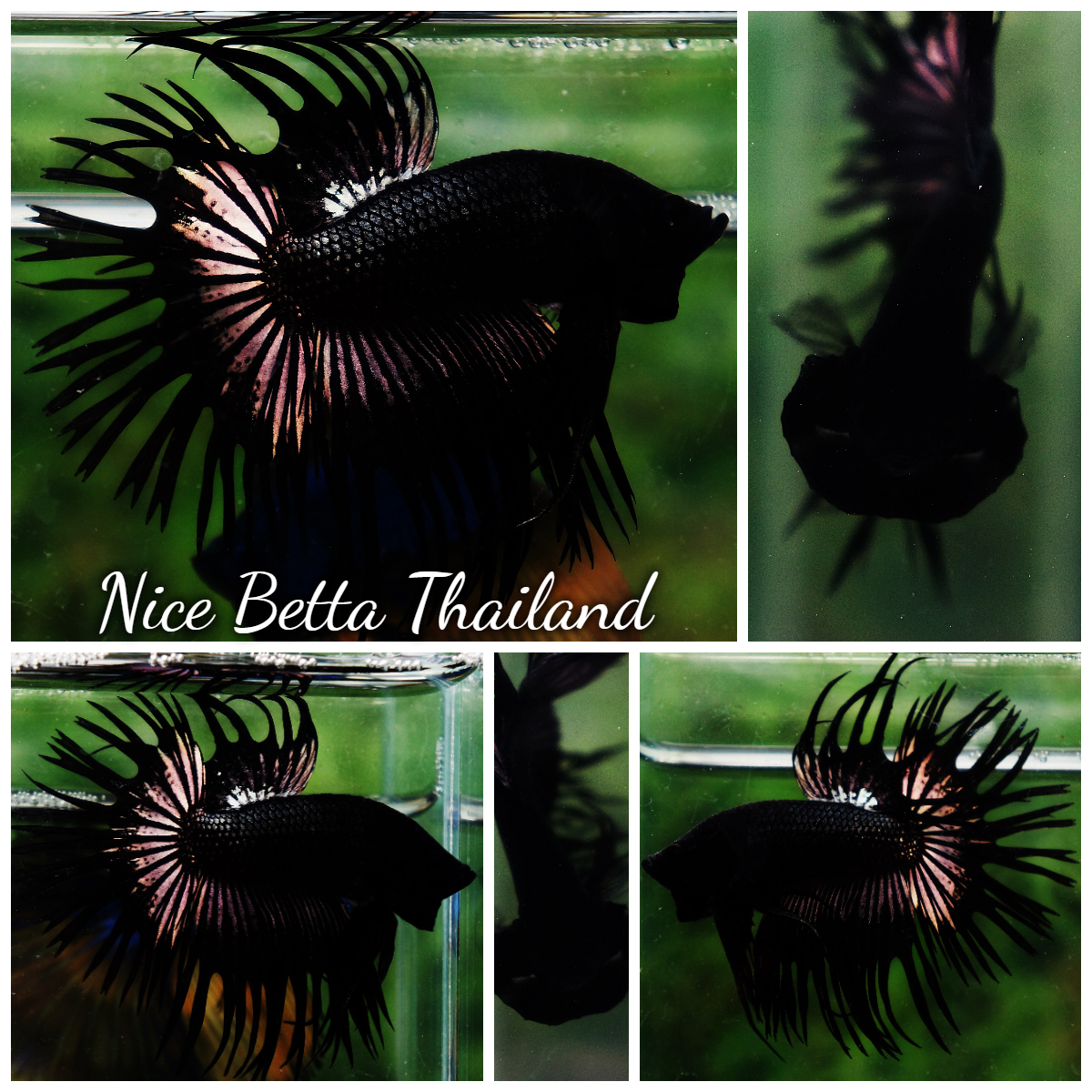
чорний коронохвіст

Близько 1960 року селекціонерам із Індії вдалося вивести бійцівську рибку, в якої хвостовий плавець поділений на дві частини.. Вона отримала назву подвійний хвіст (Doubletail, Double Tail, DT). Це також генетична ознака, яку можна побачити в поєднанні з іншими породами, зокрема вуалехвіст, півмісяць, дельта, супердельта або навіть коронохвіст. В ідеалі хвіст має бути симетричним, верхня та нижня його частини повинні бути рівними, а розріз поширюватись до основи плавця. В особин з розщепленими променями верхня й нижня частини хвостового плавця часто виглядають як окремі пучки, ніби хвостів стало вдвічі більше, хоча фактично подвоїлась лише кількість променів. Крім того, риби типу подвійний хвіст мають вдвічі більше променів у спинному та анальному плавцях, надзвичайно широкий спинний плавець і трохи коротше тіло. Спинний плавець виглядає майже вдвічі більшим, ніж у звичайної бійцівської рибки. Півмісяць подвійний хвіст (Doubletail Halfmoon, DTHM) — це потужна й масивна риба з об'ємними плавцями; при повному розкритті плавці мають утворювати коло.
Ознака подвійний хвіст є рецесивною до дикого типу. Порода має проблеми зі здоров'ям, вкрай важко розмножується й вимагає для підтримання багато праці й турботи. В потомстві часто отримують деформованих риб з короткими тілами та викривленими променями плавців. Порода зустрічається дуже рідко.
На противагу ознаці подвійний хвіст до інших порід бійцівської рибки застосовується термін одинарний хвіст (Singletail, ST). Відомі ще деякі дуже рідкісні форми, які, ймовірно, також викликані наявністю гена подвійний хвіст: потрійний хвіст (Tripletail, TT, риба має 3 хвости), серцехвіст (Hearttail, HT, хвіст розщеплений не до кінця, а лише на краю, що створює форму серця), сплавлений хвіст (Fusetail, FT, «несправжній» подвійний хвіст, в якого половинки розщеплені, а тоді знову зростаються), сплавлені плавці (Fuse fin, FF, спинний, хвостовий та анальний плавці зливаються в одне ціле; найрідкісніша форма з усіх порід).
Ще одна специфічна й рідкісна ознака — так зване «велике вухо» (Big Ear), порода зі значно збільшеними грудними плавцями. Вона також зустрічається в комбінації з іншими породами, зокрема півмісяцем (Halfmoon Big Ear) або коронохвостом (Crowntail Big Ear).
Існує ще цілий ряд інших, хоча й менш популярних порід. Круглохвоста (Roundtail, Round Tail, RT) порода схожа з породою дельта, але хвостовий плавець має круглу, а не з прямими краями, форму. Лопатохвіст (Spadetail, Spade Tail) схожий із круглохвостою, але хвостовий плавець закінчується гостряком, а не округлим краєм; форма плавця симетрична відносно горизонтальної осі. Віялохвіст (Fantail, Fan Tail), на відміну від дельти, має закруглений задній край, його верхня та нижня частини симетричні. Округлий хвіст уважається небажаною ознакою, перевагу мають породи півмісяць або дельта. До рідкісних порід належить і лірохвіст (Lyre Tail).
Традиційний плакат (Traditional Plakat, Plakat, PK) — це селекційна короткохвоста форма, яка найбільше нагадує дику Betta splendens. Від риб із дикої природи вона відрізняється подовженим анальним плавцем, який розширюється в напрямку донизу й назад та загострений на кінці; хвостовий плавець у селекційного плаката округлий і розкривається на 180°, спинний плавець також округлий, іноді з гостряком на кінці, черевні плавці подовжені. Маленькі плавці не такі ефектні, але плакати приваблюють своєю компактною конституцією. Їхньою перевагою над породами з довгими плавцями є те, що вони краще носять свої плавці протягом усього життя, менш схильні до пошкодження плавців, більш стійкі до захворювань.
Плакати також експонуються на конкурсних виставках. Протягом багатьох років існував стандарт лише для традиційних плакатів з асиметричною будовою плавців (їхня асиметрія обумовлена в основному довжиною та формою анального плавця). Halfmoon-лихоманка спонукала й еволюцію короткоплавцевої бійцівської рибки. Перехрещування з Halfmoon народило породу Halfmoon Plakat (HMPK). Півмісяць-плакат схожий з Halmoon, але має значно коротші плавці.

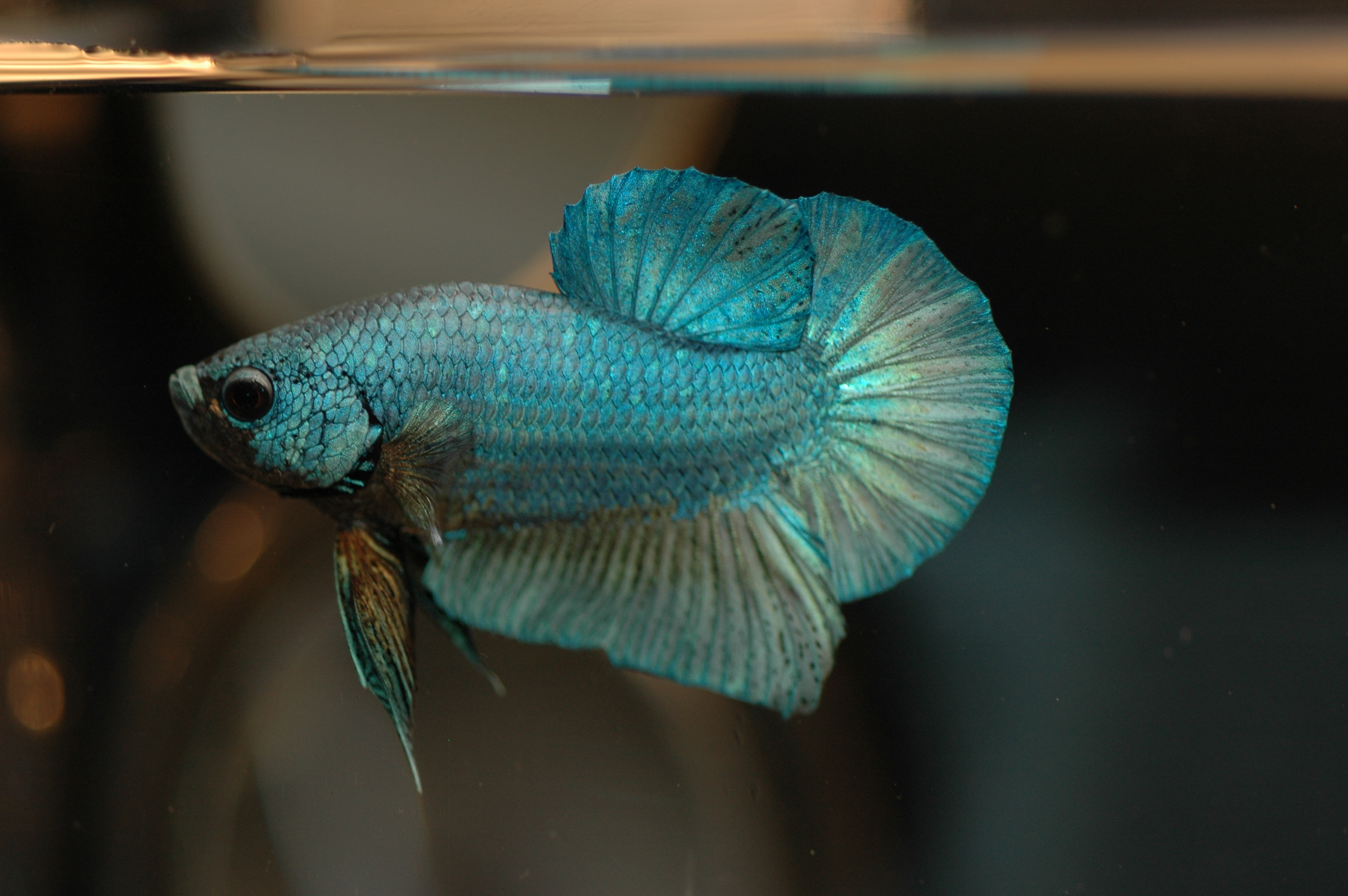
Плакат-півмісяць

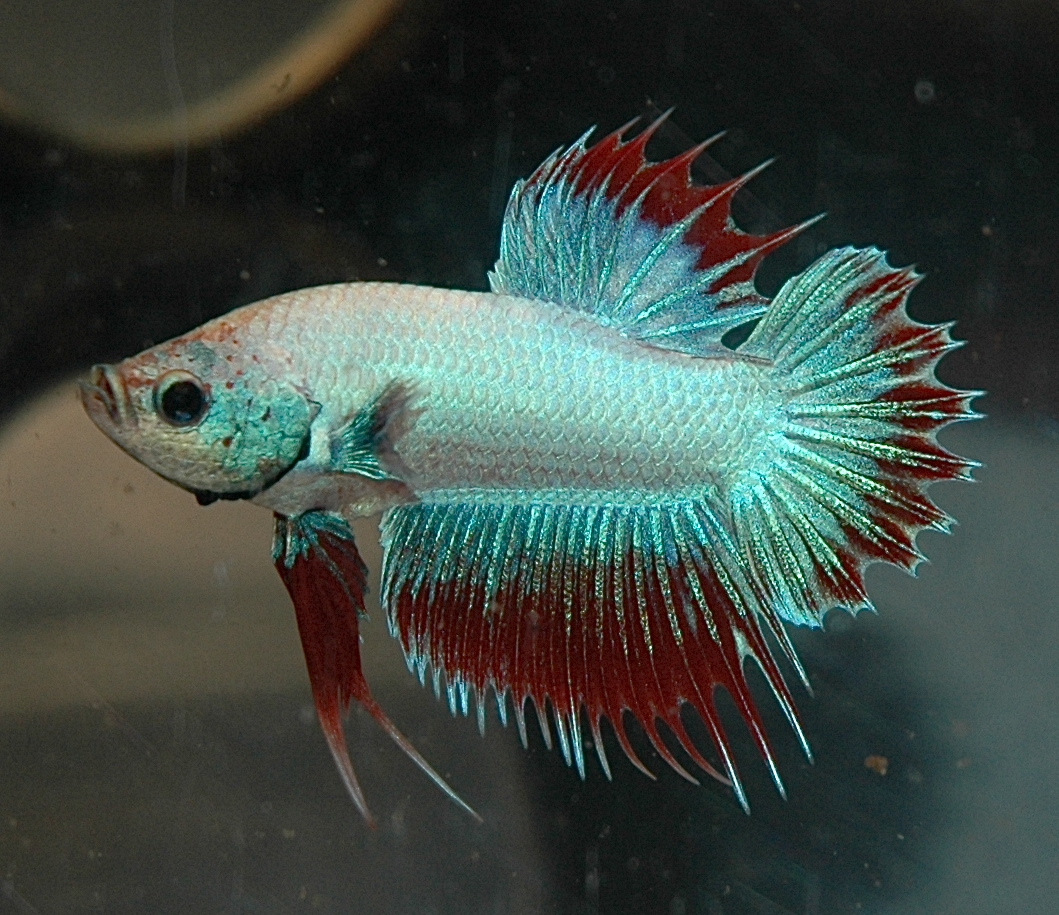
Плакат-коронохвіст

Перші півмісячні плакати були асиметричними. Подальше селективне розведення та безперервне прагнення до симетрії призвели до розвитку третього типу короткоплавцевої бійцівської рибки — симетричного плаката. Симетричний Halfmoon Plakat, у порівнянні з асиметричним, має товще й міцніше тіло, хвостовий плавець розкривається в нього на 180° у формі півкола (велика літера «D»), однакова довжина променів анального, спинного та хвостового плавців підтримує загальний баланс. У 2005 році IBC офіційно розділила традиційні (асиметричні) плакати та симетричні виставкові плакати (Show Plakat), створивши окремі стандарти для обох форм. Однак на практиці не завжди можна чітко визначити, до якої з категорій належить конкретна риба. Більш важливою є міцна й правильна форма тіла риб, лінія спини має бути рівною, а хвостове стебло симетричним відносно горизонтальної вісі.
Півмісячний плакат набуває все більшої популярності. Цих риб простіше утримувати, ніж довгоплавцеві породи, а спектр кольорів майже необмежений: існують рожеві, фіолетові, жовті, димчасто-чорні, мармурові, багатобарвні риби цієї породи. Існують також плакат-надпівмісяць (Overhalfmoon Plakat, OHMP) з кутом розкриття хвостового плавця понад 180° (симетричний та асиметричний варіанти), «колючий» плакат-коронохвіст (Crowntail Plakat, Crown Tail Plakat, CTPK), плакат подвійний хвіст (Doubletail Plakat, DTPK), плакат-півмісяць «велике вухо» (Halfmoon Plakat Big Ear) і коронохвіст-плакат «велике вухо» (Crowntail Plakat Big Ear) зі збільшеними грудними плавцями.
Загалом зараз відомо понад 10 різних варіантів плавців, як для короткоплавцевих, так і для довгоплавцевих порід. Селекціонери часто користуються спеціальними абревіатурами для позначення форми плавців: PK — Plakat (Pla Kat), CT — Crowntail, HM — Halfmoon, DT — Doubletail, VT — Veiltail, а також їхні комбінації: HMPK — Halfmoon Plakat, CTPK — Crowntail Plakat, DTHM — Doubletail Halfmoon тощо. Назви кольорів рідко скорочуються. Класичними та комерційно доступними є типові довгоплавцеві породи Crowntail (CT), Veiltail (VT) та Halfmoon (HM). Все частіше зараз можна побачити в продажу також Doubletail Halfmoon та короткохвосту Halfmoon Plakat, інтерес до них в останні роки сильно зріс.
2002 року на з'їзді IBC були представлені дуже великі півники-велетні (Giant Betta), найбільші з яких сягали 18 см завдовжки (без хвостового плавця). Звичайний розмір для риб цієї породи — 10-12 см, більшість має короткі плавці. Мальки швидко ростуть і вже у віці 7-8 місяців виростають до 8 см. Вони мають ненаситний апетит і їдять удвічі-втричі більше за звичайних бійцівських рибок. Коли рибам виповнюється 1 рік, вони перестають рости в довжину, але ще декілька місяців продовжують набирати масу. Дорослих велетнів не потрібно так посилено годувати, як молодь. Велетні потребують більше життєвого простору, ніж «нормальні» півники, бажано 10-15 літрів на особину. Ще вони люблять тепло, за кімнатної температури або за її сильних добових коливань велетні можуть захворіти й померти.

## Цікаві факти— рибні бої
У Південно-Східній Азії влаштовують поєдинки бійцівських рибок. Багато риб виявляють агресивну поведінку в стосунках між представниками свого виду, але в більшості з них цей інстинкт не настільки розвинений, як у Betta splendens. Сіамські бійцівські рибки постійно б'ються між собою, як справжні півні, через що й отримали свою народну назву «півник». Бойовий інстинкт властивий у першу чергу самцям, і він настільки сильний, що звичайна риба виявляє його за будь-яких умов і за кожної нагоди. Ця схильність до агресії вже давно була помічена тайськими селянами й вони використовували її для розваги, влаштовували бої риб, щоб відпочити після роботи в полі.

### Рибні бої в Таїланді
Бійцівська рибка — це частина культурного спадку Таїланду та інших країн Південно-Східної Азії. Як і люди інших національностей, тайці люблять змагання за участі тварин: перегони коней, собак, бої півнів, биків, цвіркунів, риб, стрибки жаб тощо, але Таїланд — це єдина країна, в якій бої риб можуть вважатися національним видом спорту. Тайці влаштовують бої не лише сіамських бійцівських рибок, а й напіврилів (Dermogenys pusilla), блакитних панхаксів (Aplocheilus panchax) та інших риб, але перші, яких тут звуть плакат, є найпопулярнішими. Тайці не знали сучасної таксономії роду Бійцівська рибка й під назвою плакат-тай об'єднували 4 види: Betta splendens, Betta smaragdina, Betta imbellis і Betta mahachaiensis.
За усними переказами, бої рибок проводили в Таїланді ще понад 200 років тому. Якщо шляхетні верстви насолоджувалась боями півнів, селяни для розваги влаштовували бої риб. Бійцівських рибок ловили прямо на своїх рисових полях і проводили дозвілля, влаштовуючи спаринг-бої. Після закінчення боїв риб відпускали назад в їхні водойми.
Бажання мати контроль над перемогами, фінансовий успіх та соціальний престиж спонукали людей шукати кращих бійців. Риб-переможців випускали в певне місце водойми, щоб вони там розводились. Досвідчені люди знали місця, де можна було знайти найсильніших і найуспішніших бійців. Згодом для регулярного отримання якісних бійців риб стали одомашнювати й розводити в широких масштабах.
Кожен селекціонер розвивав власну селекцію, керуючись власними критеріями, й зберігав свої унікальні методи в таємниці, спілкуючись на цю тему лише з родичами та близькими друзями. Досвід передавався з покоління в покоління. Селекціонери й досі приховують від сторонніх своїх найкращих риб, особливо самок. Це зробило бійця, виведеного кожним конкретним селекціонером, унікальним, спеціалісти навіть можуть за зовнішністю риби та стилем бою вгадати її господаря. Чистокровних риб називали магічними іменами, наприклад Чаопрая (Цар царів), Гануман (Бог-воїн з епосу Рамаяна) тощо.
Основними напрямками селекції було збільшення фізичної сили, розмірів та структури тіла риб, поліпшення стилю бою, посилення бійцівського характеру, енергії, стійкості та витривалості, різкості укусів, здатності вкусити вразливі місця суперника, отримання твердішої луски, зменшення плавців, покращення забарвлення. Ідеальний боєць мав відповідати всім зазначеним критеріям, проте всі ці характеристики — річ суб'єктивна, й кожен селекціонер орієнтувався на власні стереотипи. Знань у старі часи не вистачало, люди покладалися лише на практичний досвід та фортуну. Єдиним критерієм успіху були перемоги в боях. Розводили лише найкращих бійців (переможців, чемпіонів) з великими розмірами, великою головою, потужними щелепами й невпинною агресією. Переможець ставав батьком наступного покоління, а переможеного випускали назад у річку чи на рисове поле. Самок для розведення брали з тієї ж водойми, звідки походили самці-переможці. В спеціальних копанках з'явилися племінні штами бійцівських рибок.
Бої плакатів у Таїланді — це справжнє мистецтво, тому й зовнішності риб тут приділяють багато уваги. В кожного штаму домінує певний колір забарвлення — фіолетовий, зелений, червоний. Бойову майстерність та фізичну будову риб селекціонери розвивали на основі своєї фантазії. При цьому сформувалися 3 типові форми будови тіла плакатів, які зовні нагадують інші види риб: «Channa striata», «Chitala ornata» та «Anabas testudineus».
Найпоширенішим серед них є «Channa striata» (змієголов), більшість селекціонерів у Таїланді й досі продовжує розводити саме цей тип. Така риба має довгий, майже циліндричний тулуб, круглу голову й маленькі плавці; рот міцний, хвостове стебло високе. Колір тіла темний, може бути червоним, зеленим або синім, луски зазвичай із зеленим лиском. Хоча «Channa striata» виглядає стрункою, це дуже міцний тип, швидкий і агресивний. Використовуючи свою фізичну перевагу, він застосовує наступальну стратегію, шукає шанс у швидкій блискавичній атаці, систематично завдає суперникові ран, поки той не втратить здатність продовжувати поєдинок. Короткі плавці «Channa striata» не підходять для оборонного маневрування, але ці риби витривалі й рідко тікають, навіть зазнаючи сильних травм.
Тип «Anabas testudineus» (риба-повзун) фізично міцний, має коротке тіло й коротку голову з товстою шиєю. Луски великі й дуже міцні, утворюють своєрідну «броню», що витримує дуже сильну атаку. Рот короткий, але з товстими губами. Більшість риб цього типу мають однотонне зелене, червоне або синє забарвлення. Коротка форма обумовлює повільний стиль бою, але із сильними ударами. «Anabas testudineus» важко кружляти навколо суперника. Якщо противник буде достатньо швидким і сильним, й завдаватиме ударів у рот та шию, то матиме перевагу. Єдина ефективна тактика боротьби для «testudineus» — це потужна контратака, в якій він завдає супернику важких ударів в області голови, й дуже швидко виникають відкриті рани.
Третій тип «Chitala ornata» (риба-ніж) має дуже гарні й урівноважені пропорції тіла. Тіло видовжене й струнке, плавці довші, ніж у інших типів. Унікальною ознакою є глибоко вирізаний і вигнутий догори рот. Тип відзначається гострими зубами та красивою технікою бою, але йому не вистачає потужності. Незважаючи на візуально великі розміри, риба легка. Використовуючи свої довгі плавці, вона дуже швидко плаває, точно й послідовно атакує суперника, наносить серії ударів, завдаючи сильних ран. З іншого боку, у цього бійця є багато слабких місць. Головна проблема знаходиться в області рота, після кількох зчеплень риб ротами він легко може бути зламаний. Також досить довгі плавці стають зручною мішенню. «Chitala ornata» може розраховувати на перемогу, якщо вже в перші хвилини бою часто вражатиме суперника й завдасть йому багато ран. Надалі риби цього типу уповільнюються через брак фізичної сили.
Будова тіла риби-бійця безпосередньо пов'язана з її стилем бою. Кожен тип структурної форми має свої переваги та свої слабкі місця. Господар риб має розумітися на них і враховувати всі особливості. Але це не означає, що певний тип структури тіла має перевагу над іншими. Насправді найкращий боєць може мати будь-яку форму. До того ж на практиці навряд чи можна виділити той чи інший тип. Найкраще, коли риба має переваги всіх трьох типів форми. Тобто найкращий боєць повинен мати круглу, як у «Channa striata», форму, товсту шию й товсте тіло, як у «Anabas testudineus», та швидко плавати, як «Chitala ornata». Загальна структурна форма повинна бути в рівновазі. Голова має становити приблизно третину довжини тіла.
Більшість професійних гравців вважає, що головним критерієм при визначенні сили бійця є структура його тіла. Добре структурований боєць не завжди буде переможцем в поєдинку, однак це дає йому більше шансів на перемогу. Більша й міцніша риба має фізичну перевагу. Атака такого бійця є важчою й ефективнішою. Крім типу структури тіла важливими є розміри риби, досягнення нею пікових кондицій, здатність виявити слабкості суперника. Різницю можна побачити лише під час поєдинку. З віком кожна риба може змінювати свій стиль бою, причому зміни можуть відбуватися як у позитивний, так і в негативний бік. Передбачити їх можна лише інтуїтивно. Молодий боєць часто нападає на хвіст і зябра, а старий — на рот і шию. На стан бійця може впливати зміна погоди, різка зміна середовища, погані умови утримання, та різні інші фактори. Риби погано переносять переїзд до іншого регіону або іншої країни; їм потрібно щонайменше 5 днів відпочинку та акліматизації.

### Підготовка бійців
Жоден поважний господар не дозволить непідготовленій рибі битися. За фізичним і психологічним станом бійців ретельно слідкують. Їх тримають у темному й тихому місці, куди не потрапляє сонячне проміння. Самців саджають в окремі пляшки, щоб вони не бачили один одного й зайвий раз не нервували. Територія кожного з них складається з маленькою в'язниці. Для підтримки оптимальних кондицій дотримуються спеціального режиму годівлі. Для підняття тонусу в акваріум кладуть листя індійського мигдалю або сухе листя банану; використовують також деякі інші трави.
Господар постійно спостерігає за своїми підопічними, контролюючи їхній стан, здоров'я та бойову готовність. Оцінюють фізичні кондиції (рот, зябра, очі, грудні плавці, луски, загальна будова тіла) та психічний стан риб. Найважливішим органом бійця вважається рот; якщо він має пошкодження або деформації, такий боєць при кожному ударі відчуватиме біль і має мало шансів на перемогу. Короткі зуби часто бувають у старших бійців (у віці від 8 до 12 місяців), вони ефективно використовують їх протягом другої години бою. Довгі зуби, характерні для молодих недосвідчених бійців, активно використовуються на початку бою. Зяброві кришки повинні повністю відкриватися й закриватися, вони є інструментом для залякування противника. Проблеми з очима заважають рибі належним чином націлитись на опонента, рухи такої риби сповільнюються, а деякі просто тікають. Важливо зберігати плавці цілими, боєць із пошматованими плавцями сприймається суперником слабшим, невдахою й боягузом. Грудні плавці вважаються «ногами» бійця, вони використовуються для контролю та підтримки напрямку плавання. Маючи дефекти грудних плавців, риба матиме проблеми з рухом та орієнтацією. Луски — це панцир бійця, вкритий слизом. Луски повинні розташовуватися рівномірно й бути тісно пов'язаними між собою. Темний колір луски свідчить про повноту слизу. Луски також мають бути міцно прикріплені до тіла. 1977 року малайзійські бійці з дуже міцною лускою вигравали всі поєдинки в Таїланді.
Важливим також є вік риби. Інстинкт боротьби розвивається з наближенням зрілості. У 6-7 місяців молоді рибки вже готові до бою. У віці 7-10 місяців відбирають найкращі екземпляри. Одним із показників хорошого стану бійця є те, що він будує міцне гніздо з піни. Проте це лише загальні правила. Деякі лінії показують свій бойовий талант у віці всього 5 місяців, інші виявляють свої найкращі якості в 7-8 і навіть після 12 місяців.
Природних здібностей бійця недостатньо. Перш, ніж вийти на ринг, він має пройти спеціальні тренування. Використовують 3 типи вправ: переслідування дрібних риб, принада самкою, боротьба з течією. Для виконання першої вправи самця на 3 дні залишають у спокої, а на четвертий саджають до 25-літрового акваріума й підсаджують до нього 5-7 маленьких самок; також кидають трохи рослин, щоб самки мали де заховатись. У такий спосіб намагаються стимулювати бойову природу самця. Переслідуючи дрібних рибок, він поступово стає активнішим і жорсткішим. Курс тренувань триває 5-10 днів, самцеві дозволяють переслідувати самок не більше півгодини на день. Мета другої вправи — спровокувати інстинкт спаровування, сформувати в риби захисні звички та відчути верховенство над самкою. В тренувальний акваріум саджають самку із зрілою ікрою, а до неї підсаджують самця. Самець заграє до самки, плаваючи по всьому акваріуму, демонструє свою силу та красу. Рибам відводять не більше десяти хвилин, щоб вони не почали нереститися насправді. Для підвищення сили й витривалості бійців саджають у миску й закручують у ній воду, змушуючи таким чином риб плисти проти течії. Вправа триває не довше 5 хвилин і негайно припиняється, якщо півник втратить енергію й буде зноситись водою.
Ще одним із головних факторів готовності бійця до боротьби є його витривалість та психічна стабільність. Є чимало випадків, коли один із суперників, маючи по ходу поєдинку перевагу, раптом просто тікає. Трапляється, що деякі бійці з дуже хорошими фізичними даними відступають вже через 10 хвилин бою. Справжній боєць готовий битися навіть коли в нього вже немає ні сил, ні енергії, але він ніколи не тікає. Боєць повинен вміти адаптуватися до мінливих умов. Він має бути стійким до зовнішніх подразників, наприклад раптового чи гучного шуму, руху біля акваріума тощо. Без психічної стійкості він може не витримати тривалої жорстокої боротьби.
Стиль боротьби визначає «інтелект» бійця, який допомагає йому досягати перемоги. Основний стиль бою визначається походженням риби, але є бійці вищого рівня, які здатні вивчати суперника й адаптувати свої дії до його стилю. Іноді такий боєць, як здається, програє поєдинок, але він може відновити бій та врешті перетворюється на переможця. В кожного бійця є свої слабкі сторони, й «інтелектуальний» боєць здатний знайти вразливе місце свого опонента. Він буде концентруватися та вдаряти все більше й більше саме в слабке місце. На таких бійцях заробляють великі гроші. Але «інтелект» не є гарантією перемоги, суперник може виявитись занадто сильним від природи й здолати його не вдасться.
Так, застосовуючи спеціальну підготовку, отримують надзвичайно жорстку рибу, яка виділяється серед своїх побратимів особливим темпераментом і фізичними даними. Чистокровні «професійні бійці» тайською називаються плакхенг (Pla Kheng). Незалежно від того, яку техніку використовують для розведення риб, очевидно, що багаторічне селективне розведення дало сіамським бійцівським рибкам унікальні бойові навички. В Таїланді й досі вважають, що традиційний спосіб вирощування племінних бійців дає найпродуктивніший і найефективніший результат. Для жодного виду риб бойові якості не були настільки поліпшені шляхом селективного розведення. Практично всі поєдинки зараз відбуваються між рибами, які були виведені в неволі. Зловлені в дикій природі риби не здатні протистояти професійним бійцям.

### Бійка риб
Лише після ретельного огляду риб випускають на арену. Бої відбуваються за присутності численних глядачів. Для поєдинку відбирають двох самців приблизно однакового розміру, пляшки з рибами ставлять поруч, щоб потенційні противники могли спостерігати один за одним. Люди уважно розглядають їх і роблять ставки на своїх фаворитів. Коли досягнута домовленість про поєдинок, рибок саджають разом у більшу пляшку й бій починається.
Суперники не витрачають часу, негайно зближуються й демонструють один одному свою красу та силу. Після цього йдуть швидкі напади й кусання, причому рухи риб настільки стрімкі, що людське око не здатне відстежити всі деталі. Атаки повторюються з перервами, під час яких риби займають спаринг-позицію: від декількох секунд до декількох хвилин вони стоять поруч головами в одному напрямку. Бійці злісні й невблаганні у своїх нападах. Суперники кусаються, відриваючи шматки зябер, плавців, хвостів, луски. Відкушені шматочки падають на дно. Бійці не відступають, б'ються на смерть.
Розрізняють декілька видів ударів. Прямий удар дуже схожий на удар боксера, це основний стиль бою, він зазвичай спостерігається протягом перших 15 хвилин, поки риби знайомляться одна з одною; проте деякі риби використовують такий стиль протягом усього поєдинку. Коли після першого прямого удару один із суперників втрачає контроль, суперник завдає ще один або два удари; це називають подвійним або потрійним ударом. Удар у відповідь використовується рибами, які дотримуються захисної стратегії. Такий боєць спочатку штовхає суперника хвостом, щоб змусити його втратити контроль, а тоді раптово розвертається й раз чи двічі нападає, після чого швидко повертається в оборону; такого бійця важко вразити. Безперервний удар застосовують найбільш агресивні риби, вони атакують відразу, як опинилися в пляшці із суперником, без підготовки та розвідки; але такі риби зазвичай не витримують тривалої боротьби.
Об'єктом атак стають непарні плавці (80 % випадків, повторний удар), зяброві кришки (80 %, повторний удар), хвостове стебло (50 %, повторний або випадковий удар), рот (50 %, в комбінації та повторний удар), тіло (20 %, повторний удар), черево (20 %, повторний удар), грудні плавці (20 %, повторний удар), кутні зуби (10 %, повторний удар), голова (10 %, випадковий удар). Із плавців найбільше зазнають атаки анальний, хвостовий та спинний, тоді як черевні та грудні плавці в кінці тривалої зустрічі можуть лишитися практично непошкодженими. Порвані плавці є першим свідченням жвавого бою. Втрата плавців погіршує здатність риб нормально плавати. В кінці поєдинку від плавців часто вже майже нічого не лишається. Ще однією популярною точкою нападів є боки. Швидкими укусами риби відривають окремі лусочки або цілі їх групи, але в багатьох поєдинках такого роду травми можуть і не статися. Іноді травм зазнають зяброві кришки.
Час від часу риби сходяться лоб в лоб та змикаються щелепами. При цьому вони витягуються й борються, обертаючись навколо своєї поздовжньої осі. Такий стан зазвичай буває коротким, риби не можуть дихати, вони опускаються на дно й залишаються там нерухомими протягом 10-20 секунд. Потім вони розкривають щелепи, розходяться й швидко спливають до поверхні за ковтком повітря. Прийшовши до тями, бійці відновлюють поєдинок вже в звичайний спосіб. Під час ковтання повітря настають короткі перерви, атаки в цей час завжди припиняються.
Наприкінці тривалого бою обидві риби можуть мати непривабливий вигляд через свої понівечені плавці, але вони, здається, не відчувають від цього ніякого дискомфорту і, якщо це дозволено, битимуться ще і ще. Добре підготовлені риби можуть продовжувати свої атаки годинами майже без перерви. Але бійка не триває вічно, середня тривалість поєдинку становить 2-3 години. Переможець визначається виснаженням суперника, а не від завданих йому ран чи нокауту. Рано чи пізно одна риба здається й більше не виявляє здатності або бажання продовжувати поєдинок, вона відвертається хвостом до суперника та пливе геть, коли той займає позицію для наступного нападу. Іноді обидва бійці б'ються, поки ще в змозі це робити, а тоді зупиняються, це нічия.
Практично ніколи риби не гинуть під час поєдинку. Смерть від отриманих ран може настати згодом, якщо господар нехтуватиме здоров'ям своєї травмованої риби. Це неправда, що переможений завжди припиняє свою бойову кар'єру, а то й власне існування. Як переможці, так і переможені зазнають під час бою поранень. Деякий час риб тримають у невеликій посудині, додаючи у воду лікарські засоби. Плавці відновлюються досить швидко, й уже за декілька тижнів можуть бути відсутні будь-які ознаки травми. Втрата луски може бути більш серйозною проблемою, вона часто супроводжується розвитком грибка.

### Організація боїв
У минулому не існувало правил проведення боїв. На кожному ринзі для визначення переможця користувалися власними критеріями. Проблеми виникали, коли жоден із бійців не тікав й обоє продовжували битися. У цій ситуації рішення мала прийняти нейтральна особа (суддя), але й він міг бути упередженим. Тому був розроблений стандартний регламент, який застосовується на всіх основних рингах Таїланду; після цього спірних питань стало менше. Існують правила використання банок з рибками, правила визначення переможця в сумнівних ситуаціях, процедура та правила перевірки й експертизи бійців. У принципі, на кожному ринзі діють власні правила бою, але суттєвих відмінностей немає. Учасники мають знати правила й дотримуватись їх. На поєдинках обов'язково є суддя, він є ключовою фігурою на бійцівському ринзі, його рішення є остаточним. Гравці мають знати звички судді. Існує система штрафів.
Бійцівський ринг в Таїланді може розташовуватись у будь-якому місці: в магазині, під тінню великих дерев, в будинку одного із гравців тощо. Арена — це лише дерев'яний стіл, на який ставлять пляшки з рибами-бійцями. Навколо має бути достатньо стільців, щоб учасники могли сидіти та спостерігати за своїми бійцями. Зазвичай у таких місцях продають їжу та безалкогольні напої. Як правило, ринг відкривається о 8-й ранку й закривається близько 3-ї години дня, після завершення останнього поєдинку. Глядачі оцінюють бійців і за їхніми діями роблять або змінюють ставки. Великі ставки завжди означають високу якість риби-бійця.
Відвідувачі рибних боїв — це майже виключно чоловіки. На ринг приходять селекціонери, професійні гравці, продавці та гравці-аматори, випадкових людей тут не буває. Ті самі люди зустрічаються на різних рингах, в різних провінціях, вони добре знають один одного. Більшість професійних гравців беруть участь у боях ще з юних років; спочатку вони навчаються в друга, брата, батька, дядька, діда, досвід передається з покоління в покоління. Вік гравця може бути від 15 до 70 років, найбільших успіхів вони досягають у 30-50 років. Гравці-аматори приходять на рибний ринг пограти просто заради розваги, пошуку удачі, вони не розуміються на рибах, ними керує лише азарт. Зазвичай гравці-аматори змагаються між собою, вони уникають поєдинків з професіоналами. Продавці є посередниками між селекціонерами та іншими гравцями. Водночас вони є експертами з бійців, адже більшість продавців у минулому була професійними гравцями. Селекціонери приходять перевірити якість своїх бійців, для них комерційні інтереси стоять на другому плані. Деякі із селекціонерів є професійними гравцями, інші — ні. Гравці-селекціонери завжди використовують тільки своїх бійців, вони довіряють лише їм. Після закінчення боїв до селекціонерів підходять інші гравці, щоб придбати хороших риб, іноді купують весь виводок. Загалом спостерігається тенденція до комерціалізації боїв, селекціонери більше шукають прибутку.
Бійцівський ринг — це місце спілкування людей, а ще це місце збереження культури. Молодь, діти, дорослі просто приходять сюди веселитися, навіть не маючи жодного бійця, розвага безкоштовна для всіх. Бій викликає захоплення в глядачів. На ринзі люди кричать, палять, часто кидають грубі слова. Більшість гравців покладається на долю. Вони мають різний соціальний статус та професії. Є серед них бізнесмени, офісні працівники, представники робочих професій, урядовці високого рангу, селекціонери, продавці бійцівських рибок та ін. Тут всі вони рівні, ніхто не цікавиться інформацією про соціальний статус інших. Називають один одного за прізвиськом, можуть навіть і не знати справжніх імен. Людей об'єднує лише насолода спостерігати поєдинки. Досвідчені селекціонери та гравці-професіонали поважаються іншими гравцями, але ставлення до них сильно залежить від досягнутих успіхів.

### Регіональні відмінності
У кожному регіоні Таїланду традиційно розводили своїх риб-бійців за власними уподобаннями. Кожен регіон має свій «домашній» вид: на північному сході — це Betta smaragdina, у центрі Betta splendens, а на півдні Betta imbellis та Betta splendens. Деякі селекціонери стали обмінюватись рибами з різних регіонів і схрещували їх між собою. Популярним було також схрещування виведених у неволі бійців з дикими популяціями. Воно мало на меті створити бійця, який зовні дуже схожий на дику рибу, але з духом бійця, отриманим від батьків, виведених у неволі.
Найактивніше бійцівських рибок розводили в Бангкоці та його околицях, але сьогодні в Центральному Таїланді лишається небагато місць, де все ще регулярно проводяться рибні бої. Зокрема в Бангкоці бої заборонені, тому арени розташовуються на околицях міста. Найбільше поширення бої рибок зараз мають у південній частині Таїланду, вони тут отримують солідну фінансову підтримку від туристичного бізнесу, власників каучукових та видобувних підприємств. Місцеві кліматичні умови дозволяють проводити бої цілий рік, певний спад буває лише в листопаді-лютому. Держава легалізувала бої в цьому регіоні, видає відповідні ліцензії й збирає податки. Проте розведенням бійцівських рибок на півдні займається дуже мало людей. Кращих бійців завозять із Центрального Таїланду, такі риби становлять понад 80 відсотків бійців на півдні.
Підтримуються зв'язки між тайськими та малайзійськими селекціонерами, відбувається регулярний обмін рибами між ними. Малайзійські штами дуже важко відрізнити від таїландських.
Так само, як на півдні Таїланду або в Малайзії, індонезійські селяни з острова Суматра здавна влаштовували бої диких Betta imbellis, ікан-лаґа (індонез. Ikan Laga, бійцівська рибка), як їх називають у передмісті Медана. У кінці XIX ст. на Суматрі з'явилися імпортні бійці, вирощені в неволі, набагато жорсткіші за диких Betta imbellis. Індонезійські гравці називають сіамську бійцівську рибку з Таїланду ікан-сіам (індонез. Ikan Siam, сіамська рибка). Вважається, що вперше цих риб привезли китайські переселенці з провінції Сонгкхла, які в 1878 році прибули в містечко Баган (індонез. Bagan Siapi Api) на східному узбережжі Суматри. Починаючи з 1960-х років до Індонезії почали масово завозити риб з Таїланду, Малайзії та Сінгапуру. Особливо активними зв'язки між селекціонерами з різних країн стали в 1980-і роки. Диких риб на ринзі остаточно змінили штами, виведені в неволі. Й досі в Індонезії найбільше цінуються бійці з Багана. Про цих риб, яких називають Super Bagan, ходять легенди. В Таїланді вони відомі як плакат-індо (Plakat Indo, індонезійська бійцівська рибка), вважається, що ці риби мають дуже тверду луску й дуже гострі зуби. Рибні бої в Індонезії проводять у Медані, Джакарті, Бандунзі, Сурабаї та інших великих містах. У Джакарті, крім звичайних боїв, проводять також «чемпіонати» на кшталт футбольного турніру. Переможці отримують трофеї.
В Ісані (північносхідний Таїланд) вже понад 200 років бої рибок є популярним відпочинком місцевих жителів. Бої проводять з березня по вересень, коли рисові поля наповнені водою. Змагання можуть влаштовувати в будь-якому обійсті. Ісанські селекціонери працюють з гібридами Betta smaragdina та Betta splendens, але при цьому намагаються зберегти схожість своїх бійців з дикими популяціями Betta smaragdina. Давні традиції рибних боїв існують також у Камбоджі. Бійцівських рибок тут стали розводити в неволі в доколоніальну добу. Одомашнених риб в Камбоджі називають Bonkat Trei Chol Khmer, а диких — Trei Krem Prey Khmer. Місцеві бійці мають маленький розмір, а б'ються дуже швидко. Основним стимулом на місцевих змаганнях є перемога, а гроші для переможця — це лише бонус. У Пномпені ставки на гру вищі.
В'єтнамці називають сіамську бійцівську рибку касьєм (в'єт. Ca Siem), що означає «рибка з Сіаму» або катьой (в'єт. Ca Choi), «бійцівська рибка»). Вважається, що до В'єтнаму їх завезли китайці в кінці XIX ст. 30 років війни ізолювали й законсервували місцеві штами. Зовні вони відрізняються від тих, що поширені в Таїланді та Малайзії й нагадують тайський тип «Anabas testudineus», дуже короткі, товсті та міцні. Цей тип став рідкісним у Таїланді, де переважає тип «Channa striata». В'єтнамські бійцівські рибки мають сильну фізичну статуру та володіють жорстким ударом, але б'ються досить повільно. Останнім часом до В'єтнаму стали завозити таїландські та малайзійські штами, вони схрещуються із місцевими рибками. Методи роботи в'єтнамських селекціонерів не відрізняються від тайських, але деякі тонкі відмінності існують в організації боїв.
У Гонконзі бої сіамських бійцівських рибок були започатковані в середині XX ст. Риб тут не розводять, аматори купують їх у зоомагазинах, серйозні гравці отримують якісних бійців з інших країн від своїх імпортерів. Азартні ігри з тваринами дуже популярні на Філіппінах, але бійцівські рибки в природі в цій країні не водяться. Перші сіамські бійцівські рибки потрапили на Філіппіни лише 1980 року. Це були переважно декоративні риби з довгими плавцями, яких продавали в зоомагазинах. У 2008 році на Філіппіни масово стали завозити бійців з короткими плавцями, яких люди купували через інтернет. Спалах популярності рибних боїв стимулювала заборона в країні собачих боїв. Власної традиції селекції бійцівських рибок на Філіппінах немає. Хороших бійців імпортують з Таїланду, Малайзії, В'єтнаму та Індонезії. Гравці на Філіппінах — це міські жителі, а головними центрами проведення боїв є Маніла та Давао.

### Сучасні тенденції
Популярність рибних боїв не згасає, вони вийшли на міжнародну арену. У Гонконзі, Китаї, В'єтнамі, Малайзії та Сінгапурі бої рибок стоять в одному ряду з боями цвіркунів або півнів. Тепер рибні бої проводяться й за межами Азії, бойові штами Betta splendens були завезені до Північної Америки, Європи, Австралії. Розвага користуються популярністю переважно серед нових іммігрантів з Південно-Східної Азії, в першу чергу з В'єтнаму та Таїланду.
У XX ст., коли західна культура поширилася на всі країни Азії, а комерція стала основним стимулом економічного та соціального розвитку, бої рибок перетворилися в змагання на гроші. Нова ринкова система відкрила шлях до більш спрямованого розведення бійцівських рибок. Селекціонерами були розроблені відповідні стратегії розведення. Бійцівських рибок стали масово розводити на продаж. Стався справжній бум і в експорті бійцівських рибок. Тепер селекціонери різних країн можуть обмінюватись своїми рибами. Тайські бійці були неодноразово перехрещені з камбоджійськими, в'єтнамськими, малайзійськими, й зараз їх важко розрізнити. Люди, що пов'язані з боями, вже не уявляють рибу з дикої природи як справжнього бійця.
Селекція бійцівських рибок поділилася на 2 напрямки: один розрахований на професійні бої, інший — на продаж у зоомагазинах. Обидві групи походять з одних штамів, але риби першої з них (самці і самки) проходять жорстку селекцію, потомство отримують лише від переможців, риб з відмінною будовою тіла, гострими зубами, хорошим стилем бою та витривалістю. Багато уваги приділяють раціону харчування та умовам утримання цих риб. З рибами другої групи селекції ніхто не проводить, серед них можуть виявитись бійці різної якості. Звичайних риб продають за ринковою ціною, вартість селективної риби визначається експертами. Багато селекціонерів спочатку тестують сім'ї своїх бійців. Якщо щось не пішло, риб здають у зоомагазин.